# Biserica de lemn din Bruznic

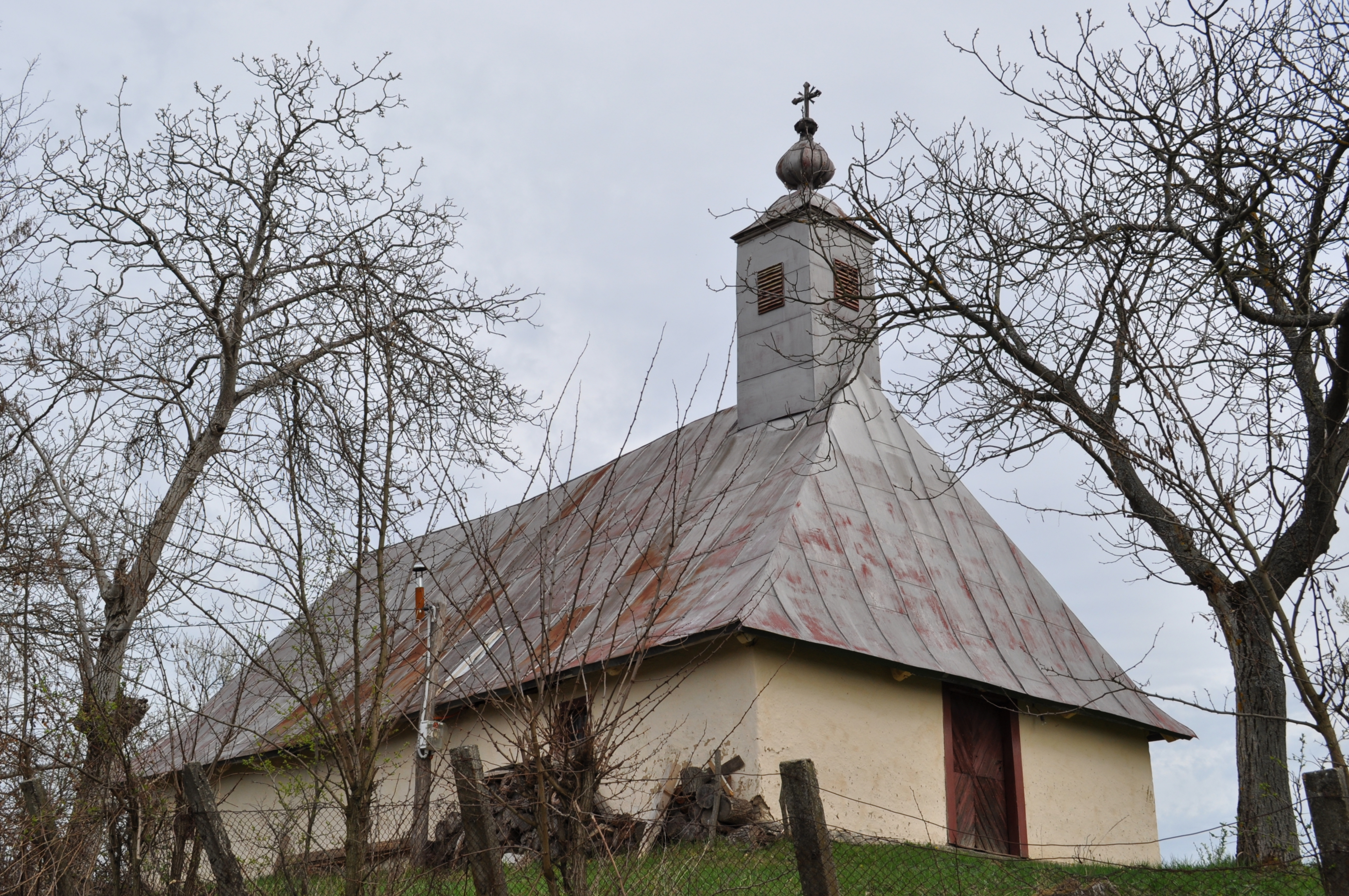
Biserica de lemn „Sfântul Mare Mucenic Dimitrie” din Bruznic, comuna Ususău, județul Arad, foto: aprilie 2012.

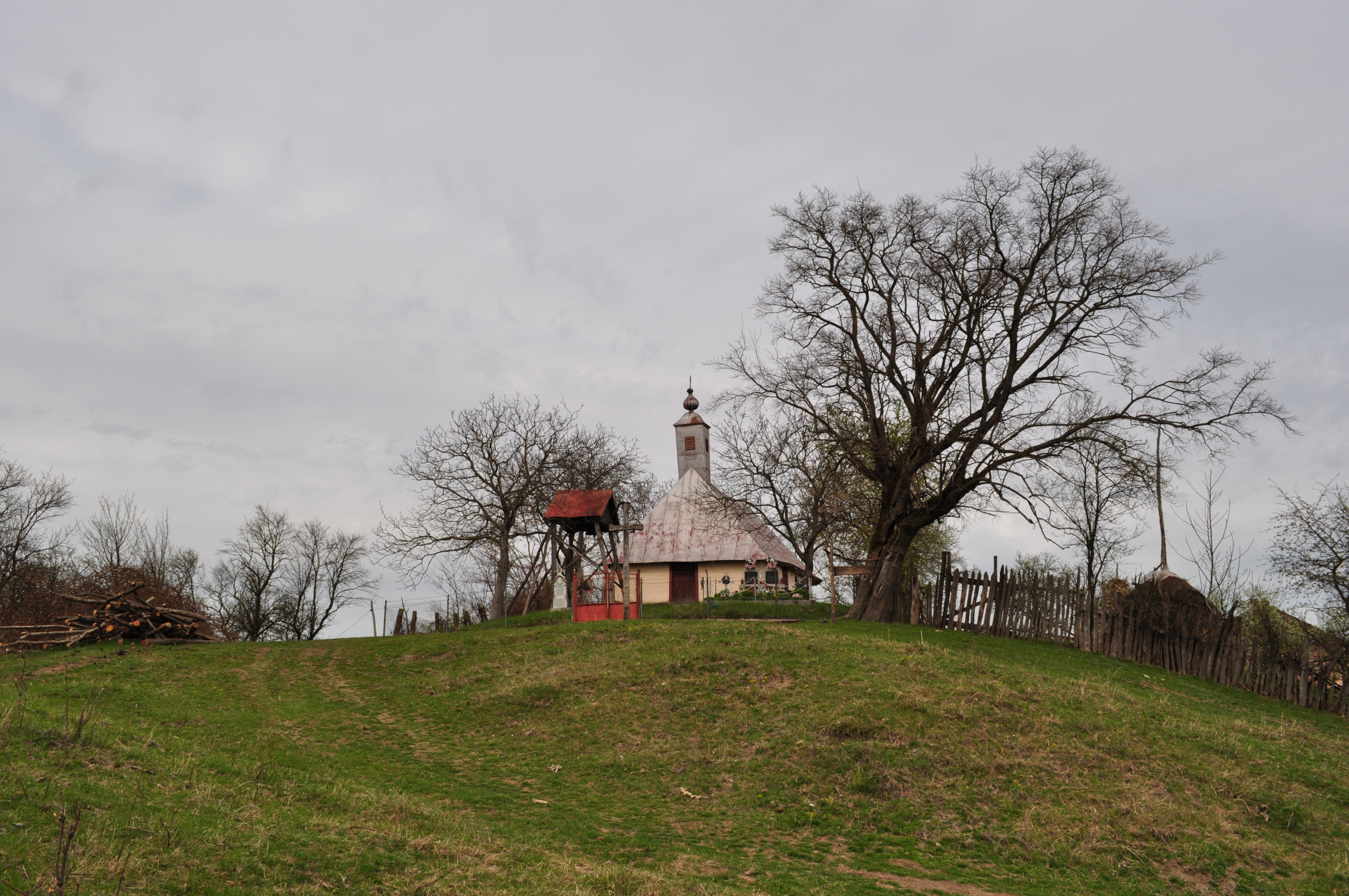
Biserica de lemn „Sfântul Mare Mucenic Dimitrie” din Bruznic, comuna Ususău, județul Arad, foto: aprilie 2012.

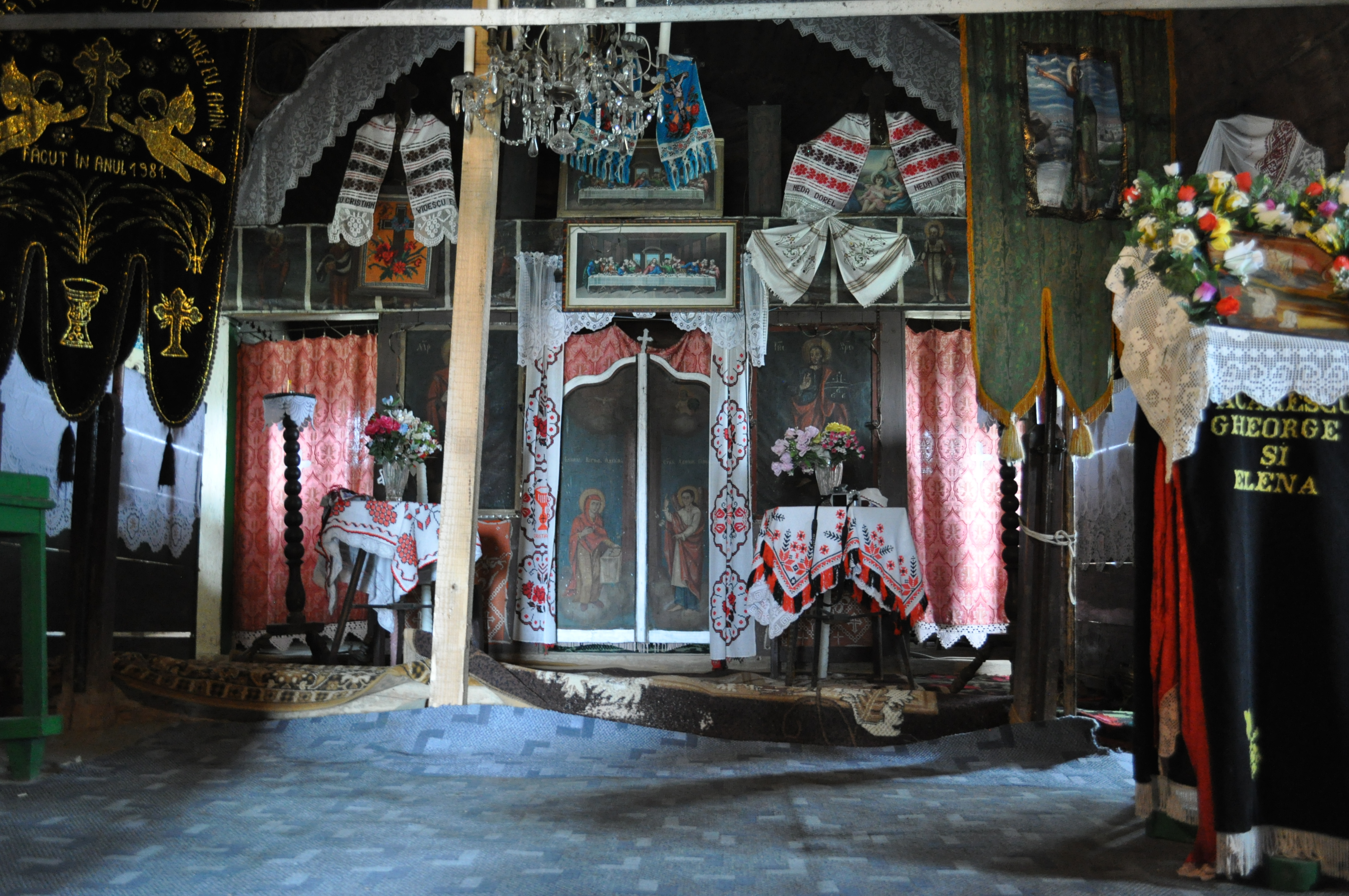
Interiorul navei

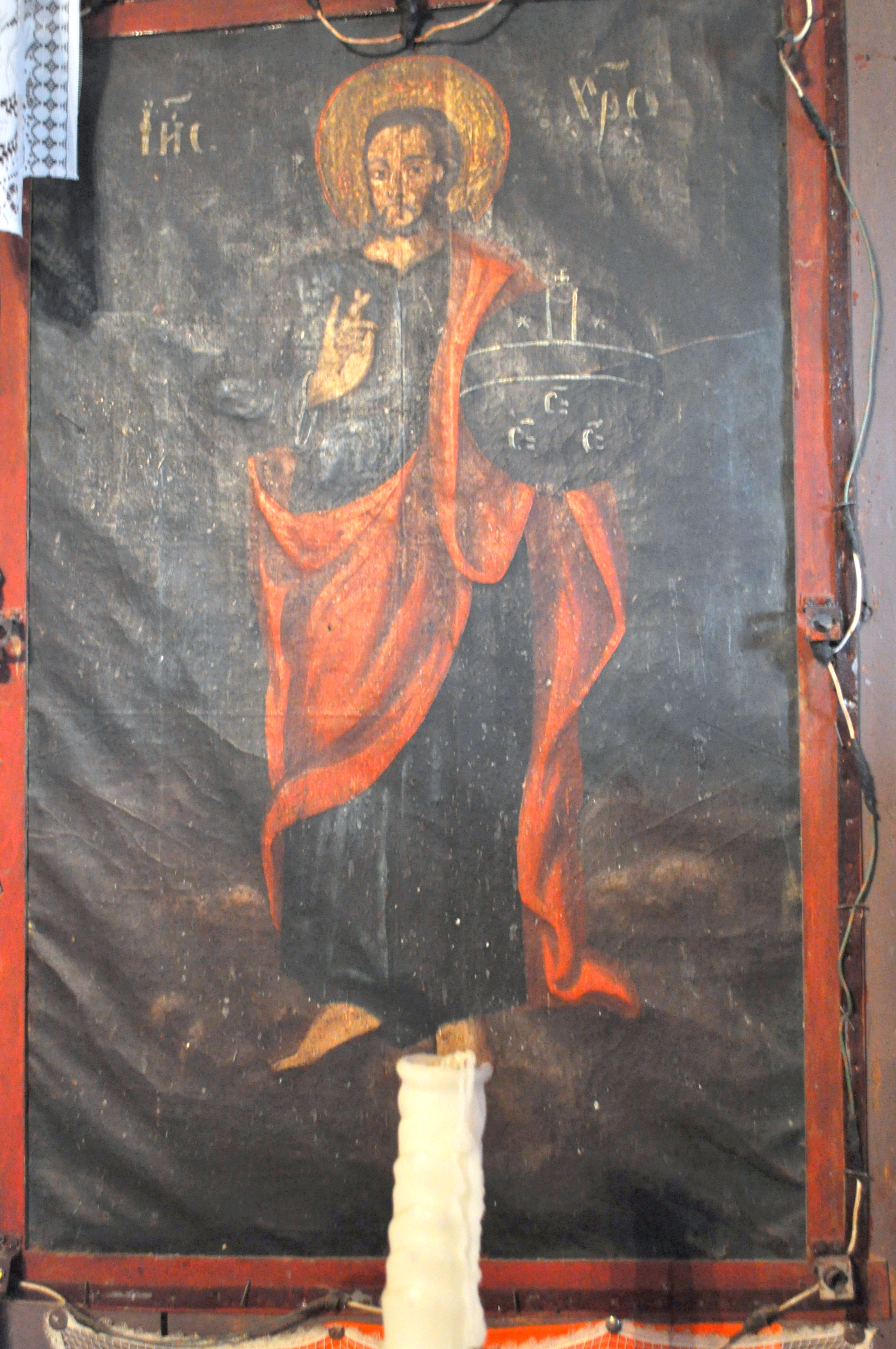
Iisus Pantocrator

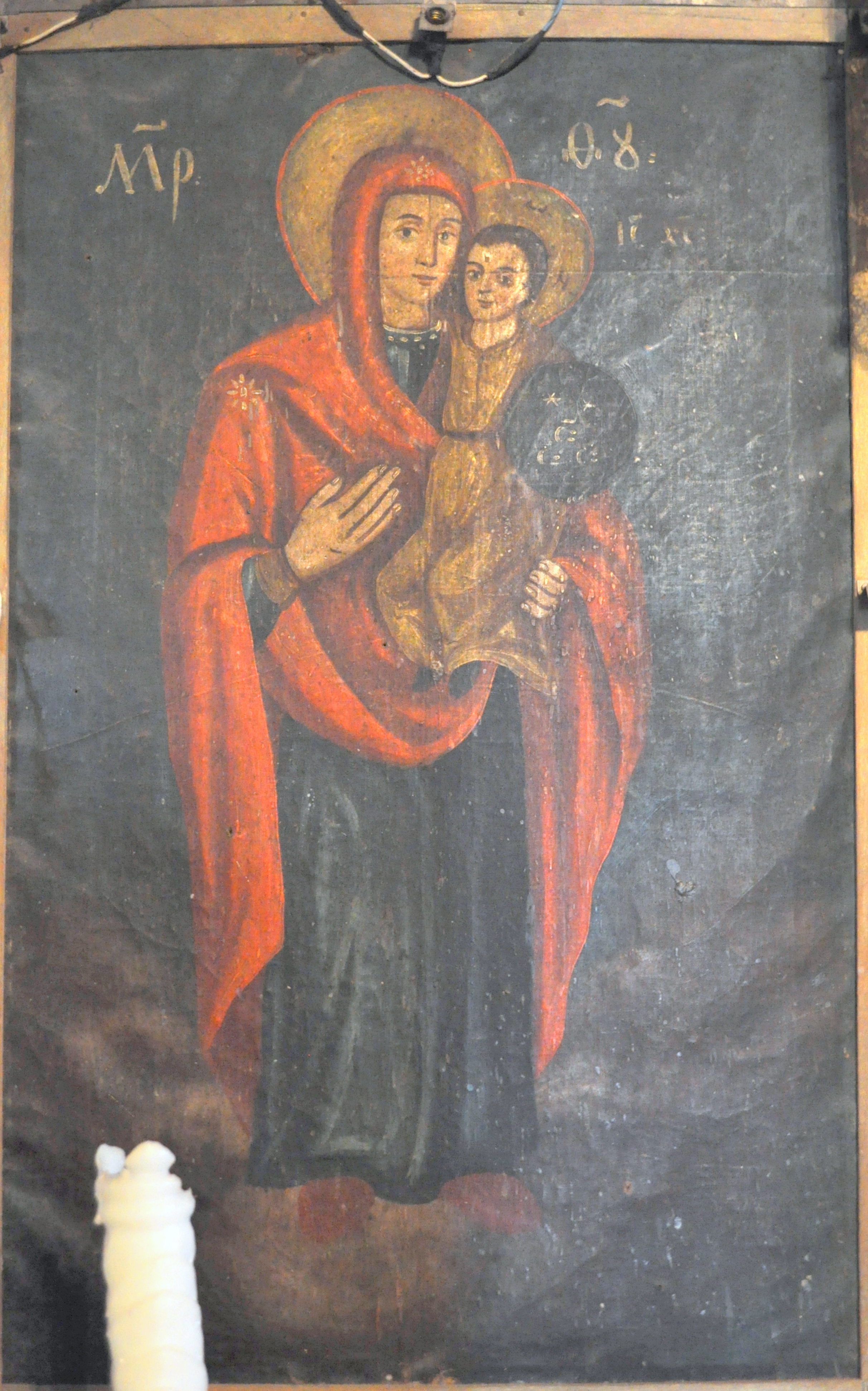
Maica Domnului cu Pruncul

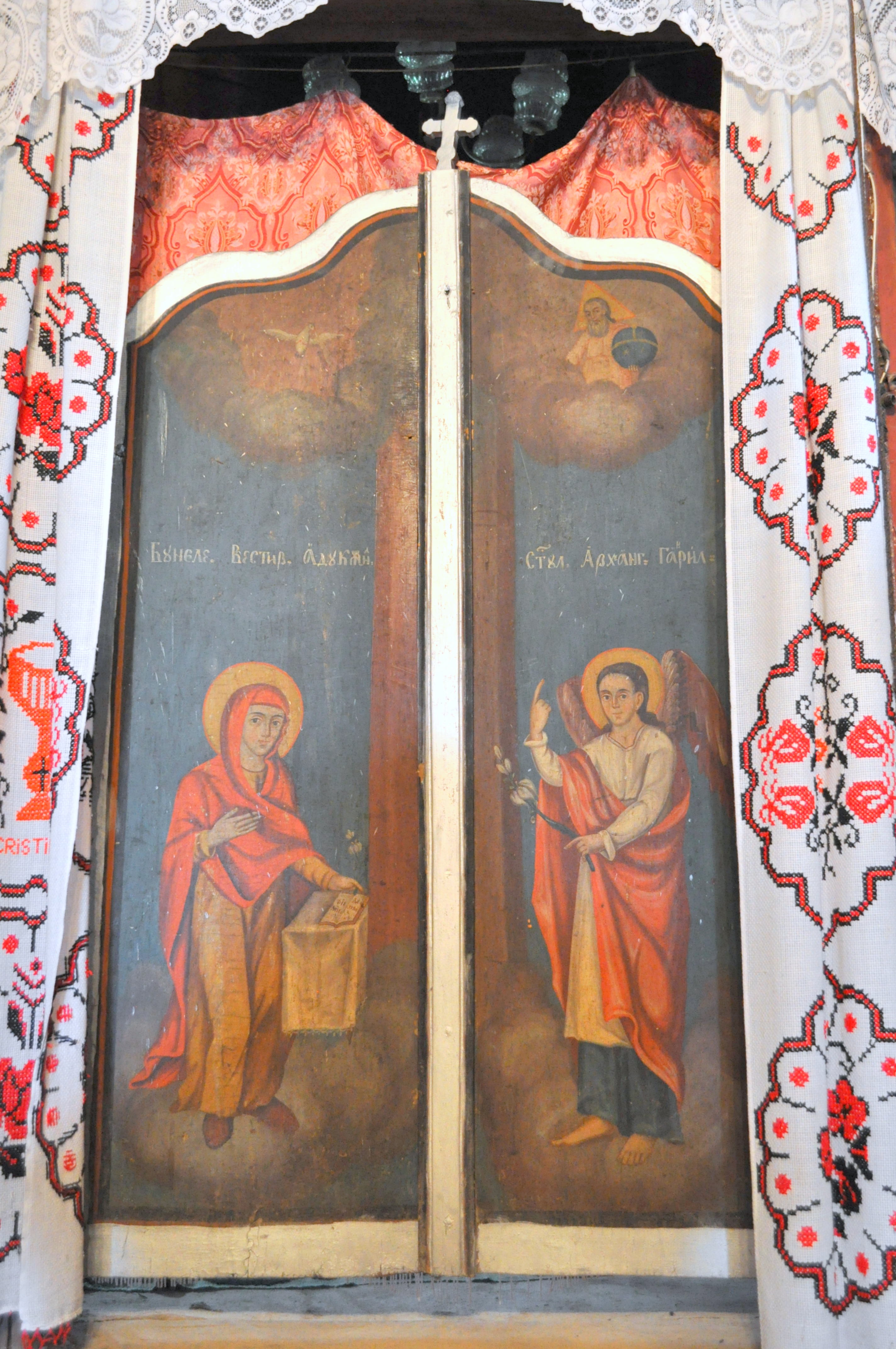
Ușile împărătești: Buna Vestire

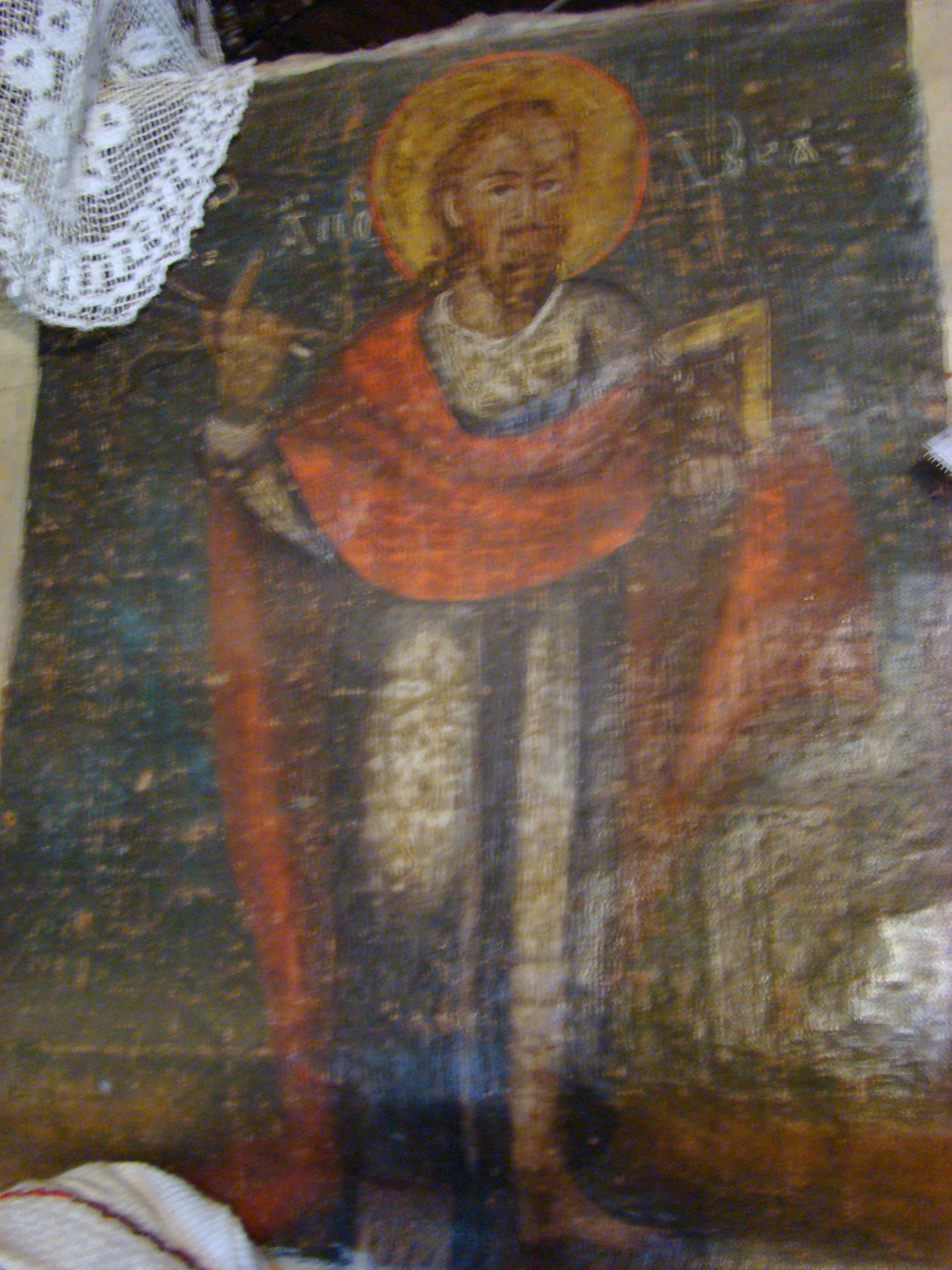
Pictura iconostasului: Apostol

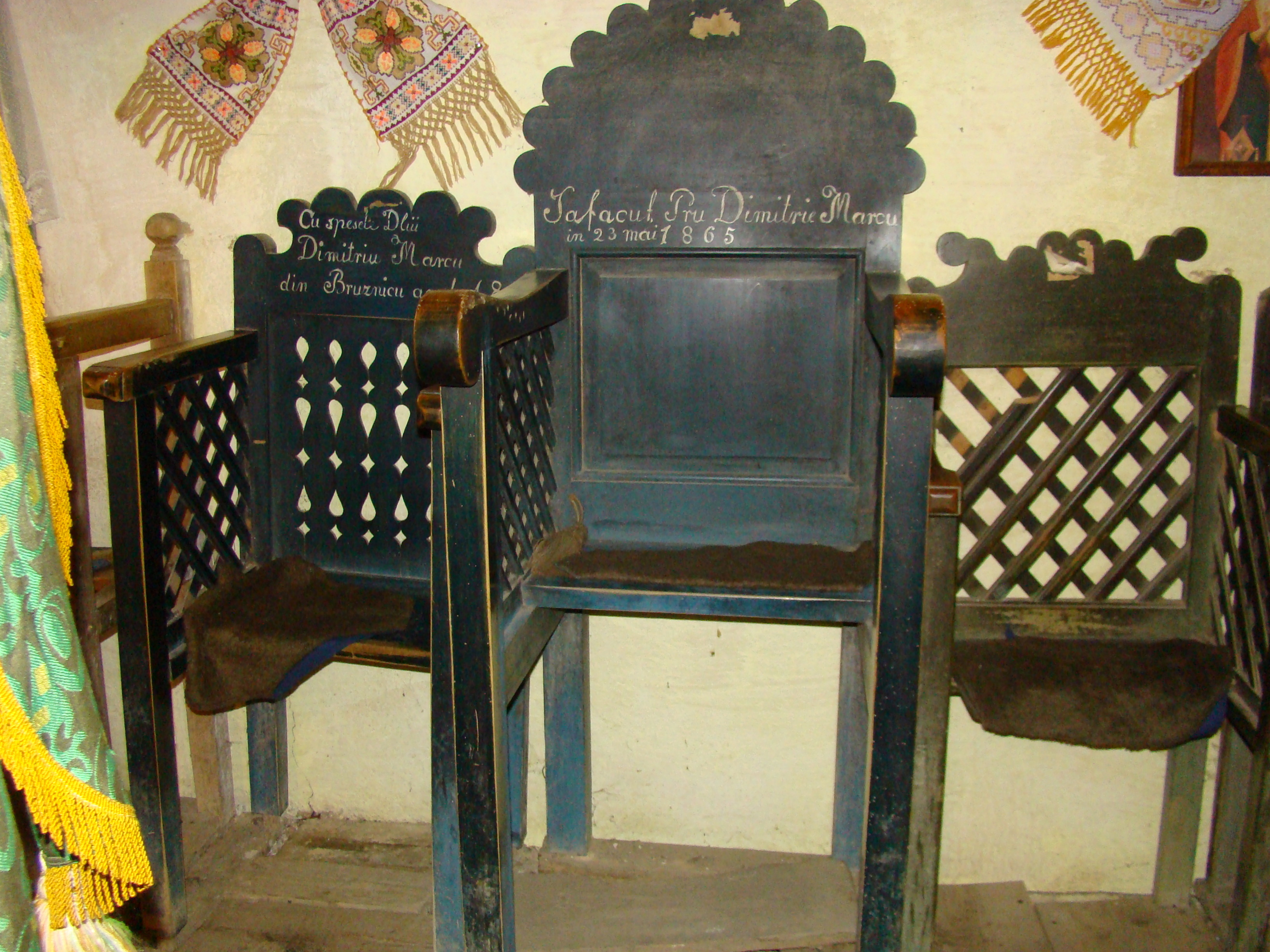
Stranele vechi de lemn

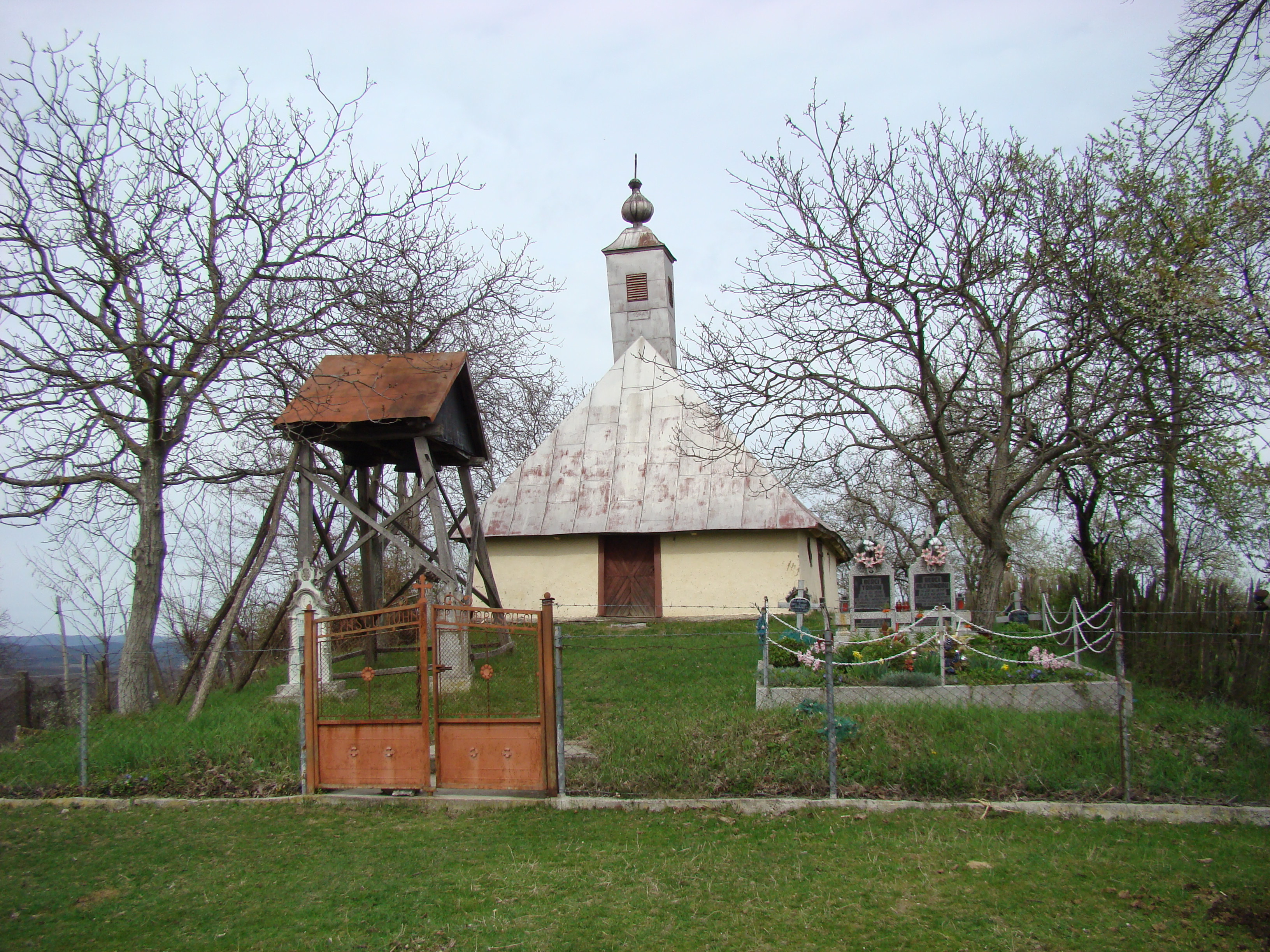
Biserica și clopotnița

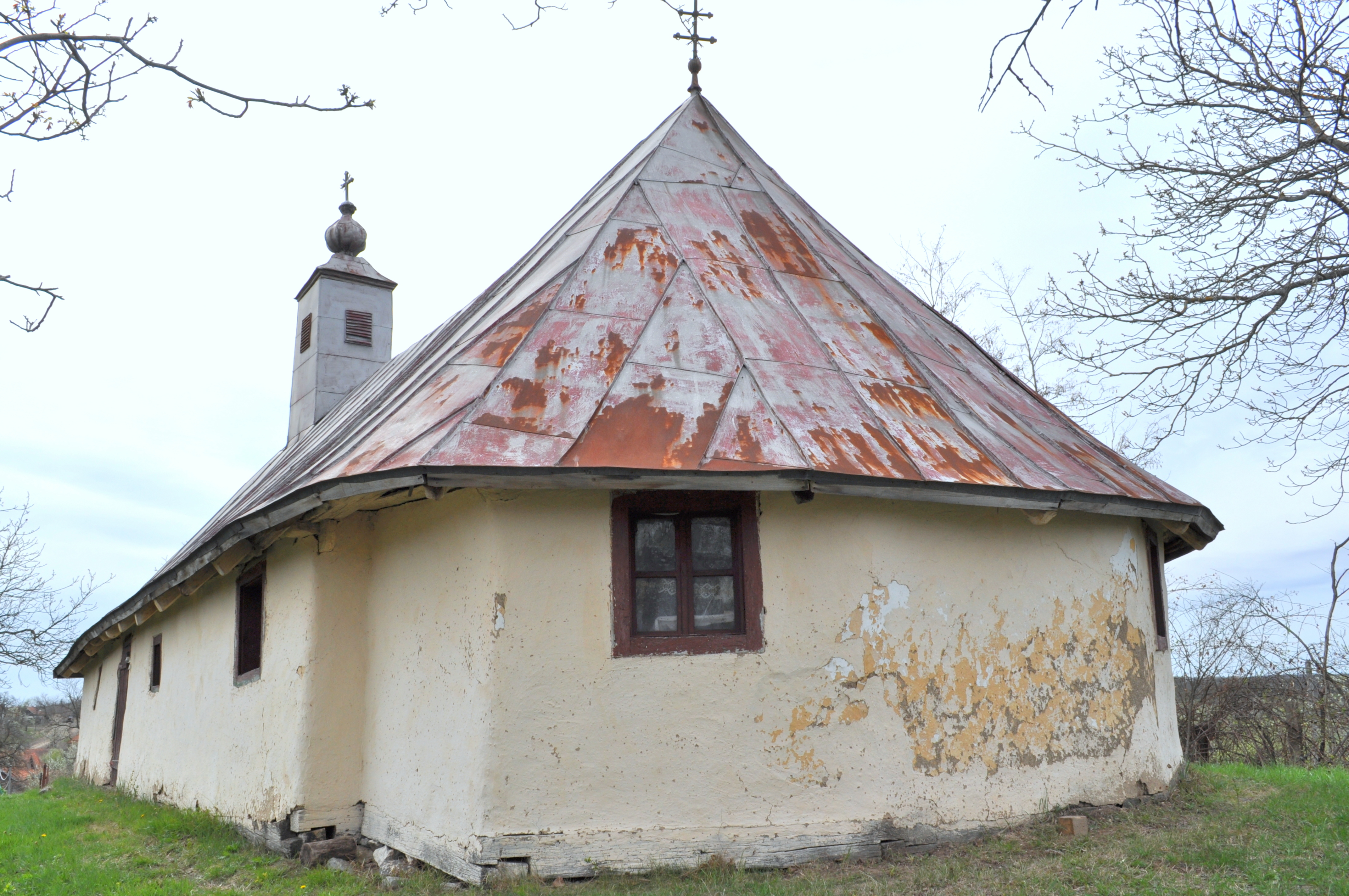
Biserica (sud-est)

Biserica de lemn din Bruznic, comuna Ususău, județul Arad, datează din anul 1805. Are hramul „Sfântul Mare Mucenic Dimitrie”. Biserica nu se află pe noua listă a monumentelor istorice.

## Istoric și trăsături
La 4 km de la Zăbalț, pe un drum comunal de pământ, se poate ajunge în satul Bruznic. Prima mențiune documentară a acestuia: 1437; denumiri de-a lungul timpului: Bryznyk, Broziac, Marosborosznok. 
O vatră veche a satului a fost pe "Valea Dominuțului", iar alta pe "Pârâul preotesei", unde, potrivit unei tradiții locale a existat o biserică de lemn. După stabilirea locuitorilor pe vatra de astăzi, în anul 1805 a fost construită, tot din lemn, actuala biserică, având hramul "Sfântul Mare Mucenic Dimitrie", care a fost sfințită de protopopul Dimitrie Mihailovici al Lipovei.
Planul bisericii este dreptunghiular terminat cu o absidă. Dimensiunile bisericii fiind: lungime 20 m, lățime 9 m, înălțimea până la acoperiș fiind de 3 metri, iar până la vârful turnului 15 m; biserica nu are pictură, cu excepția iconostasului. În biserică se găsesc scaune din lemn din anii 1860 - 1865 și un tron arhieresc din 1865.
Prezintă unele elemente asemănătoare cu a bisericii de lemn de la Julița.
Unele icoane în stil bizantin, aflate pe iconostas și în pronaosul bisericii, sunt opera unui talentat pictor care a lucrat aici în urmă cu peste două secole.

## Imagini din interior

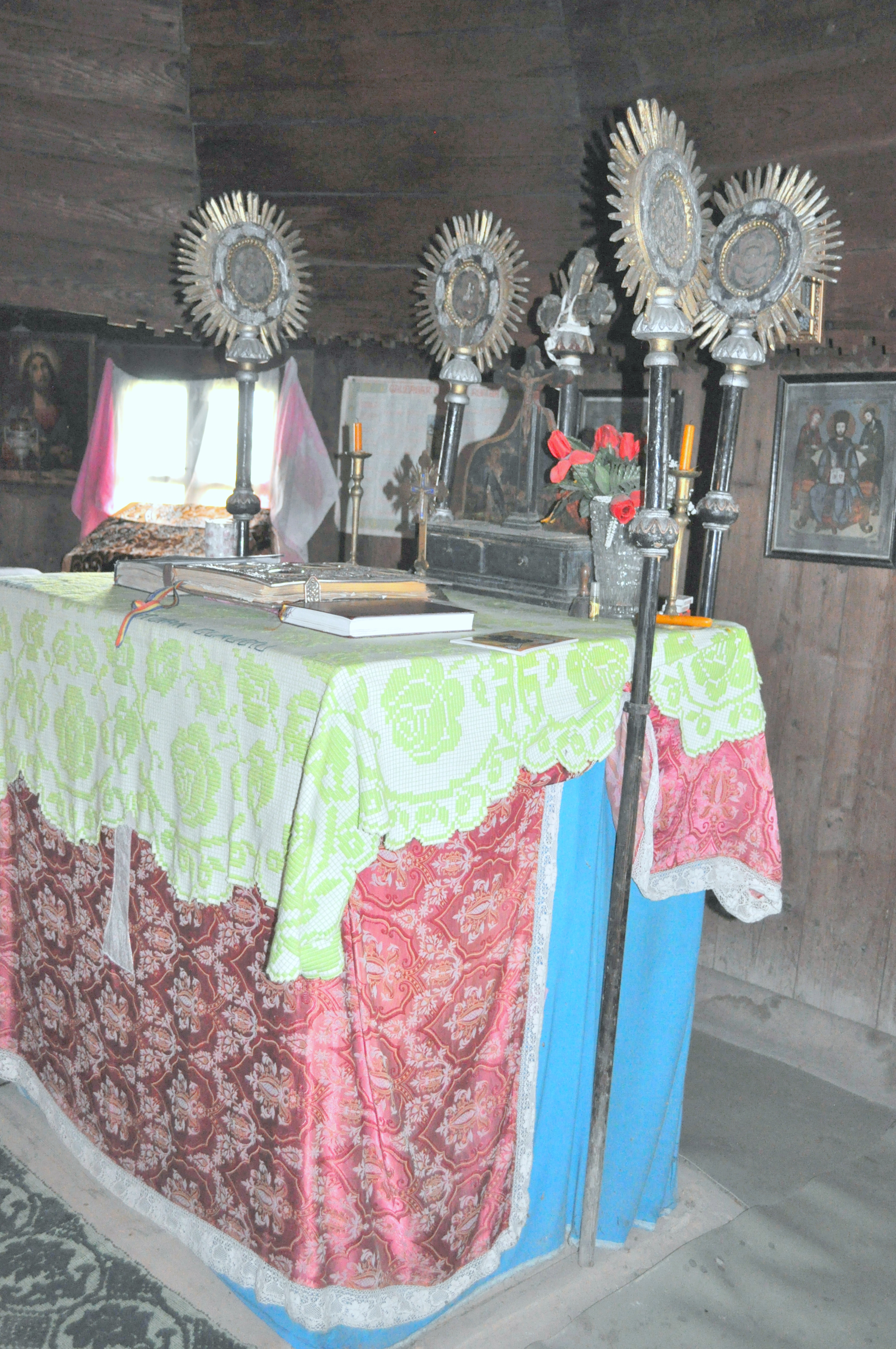
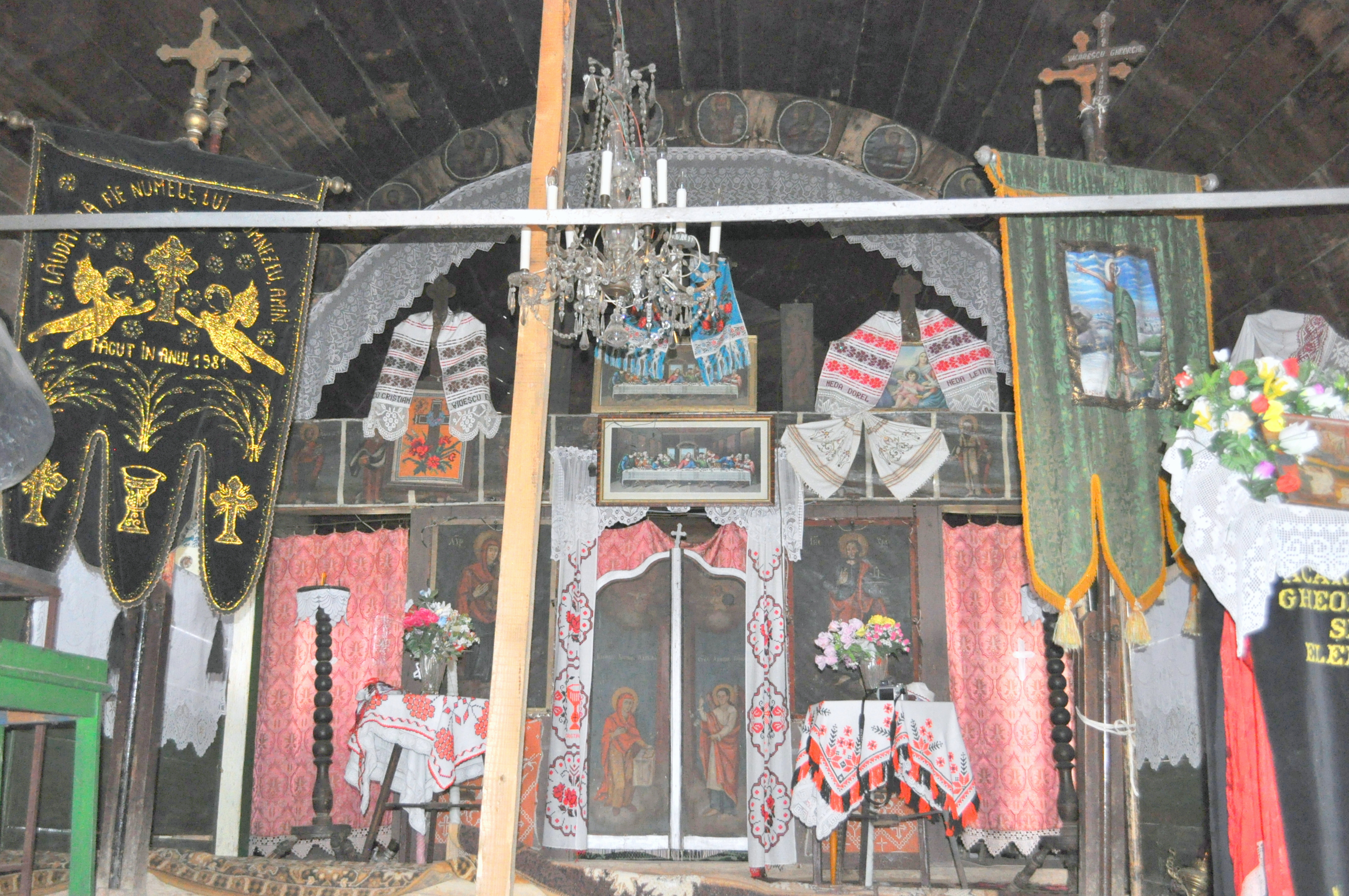
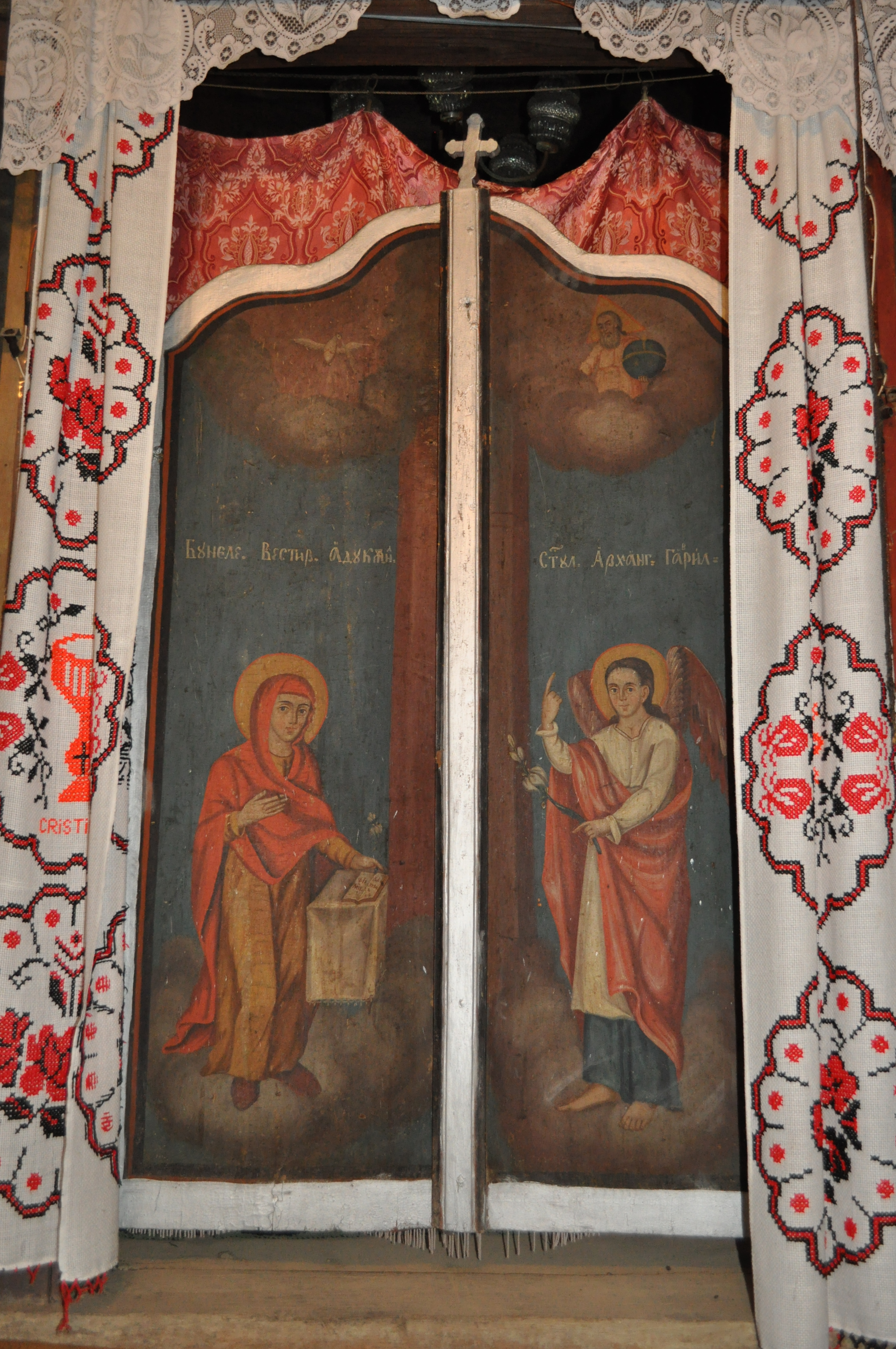
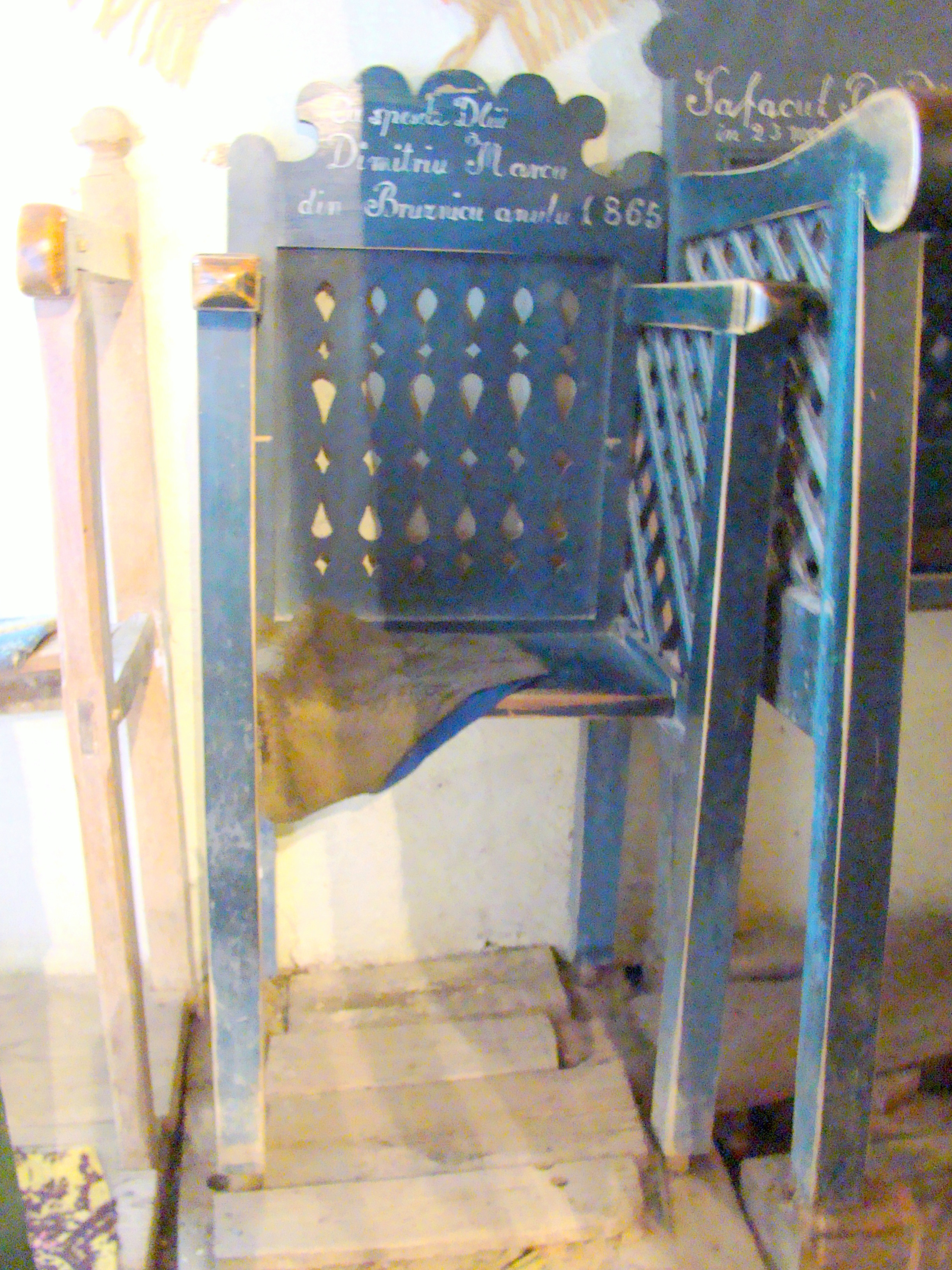
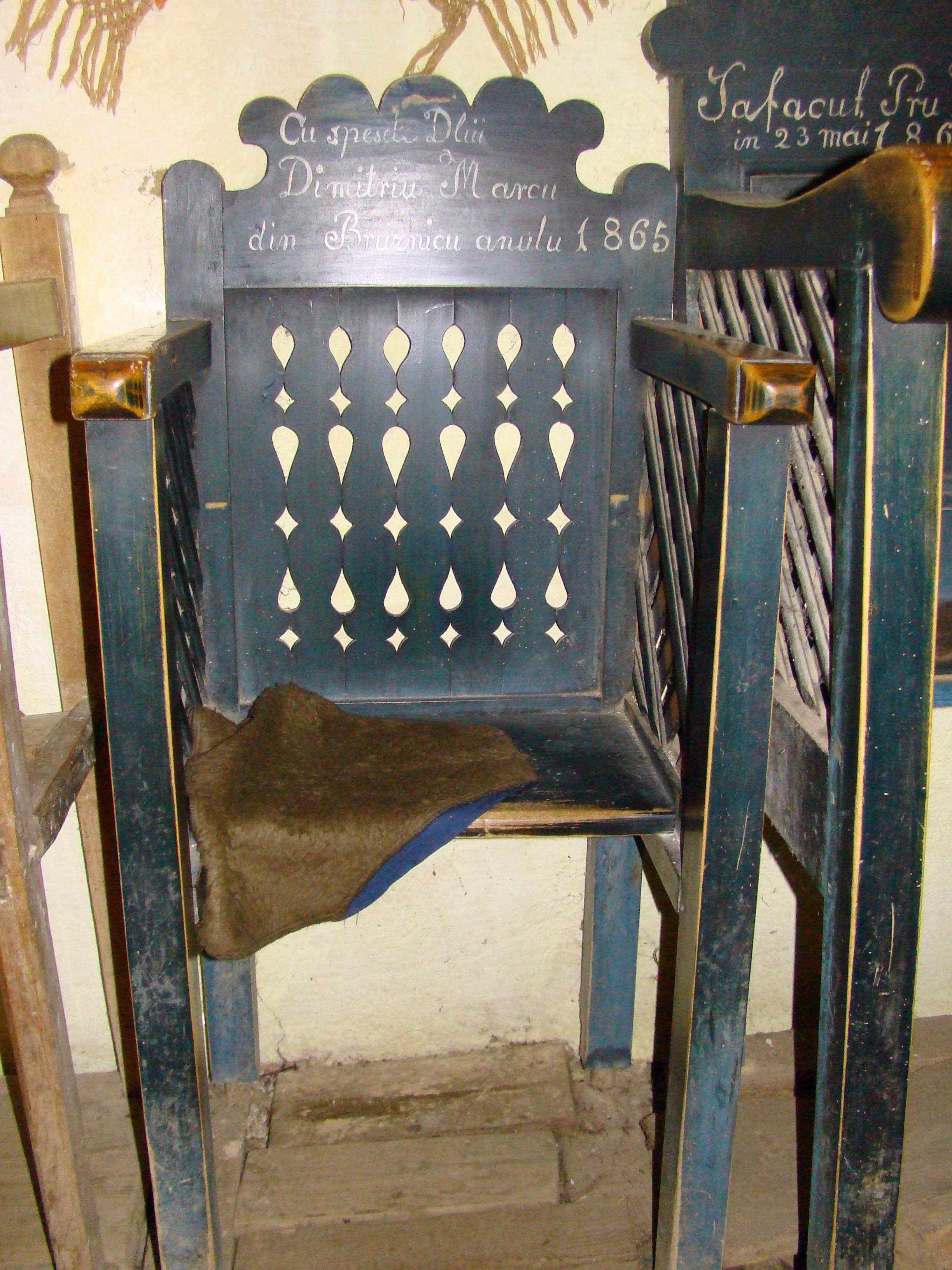
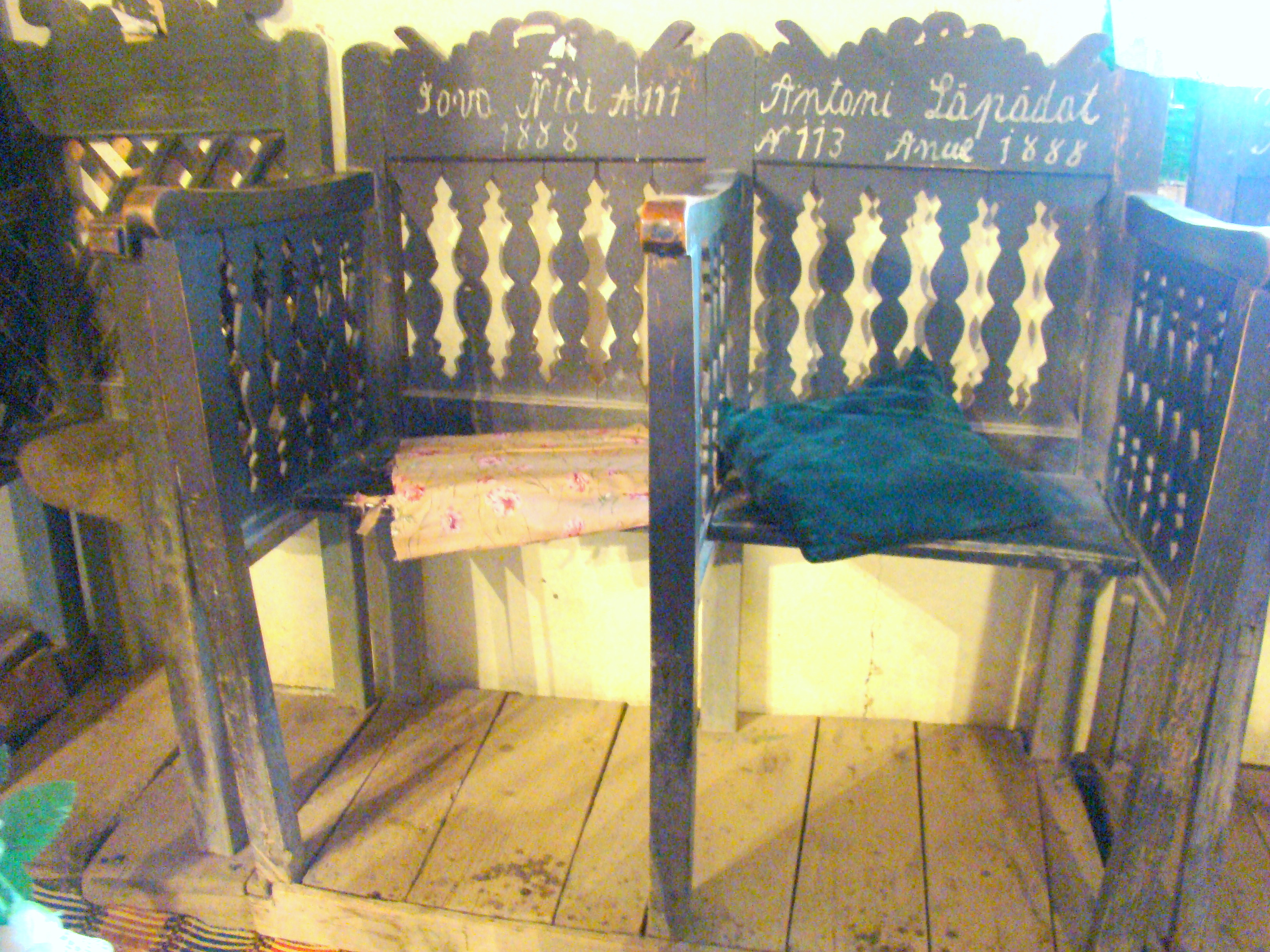
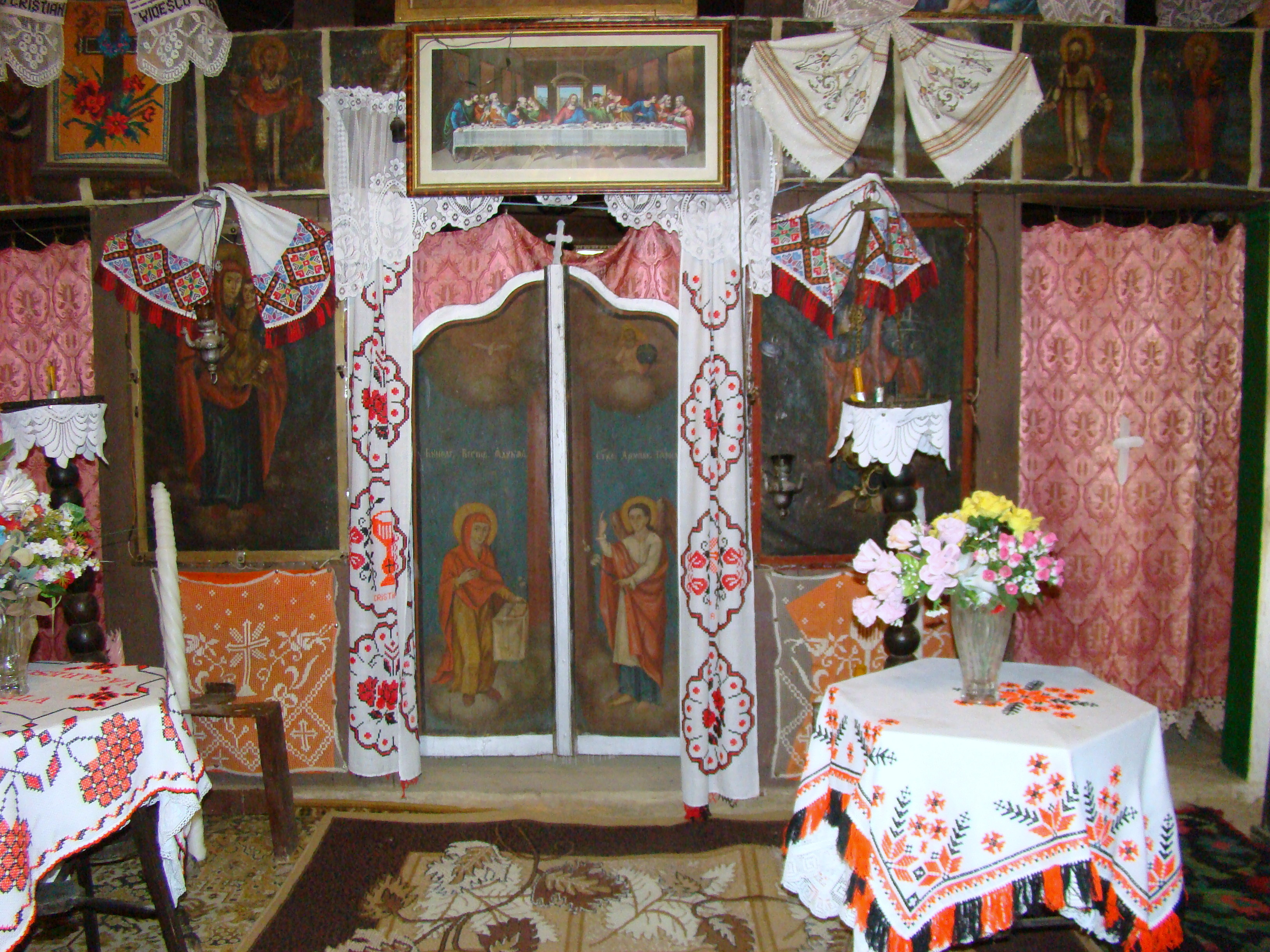
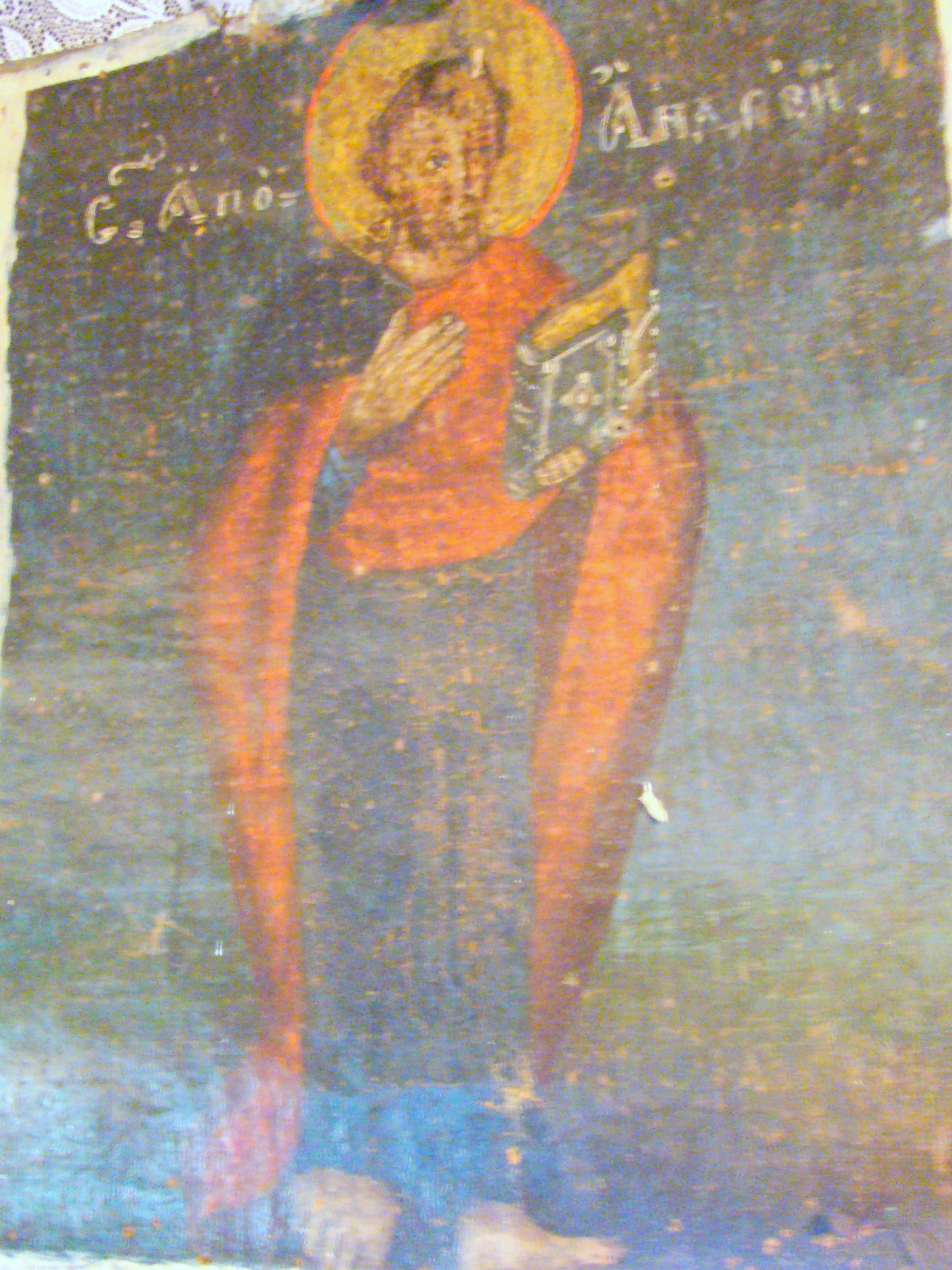
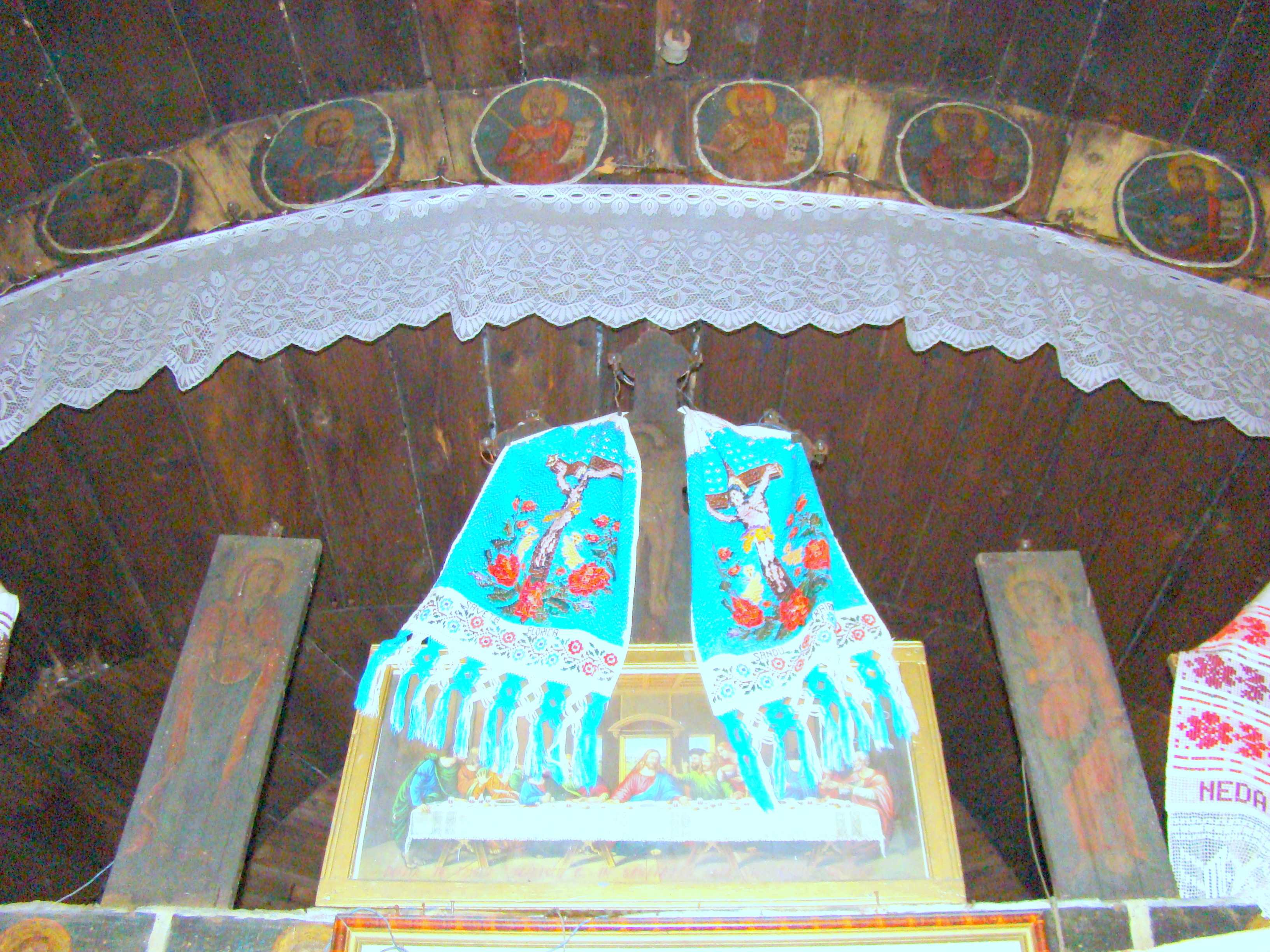
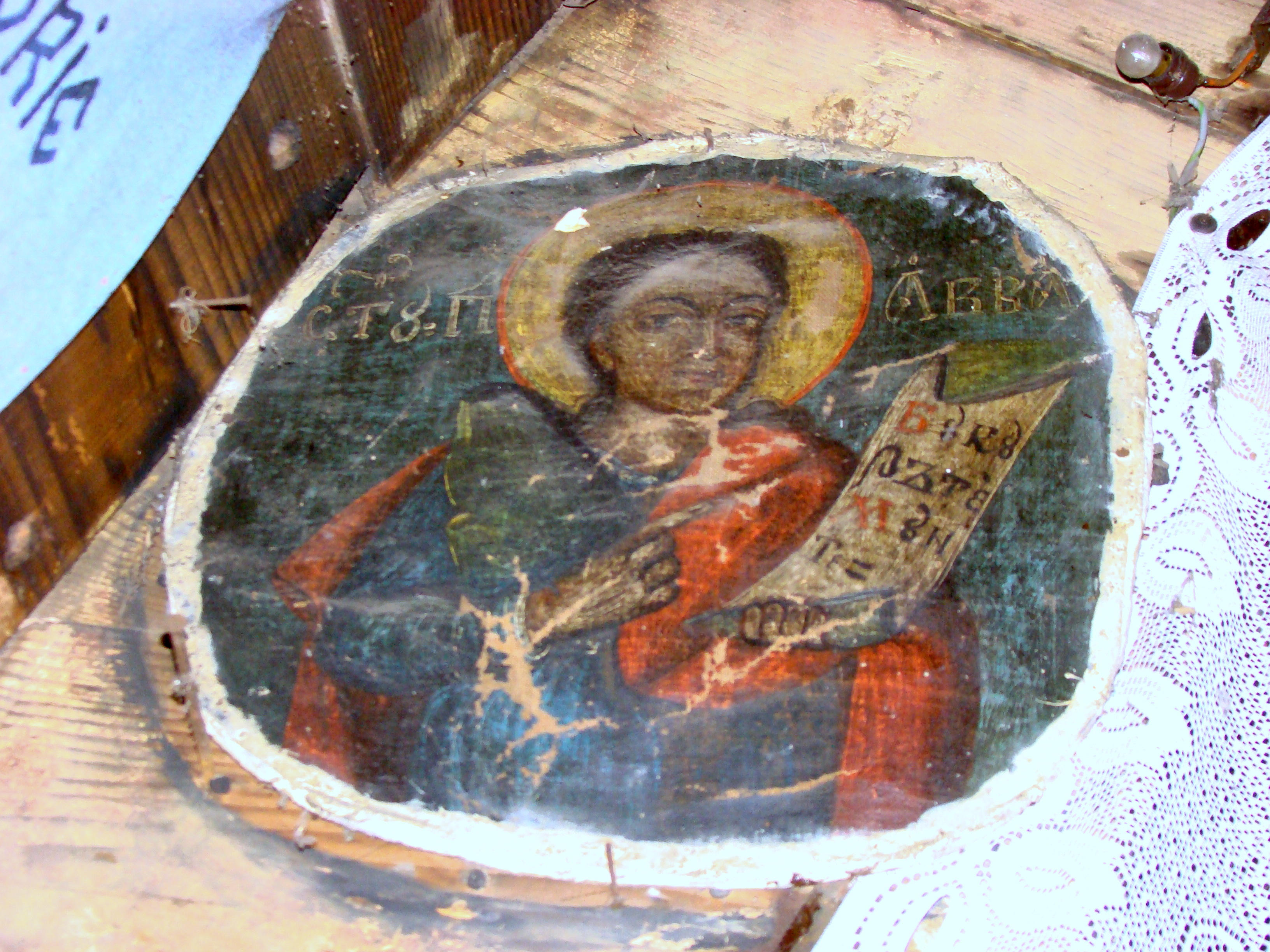
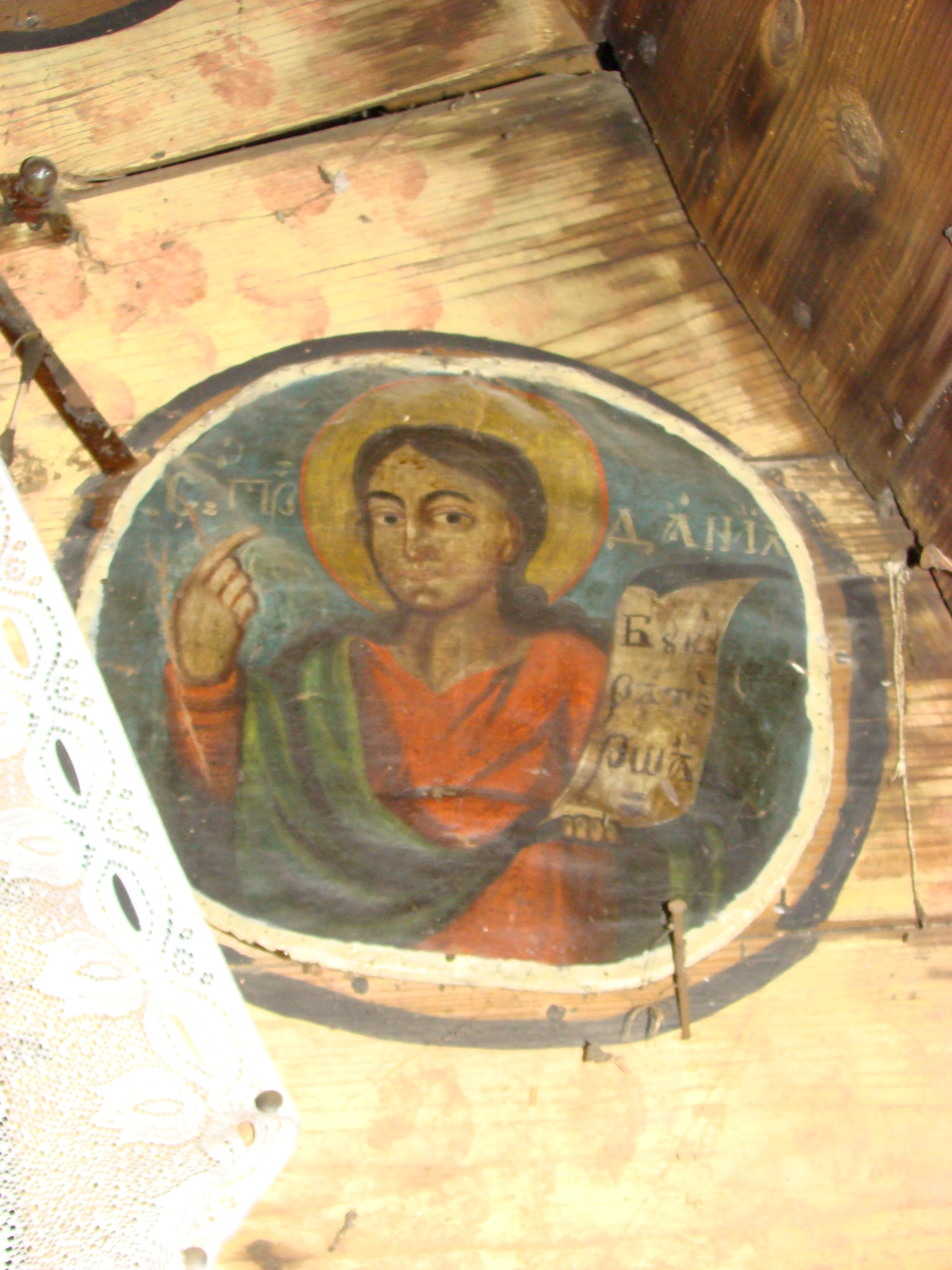
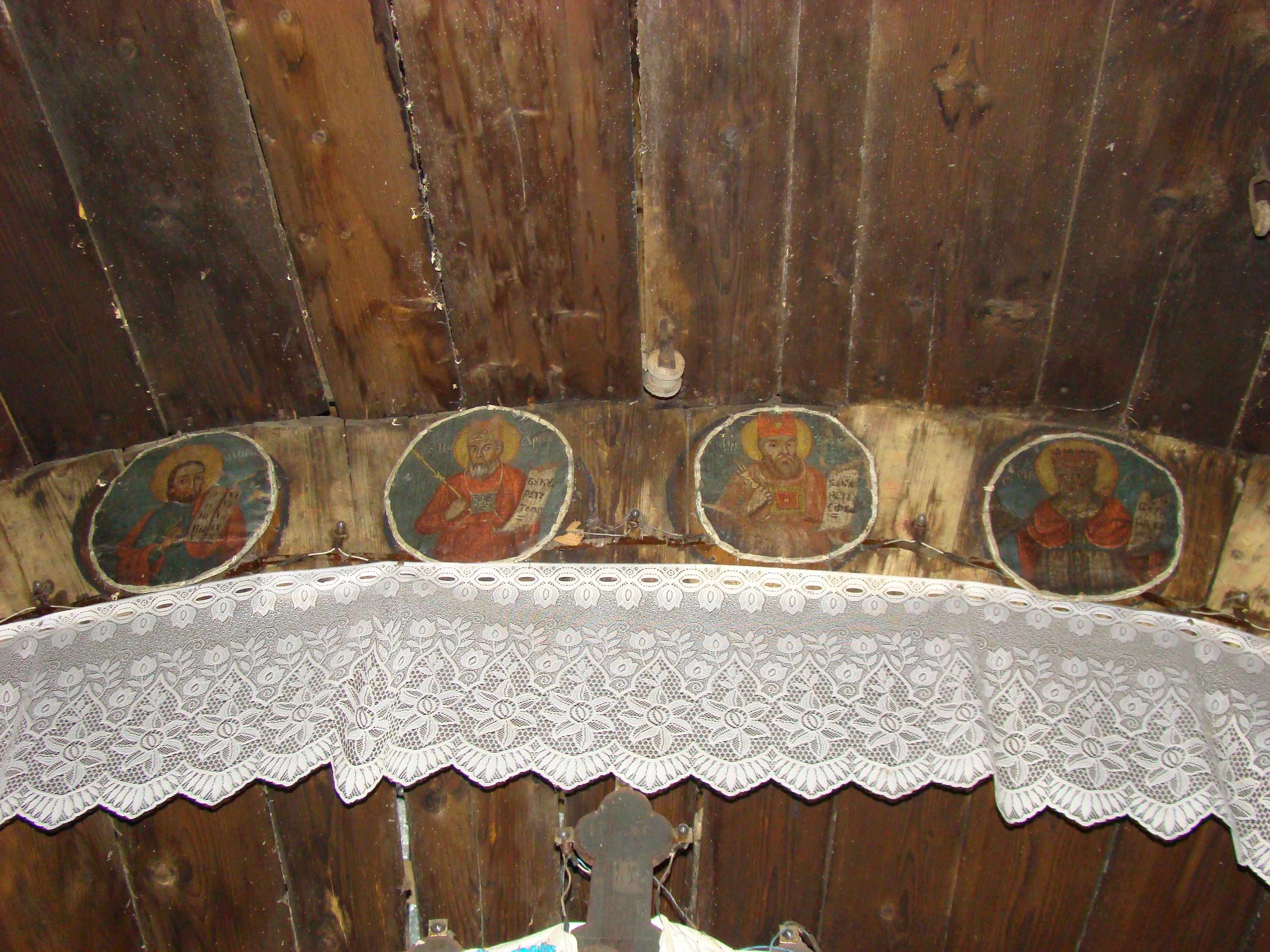
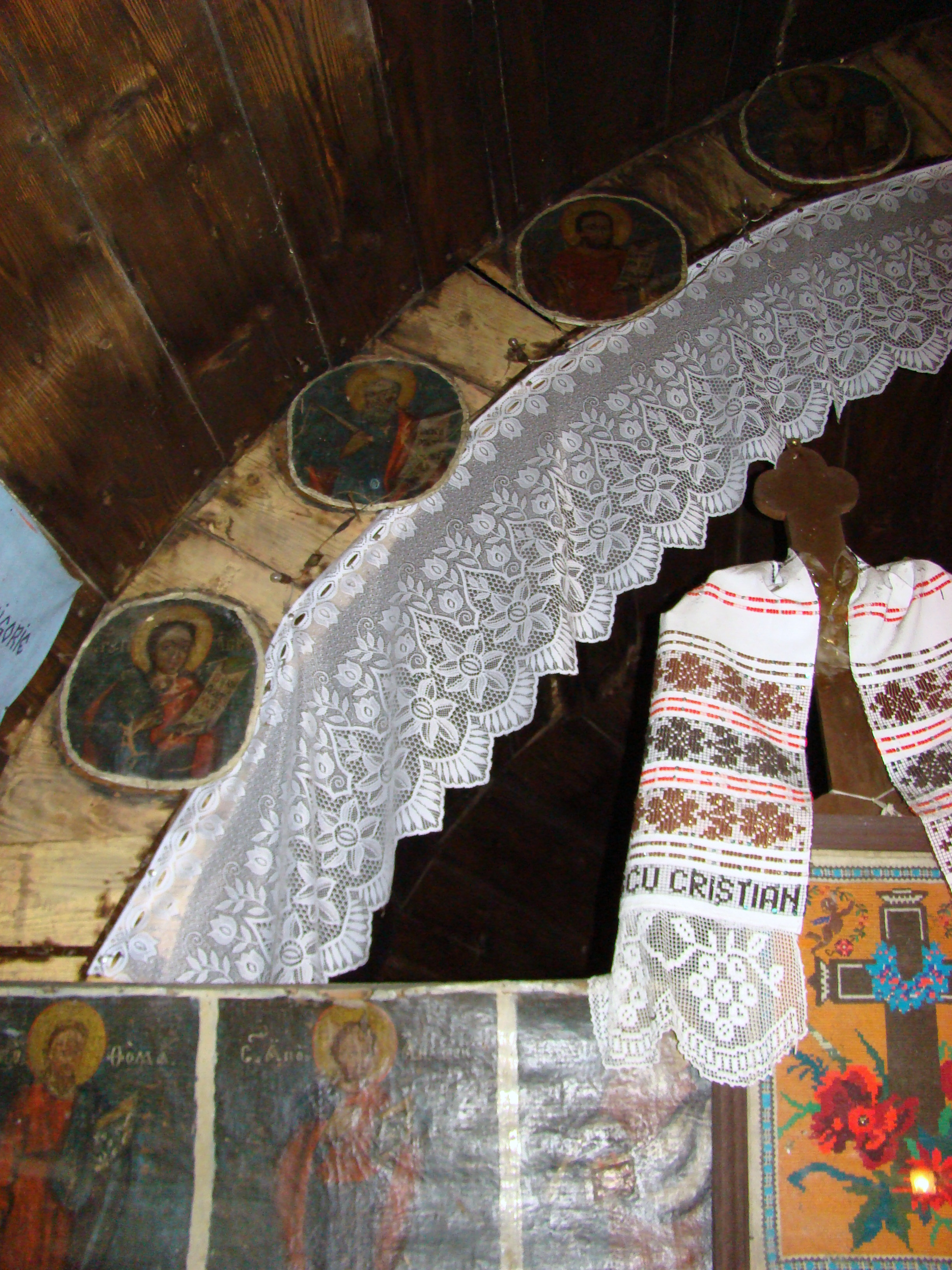
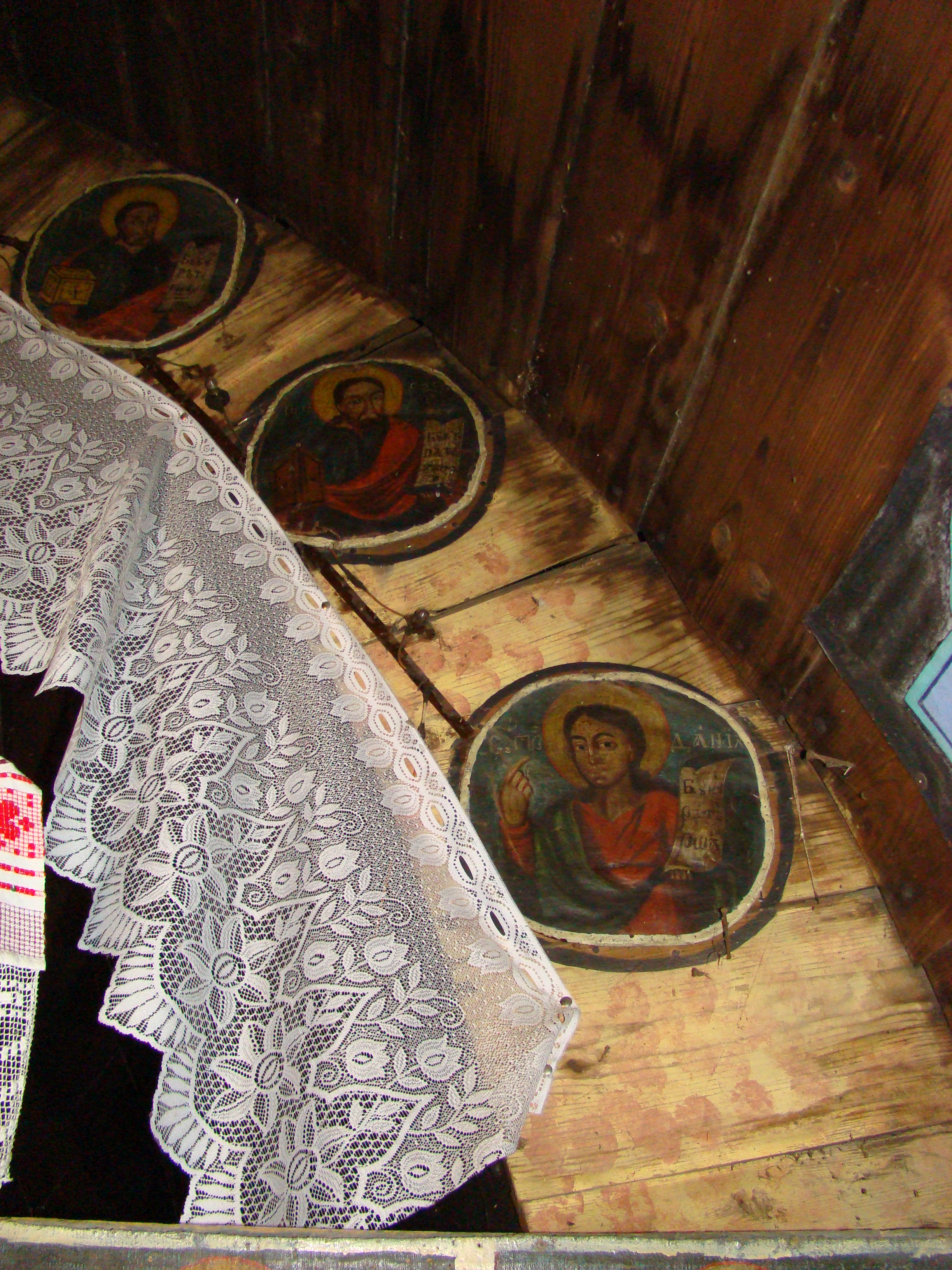
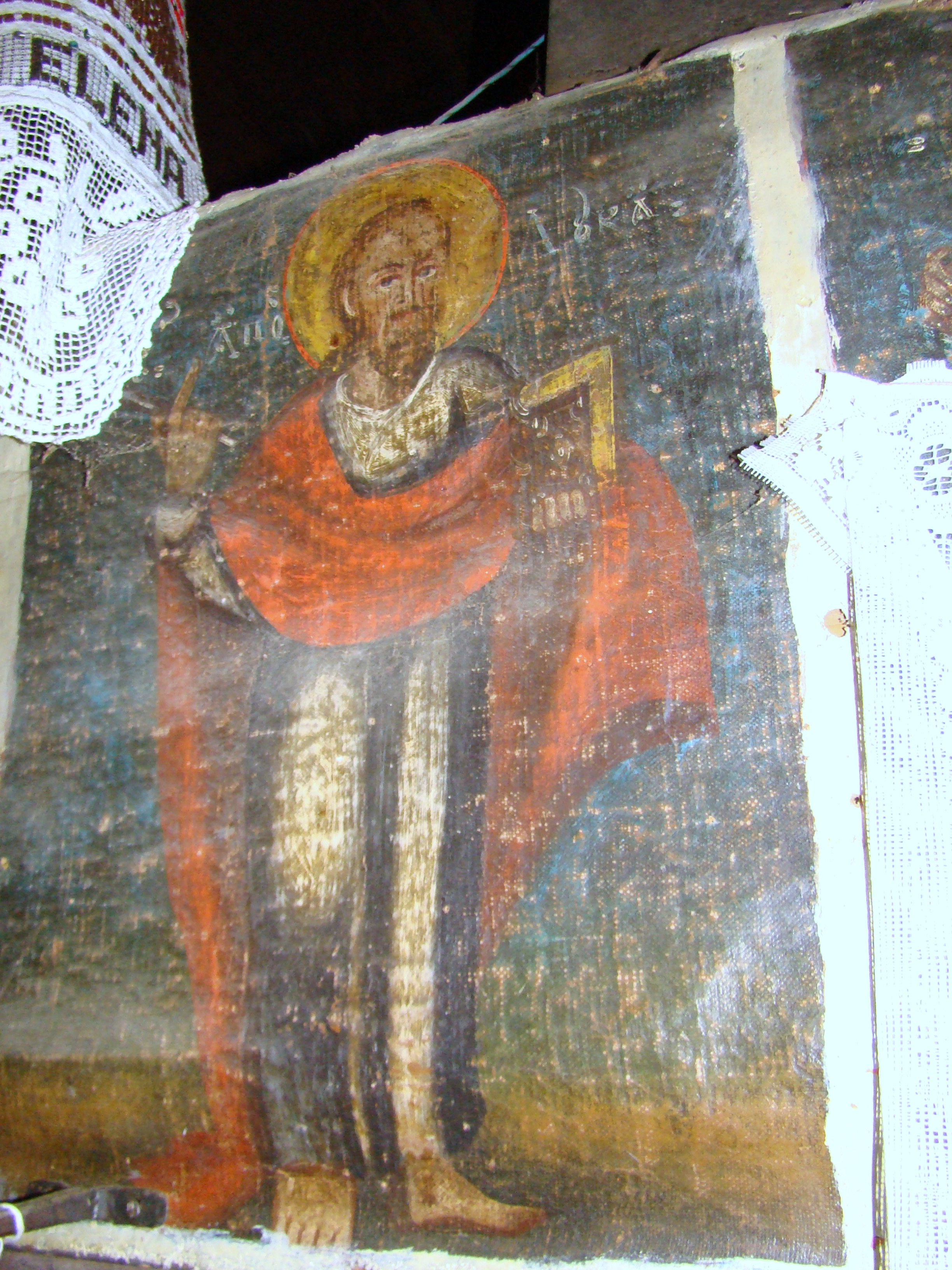
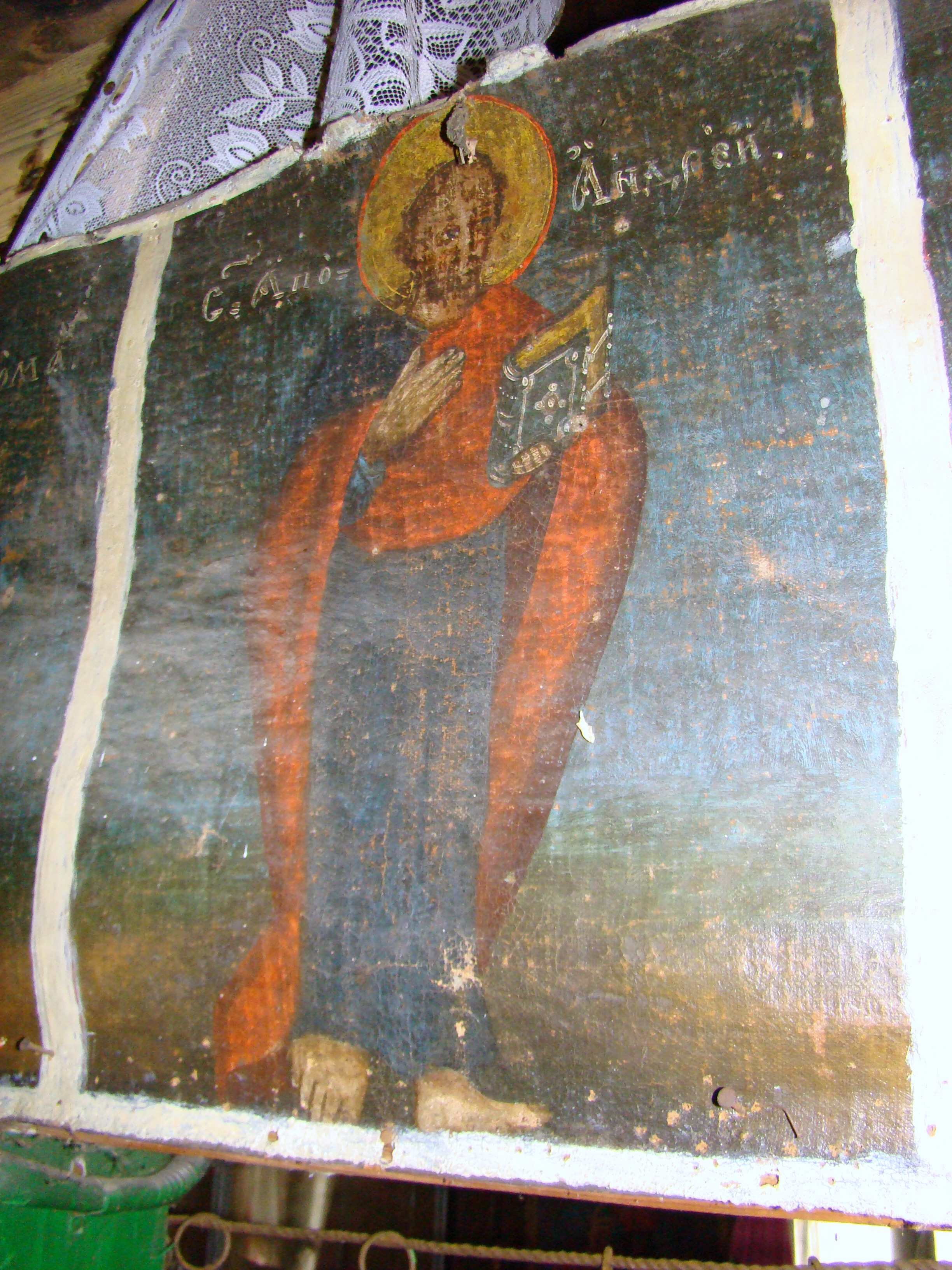
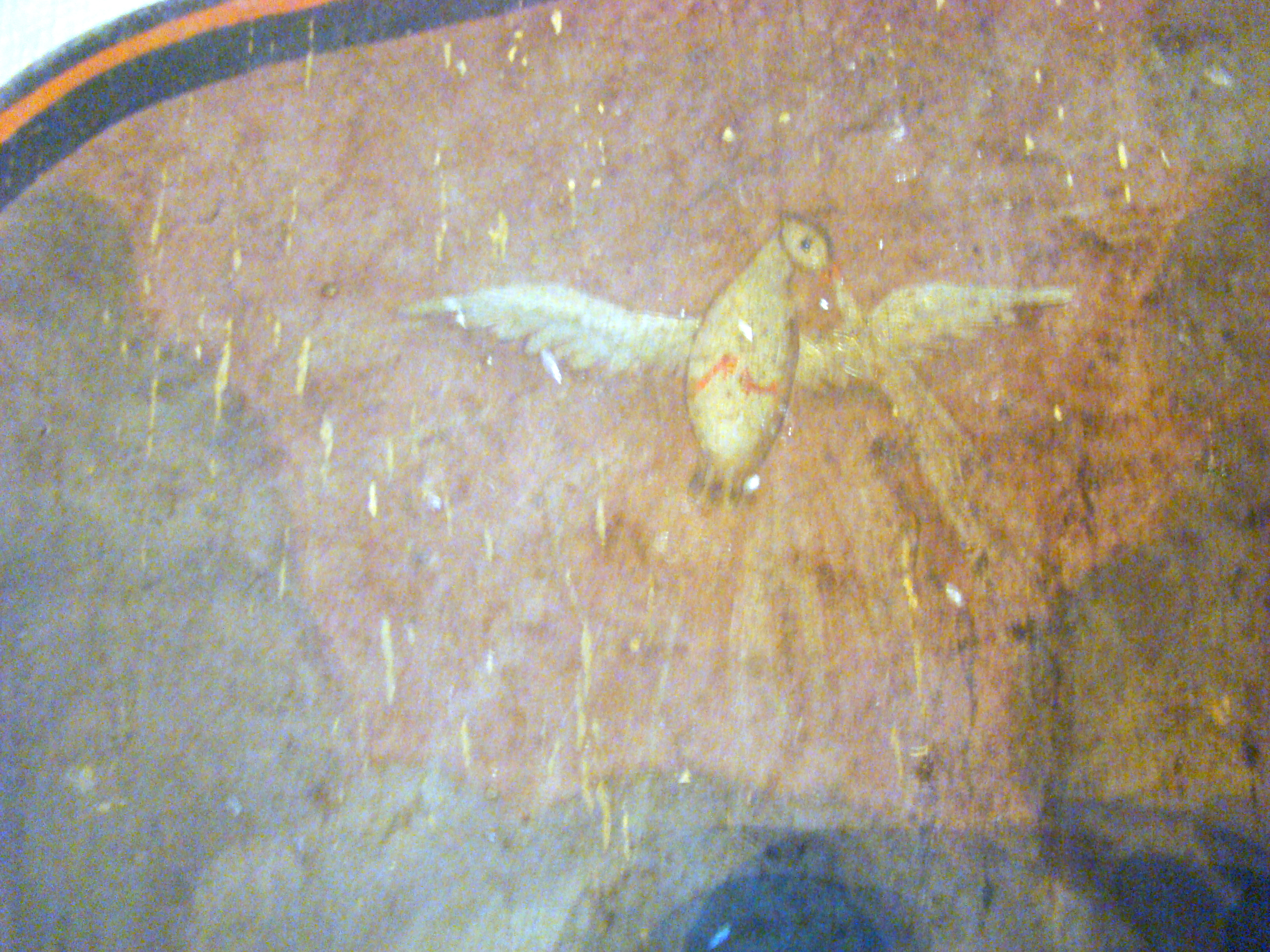
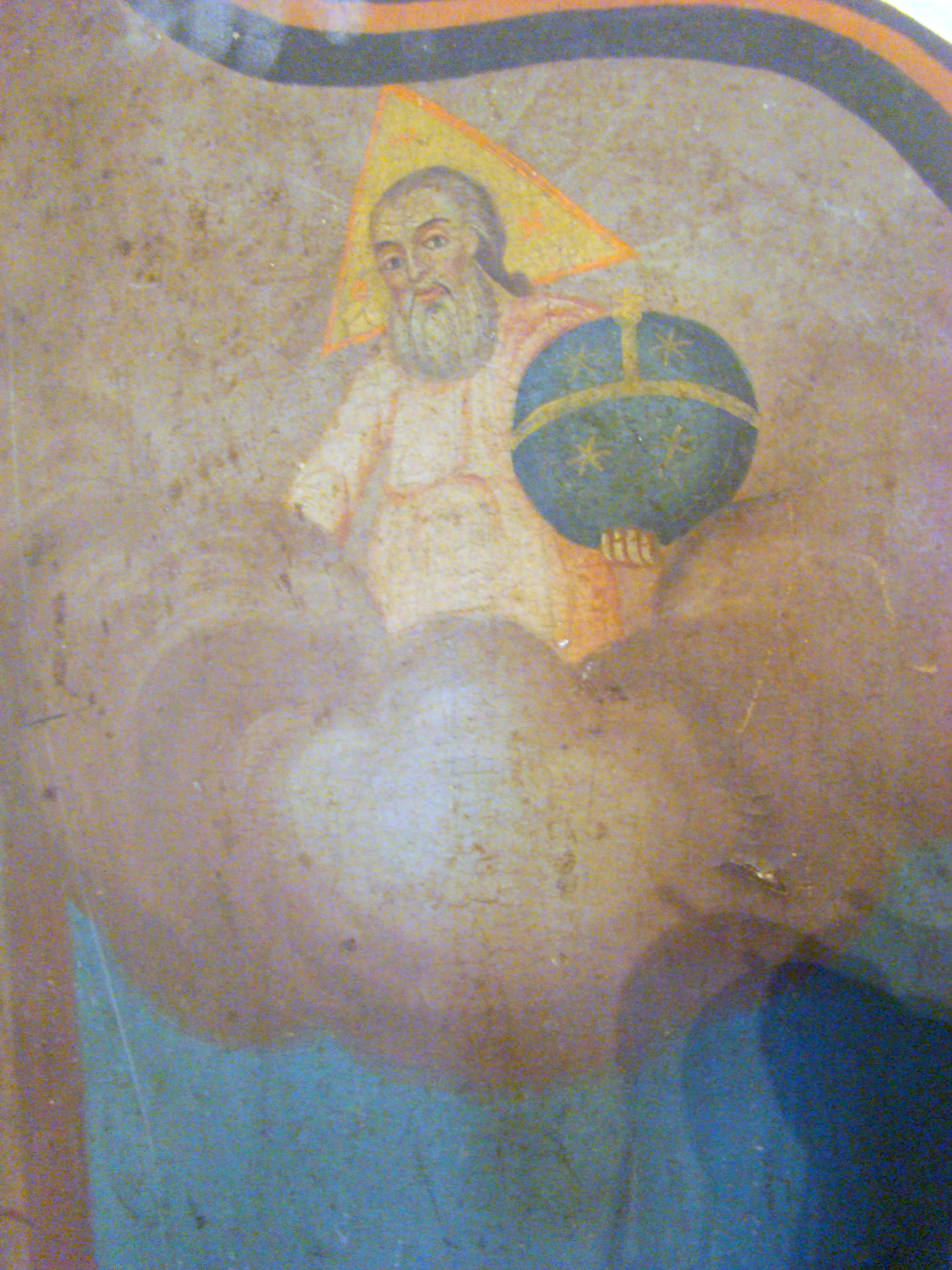
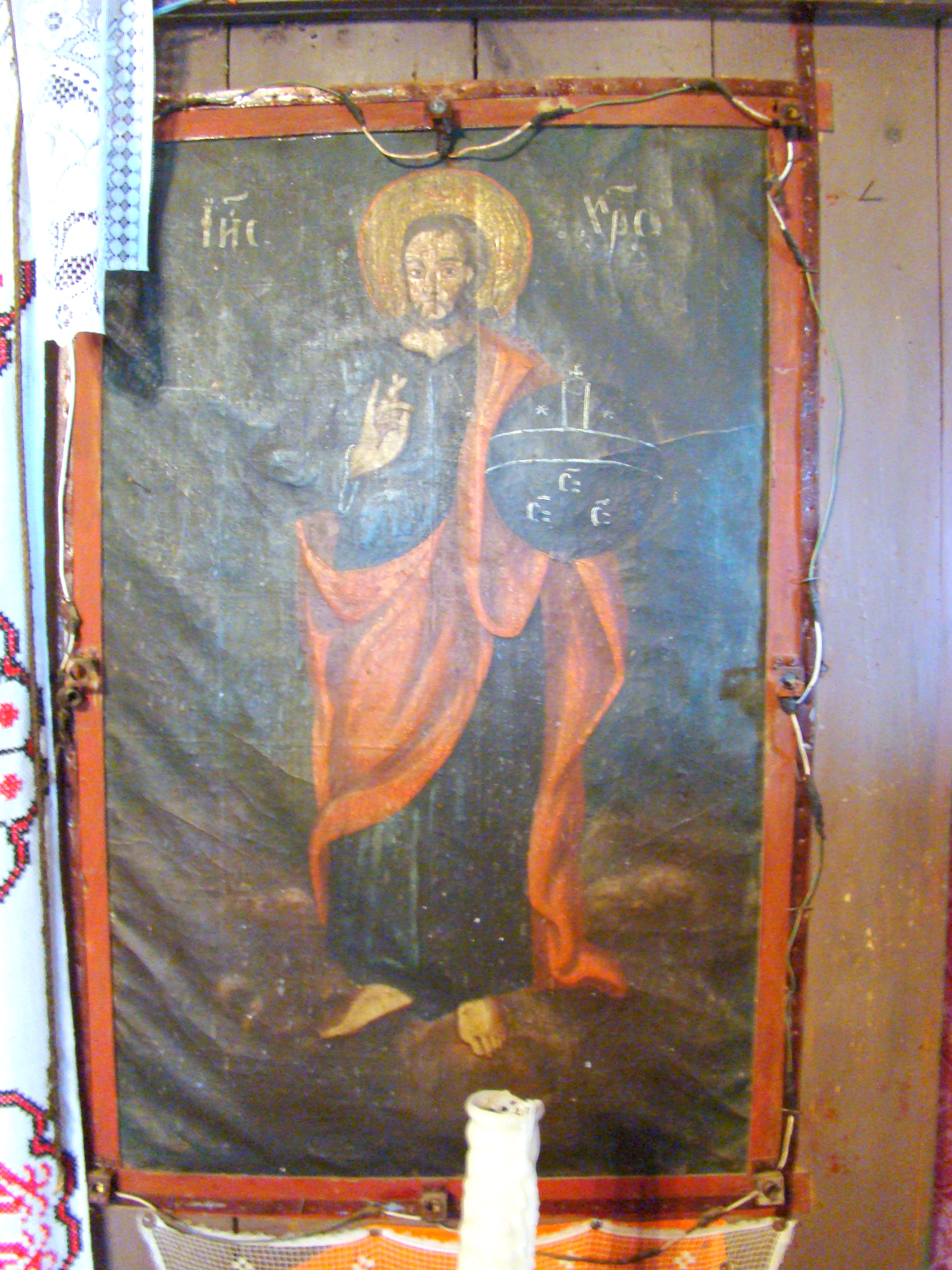
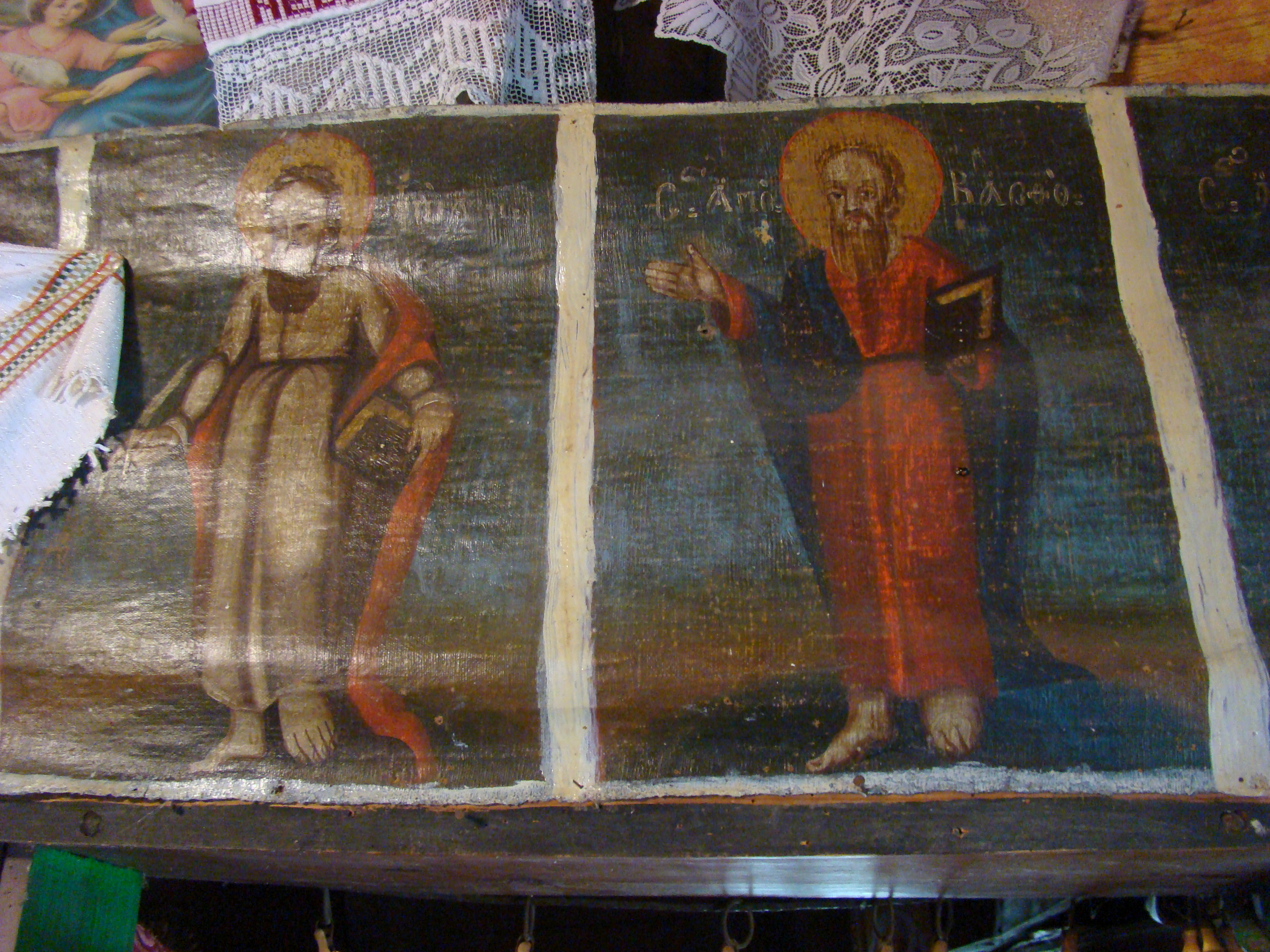
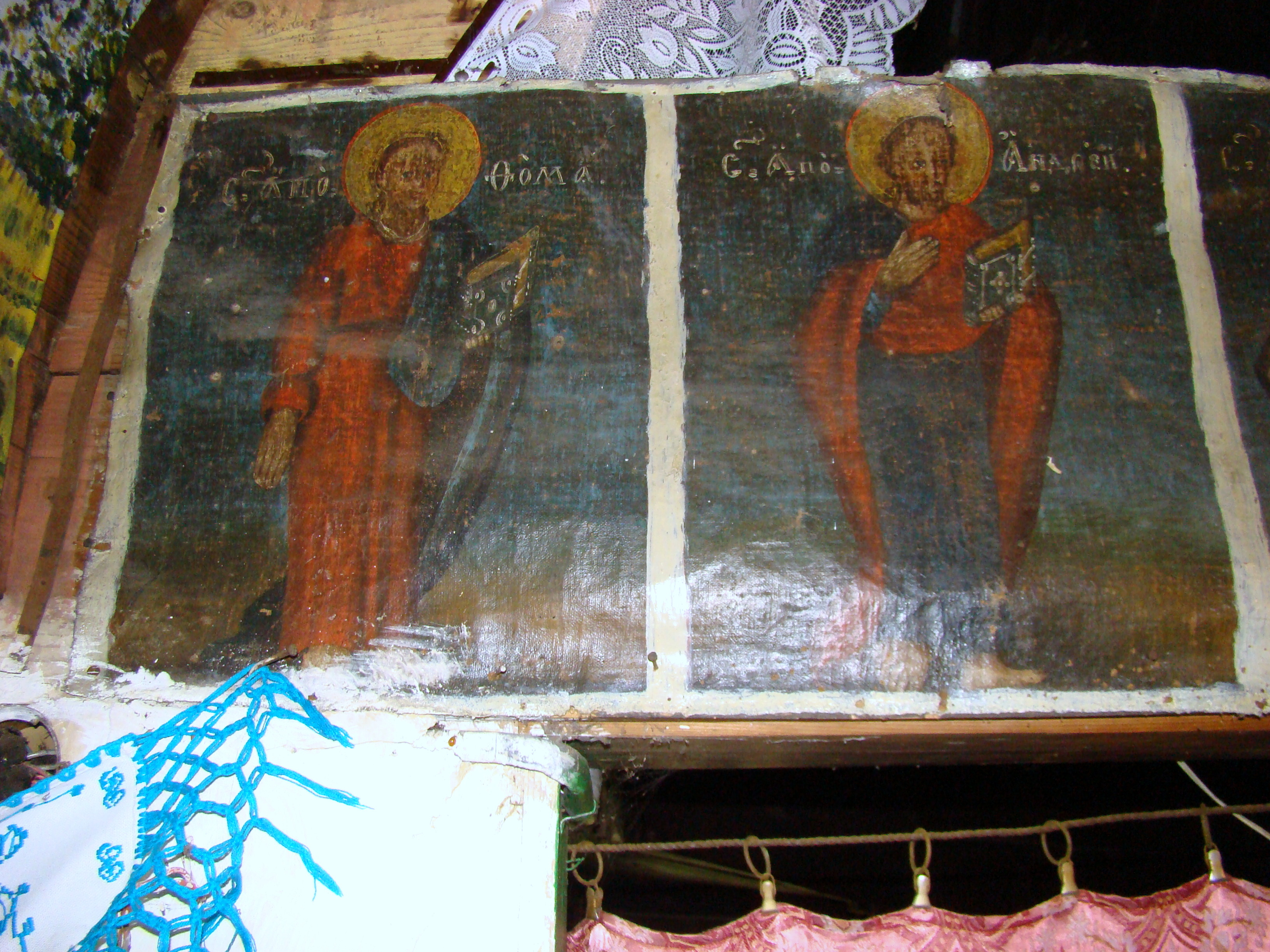
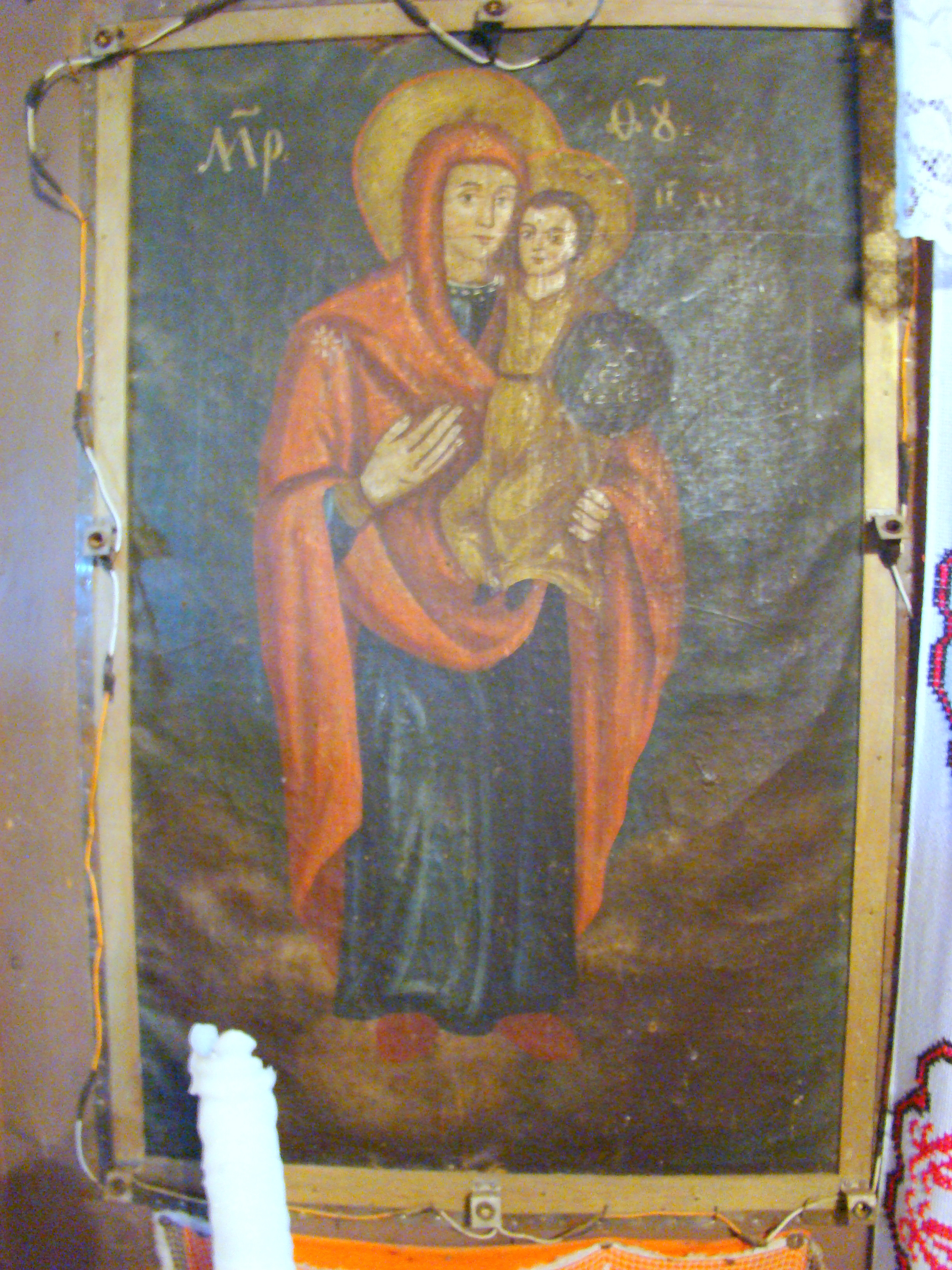

## Imagini din exterior

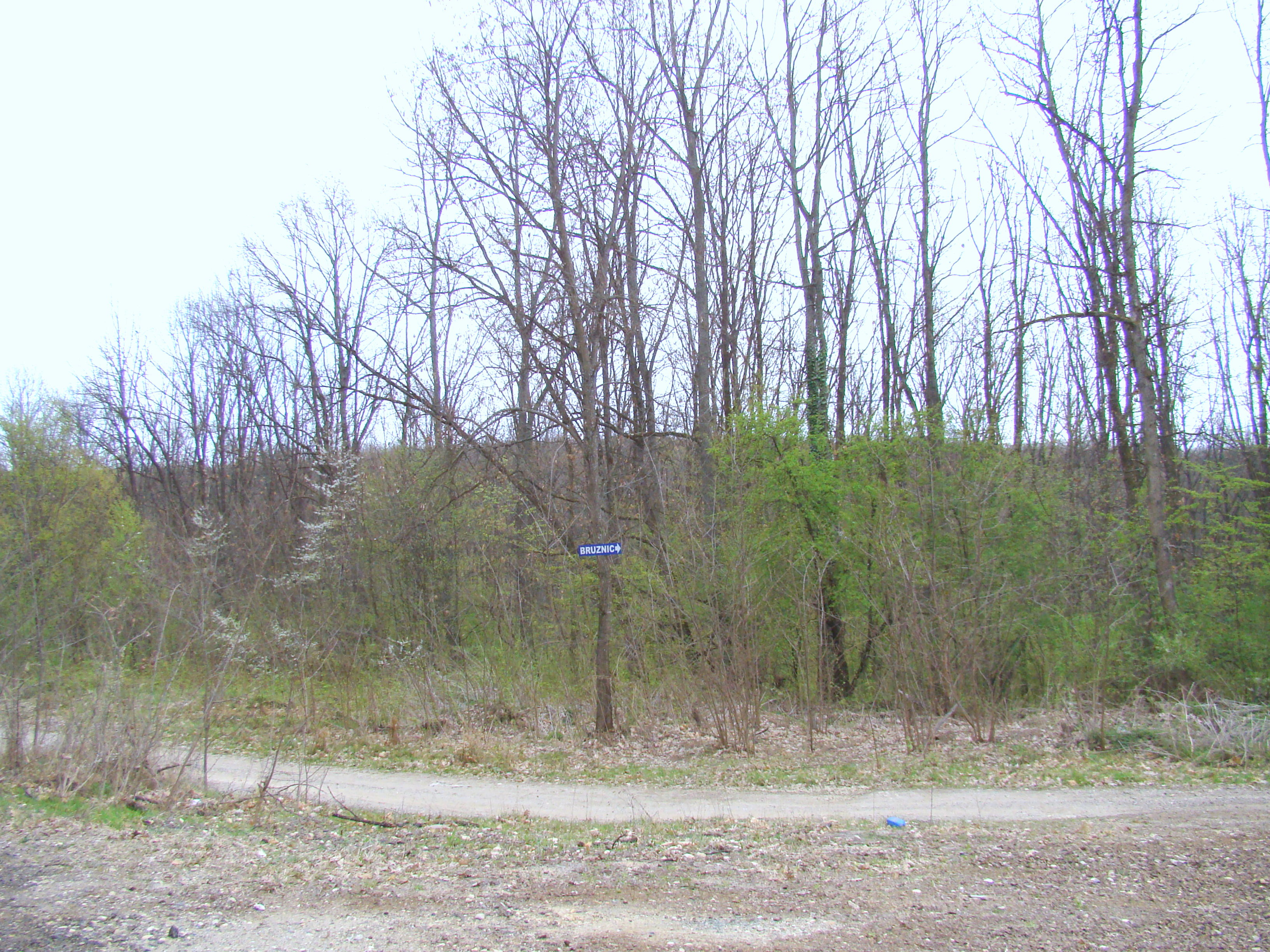
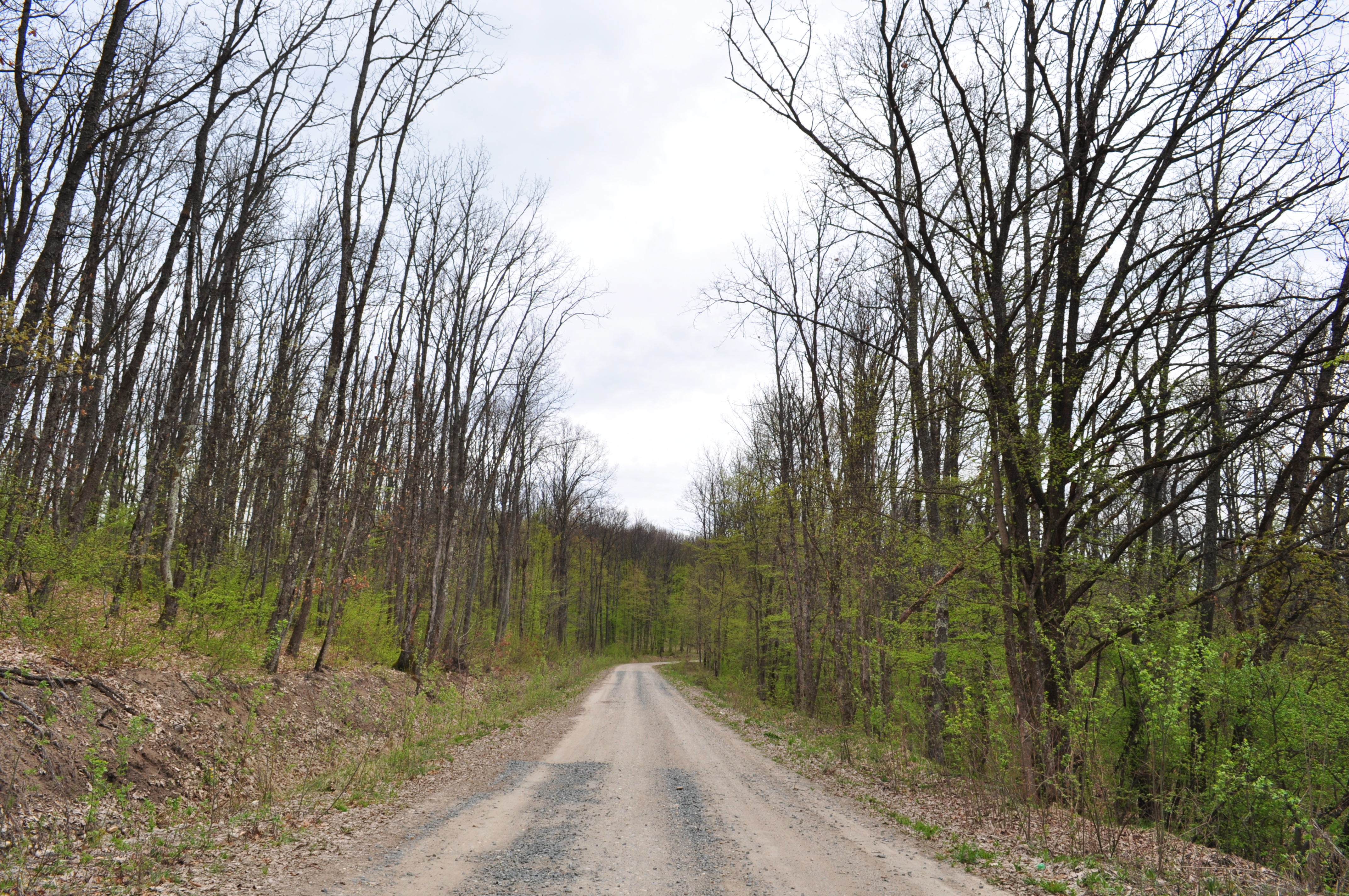
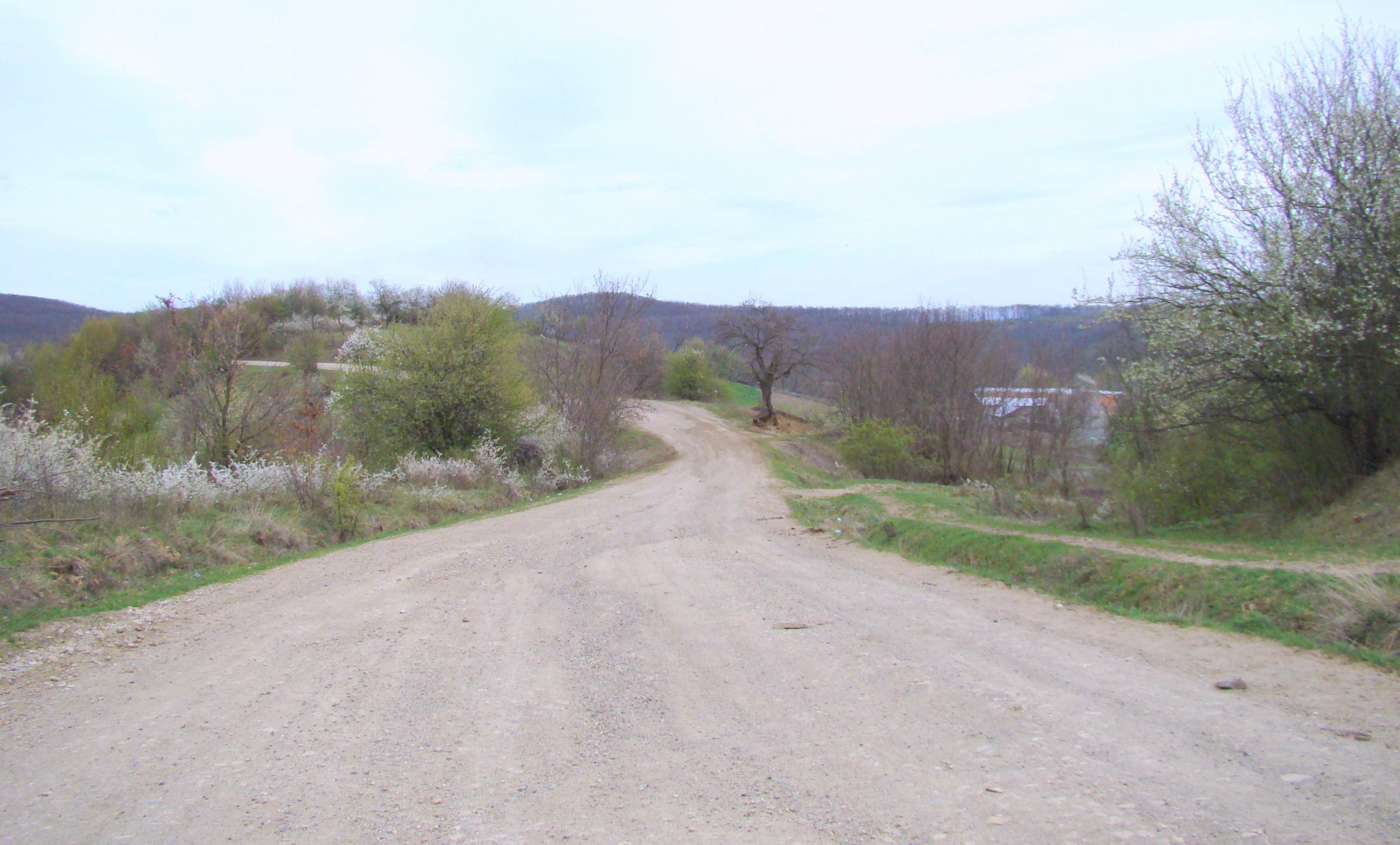
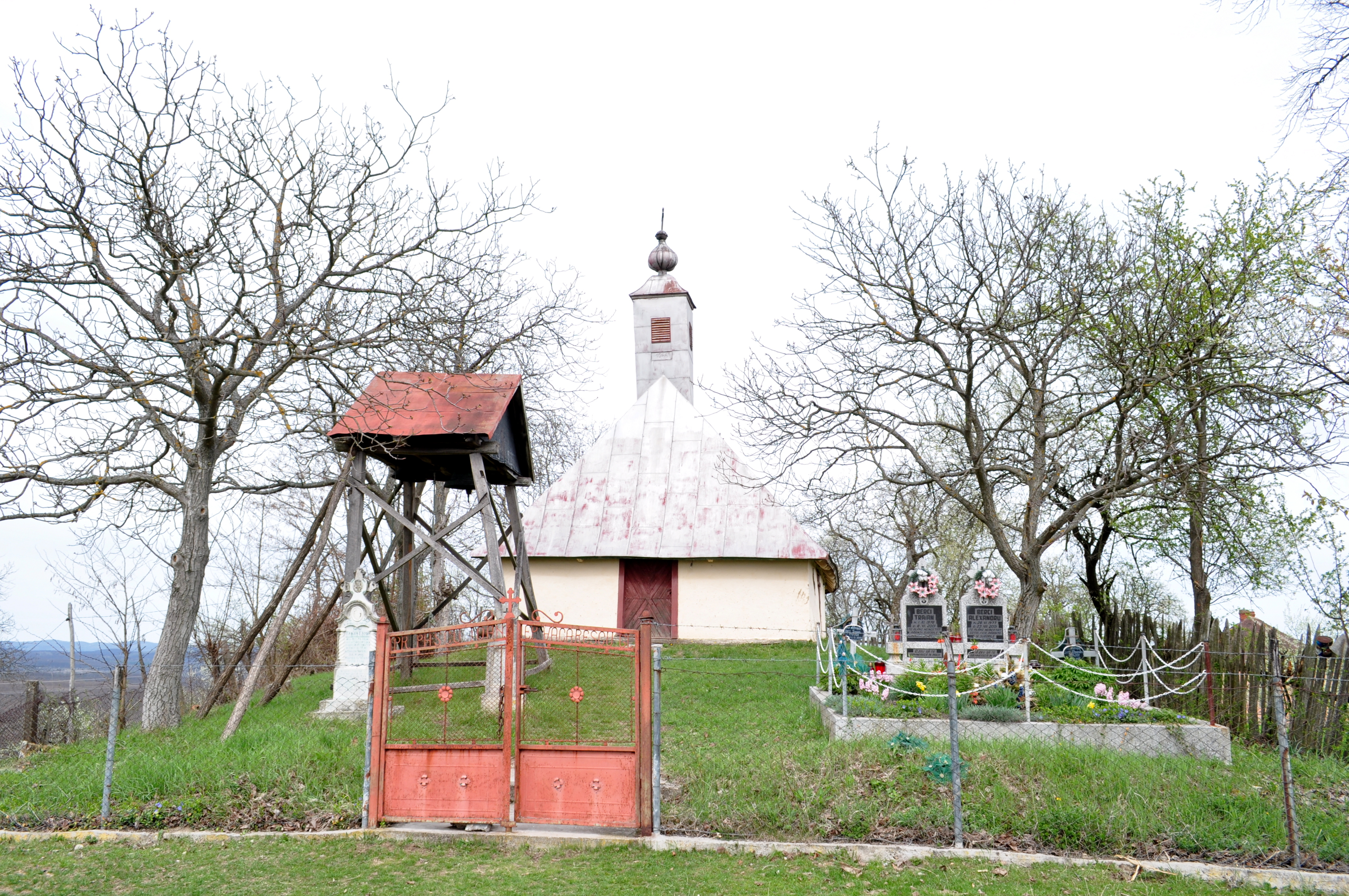
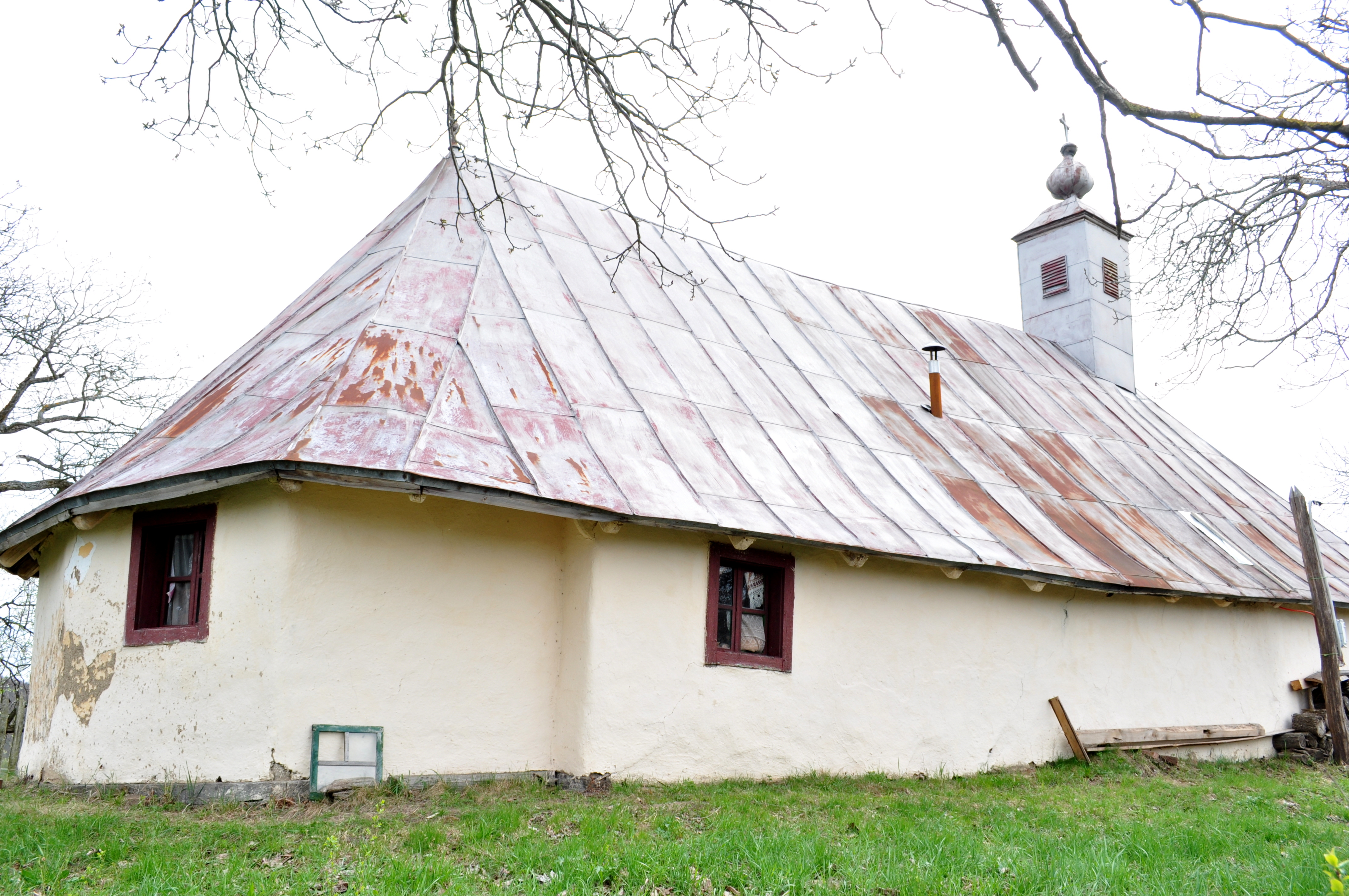
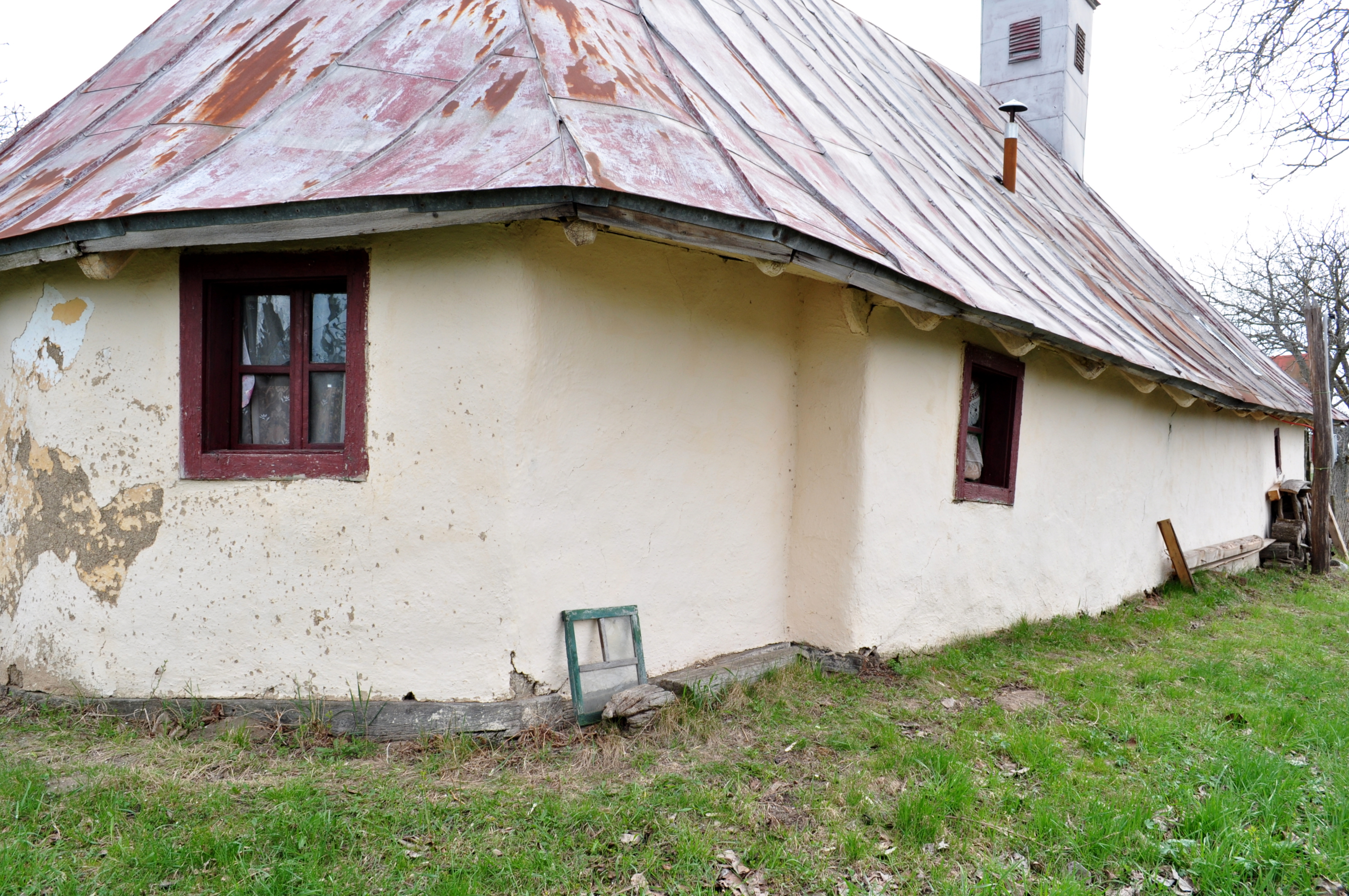
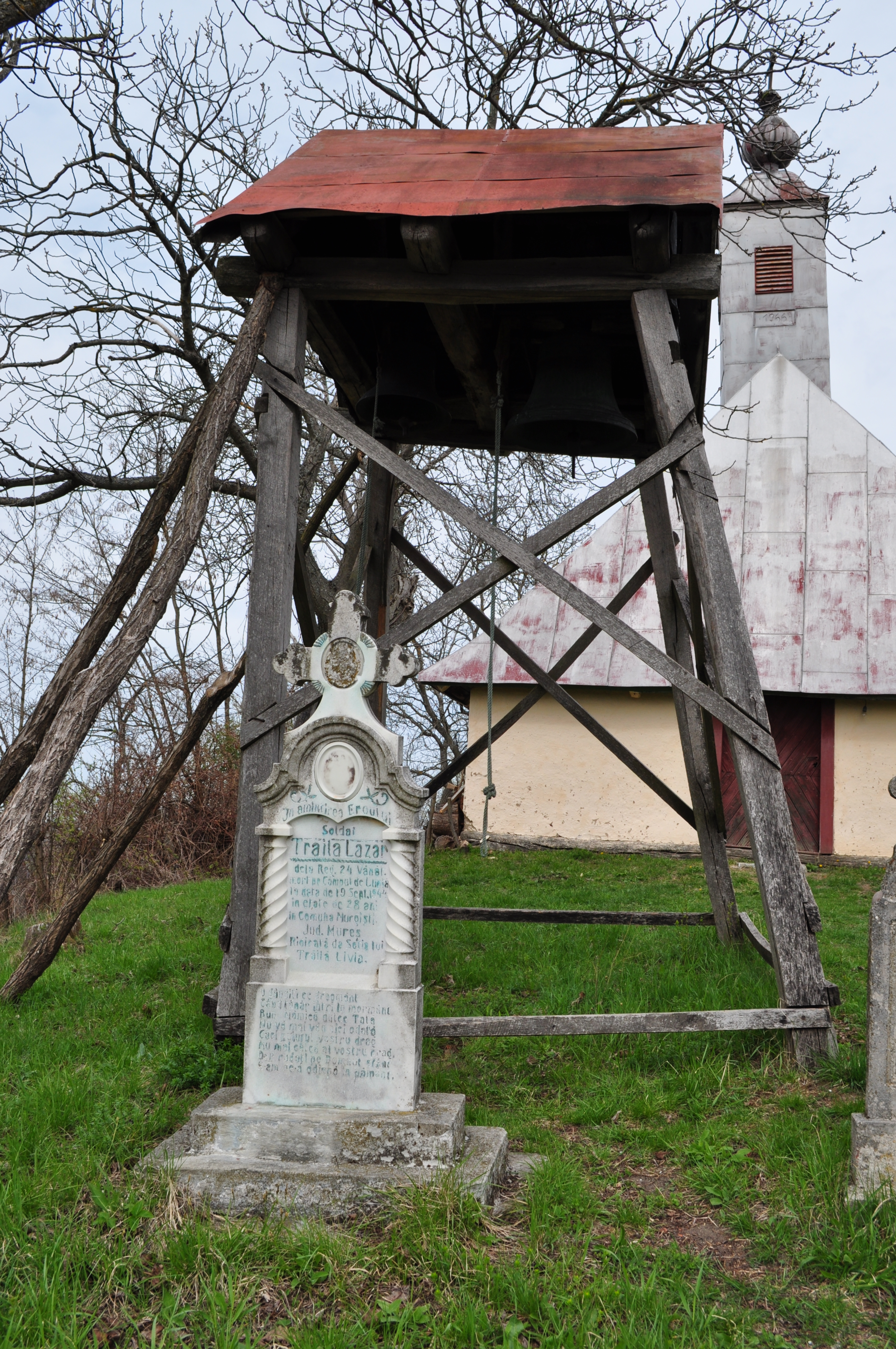
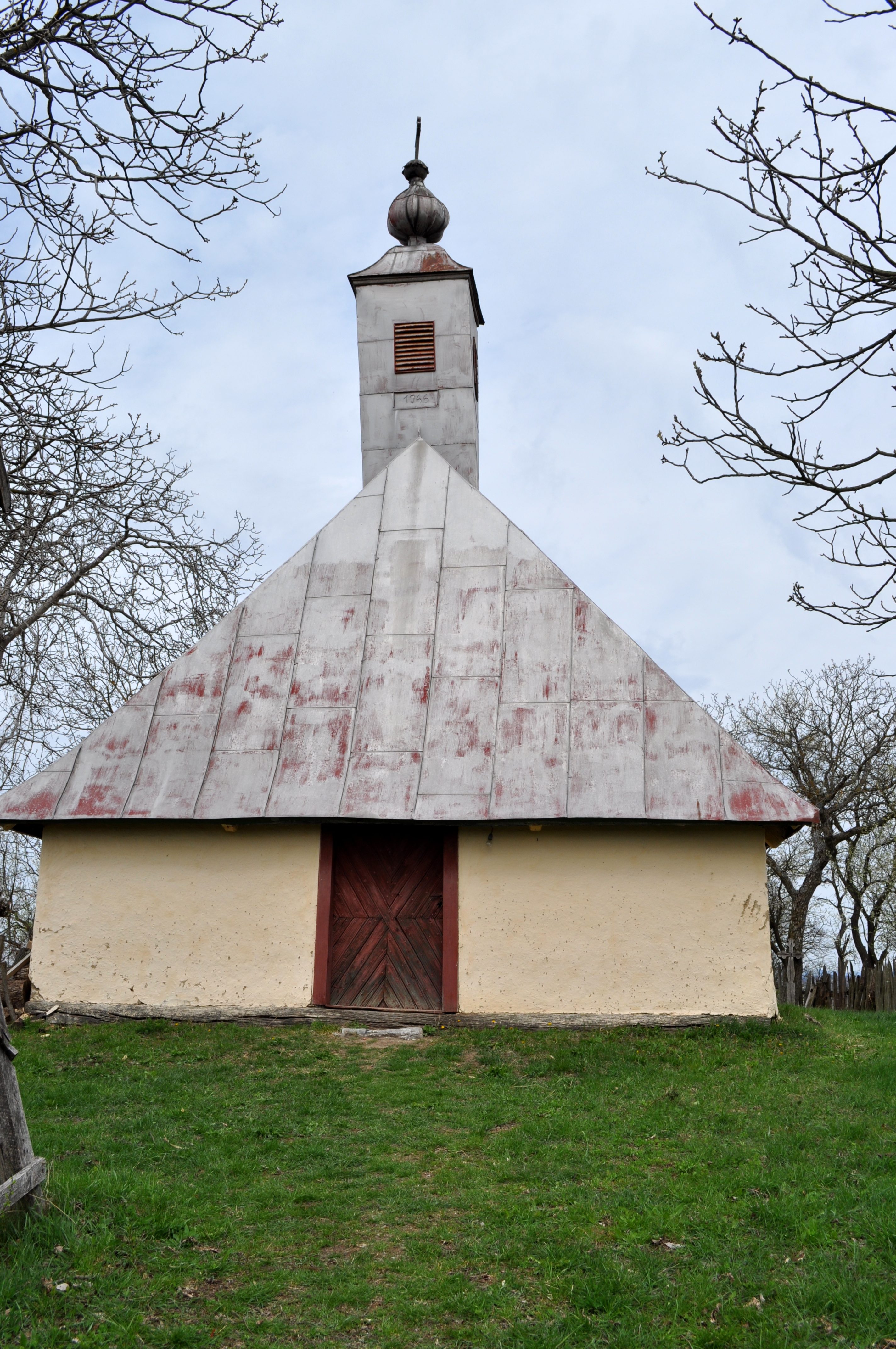
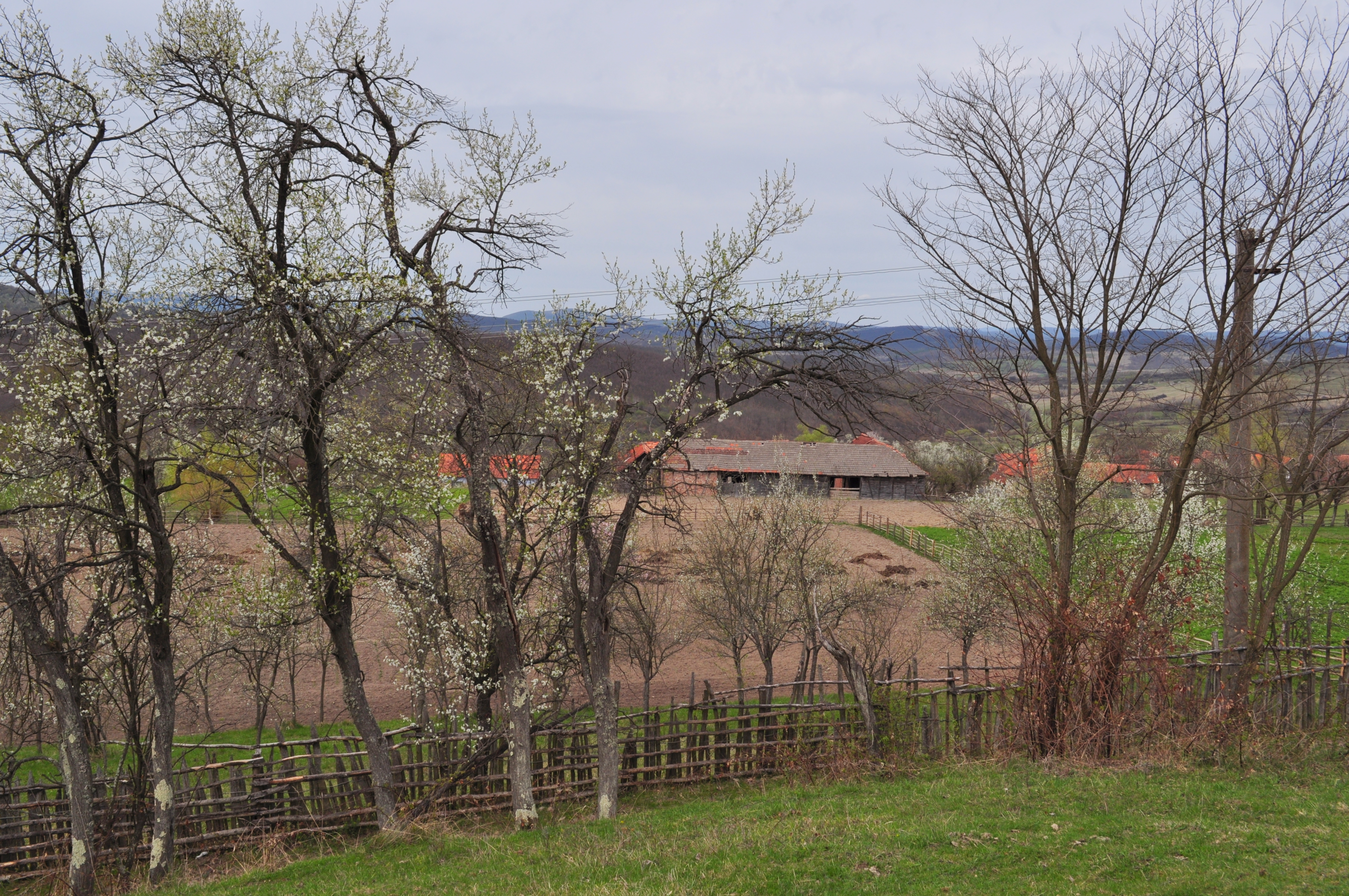
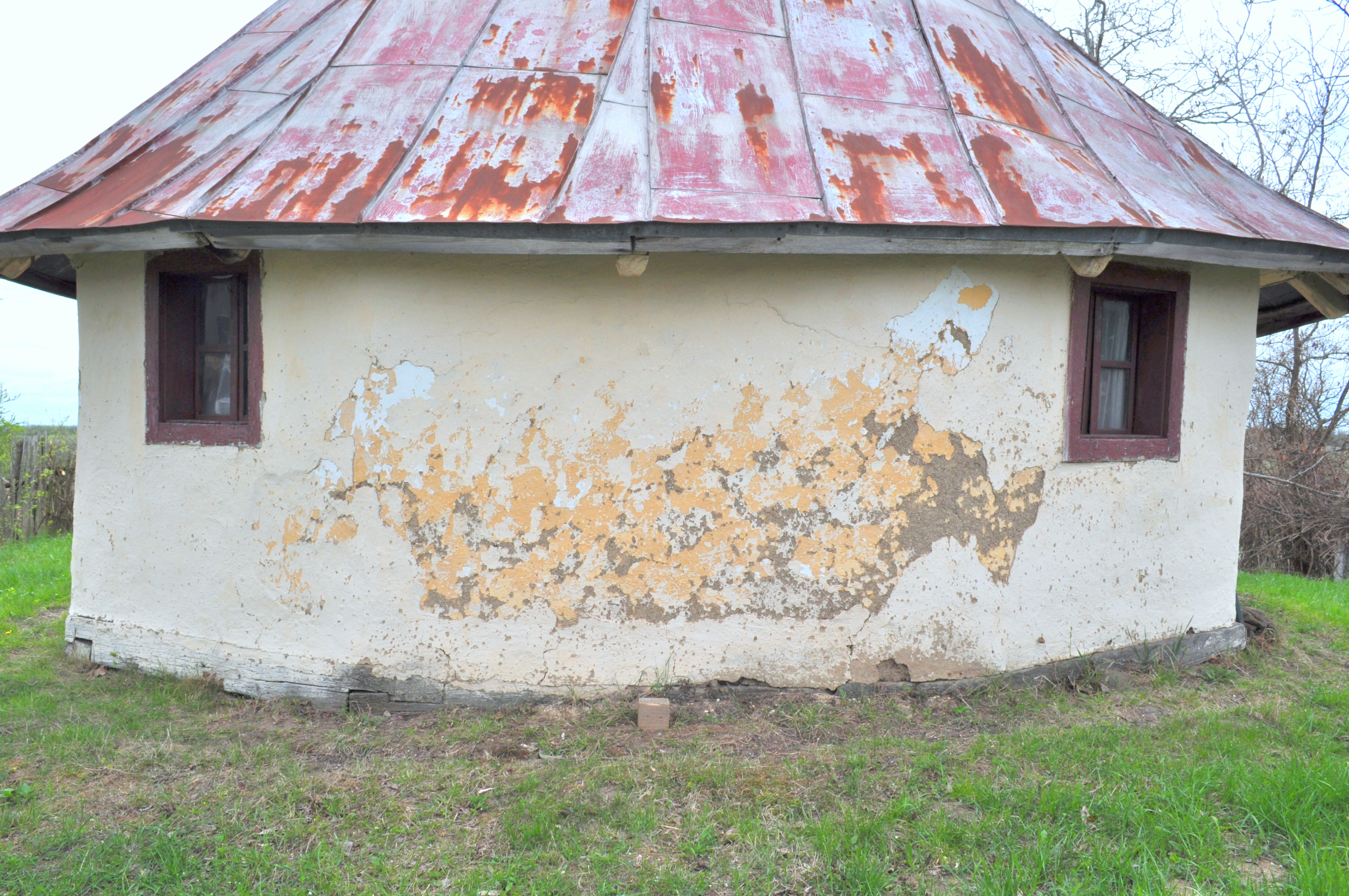
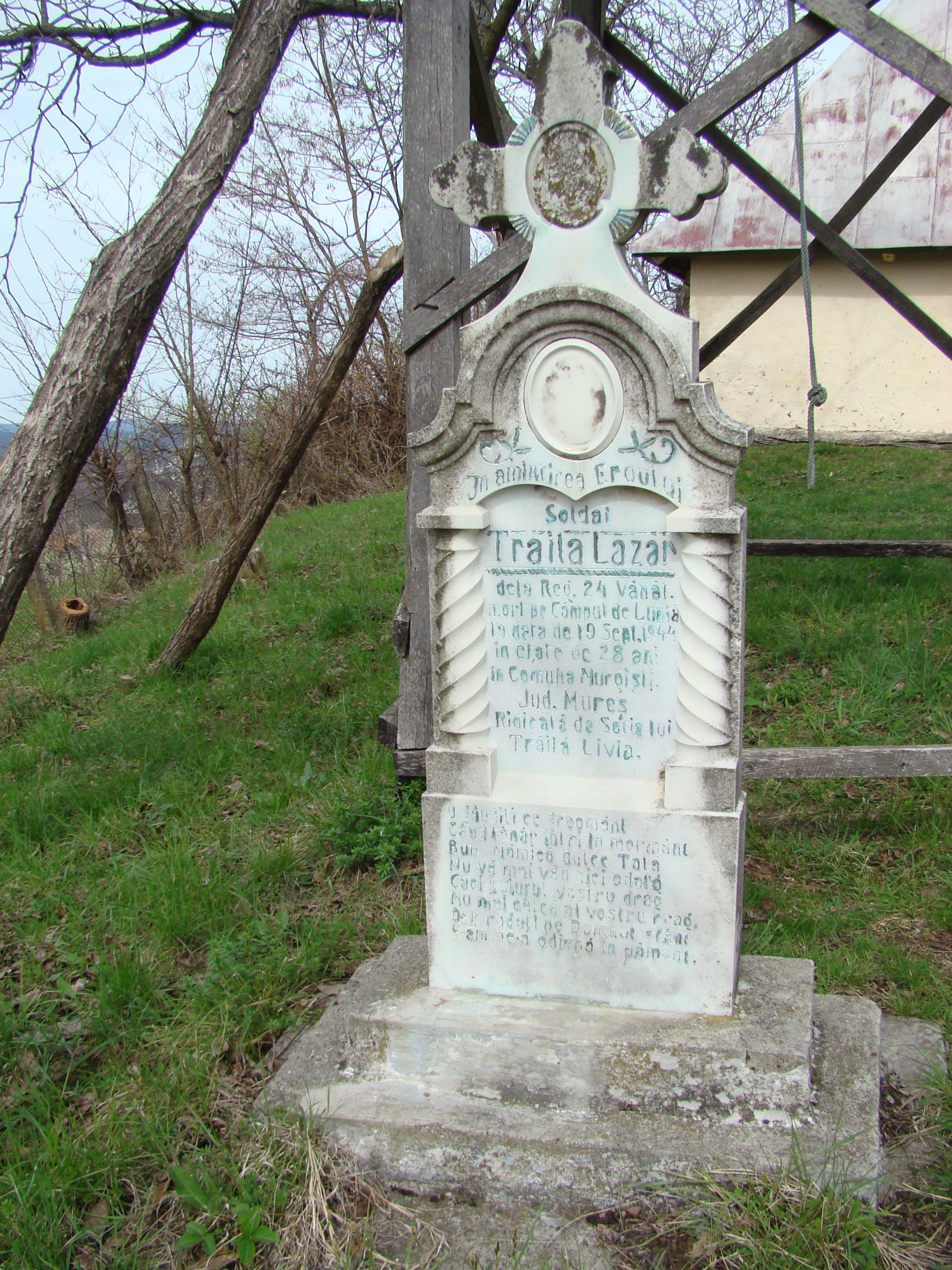
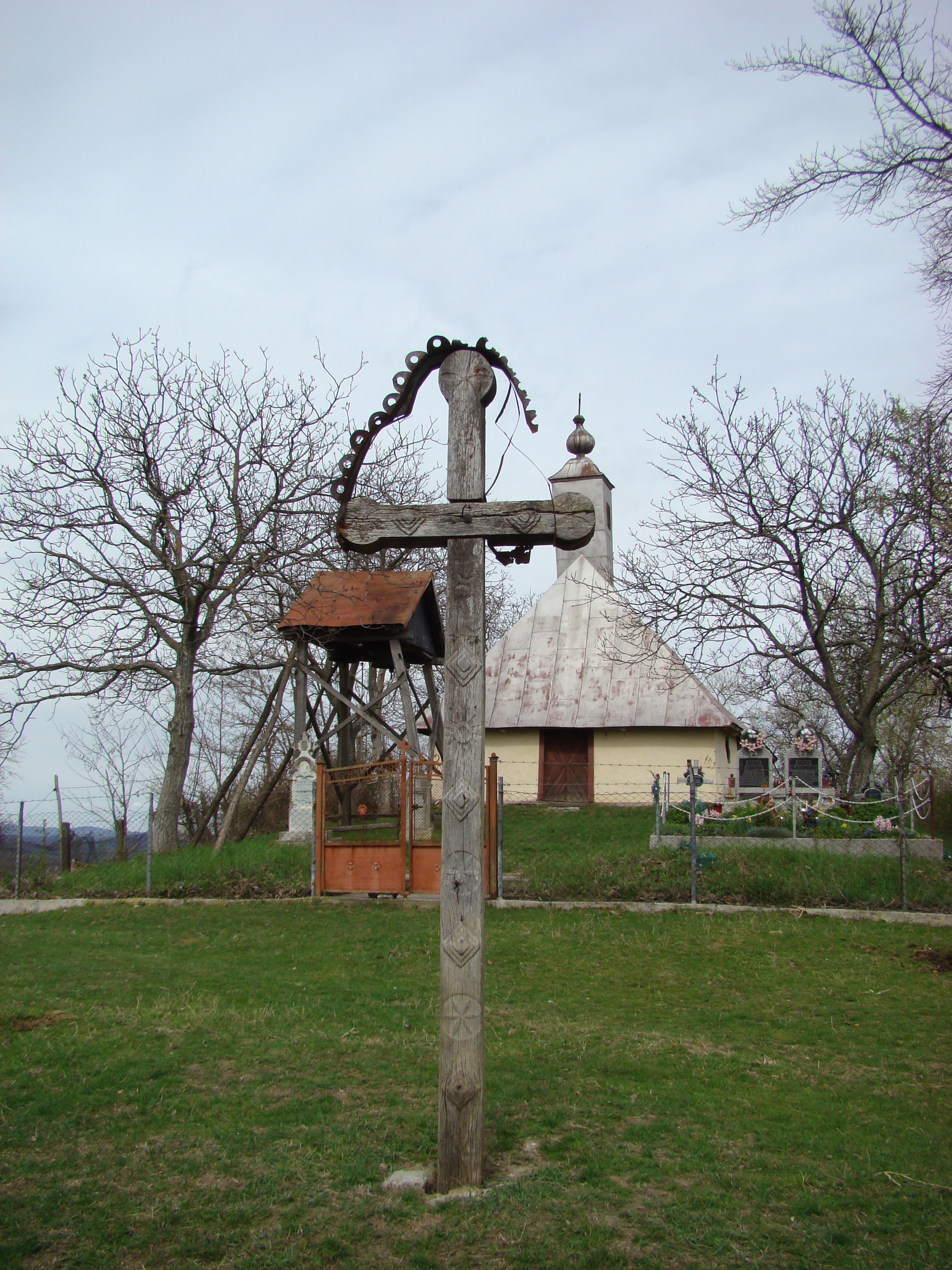
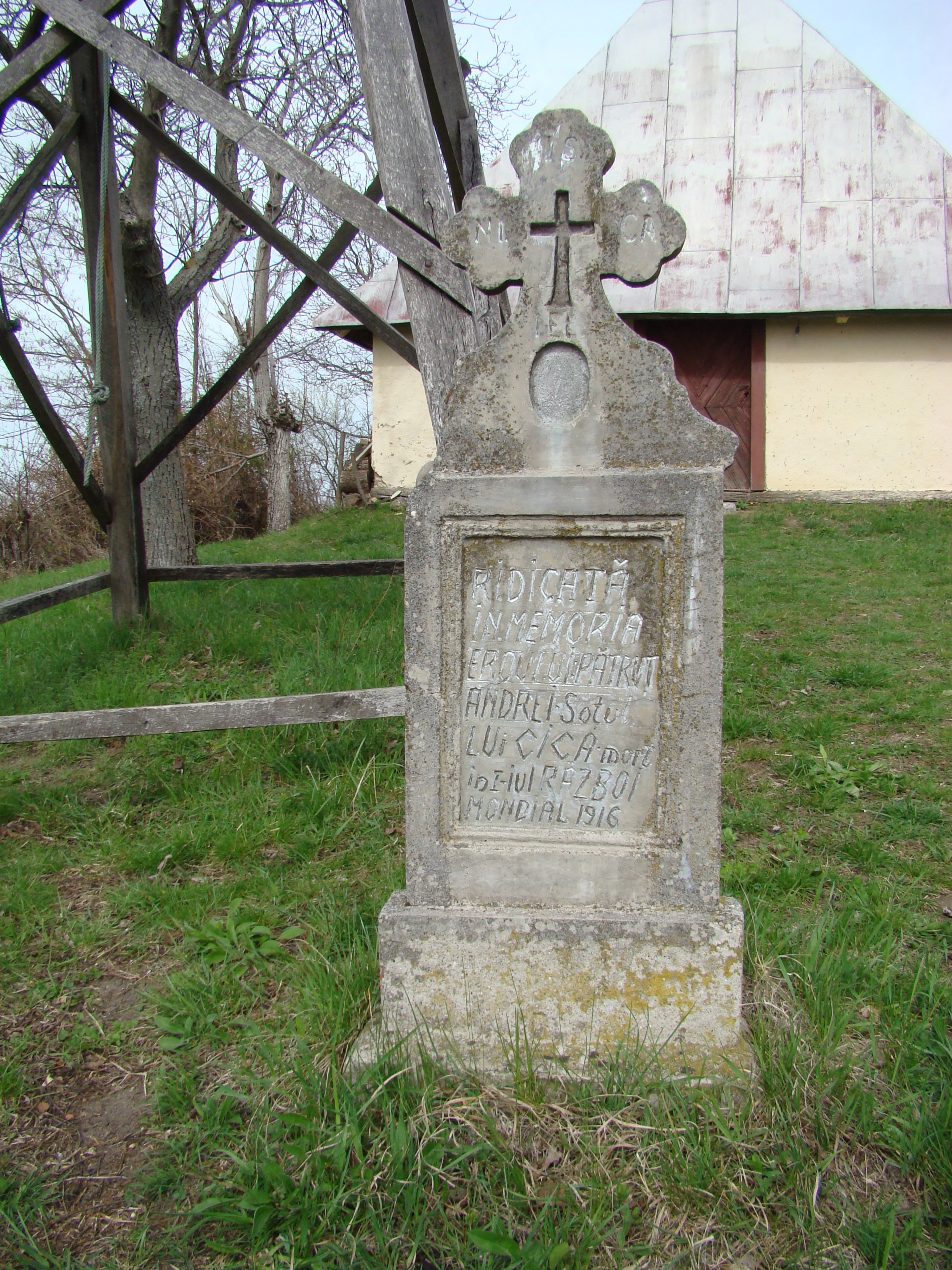
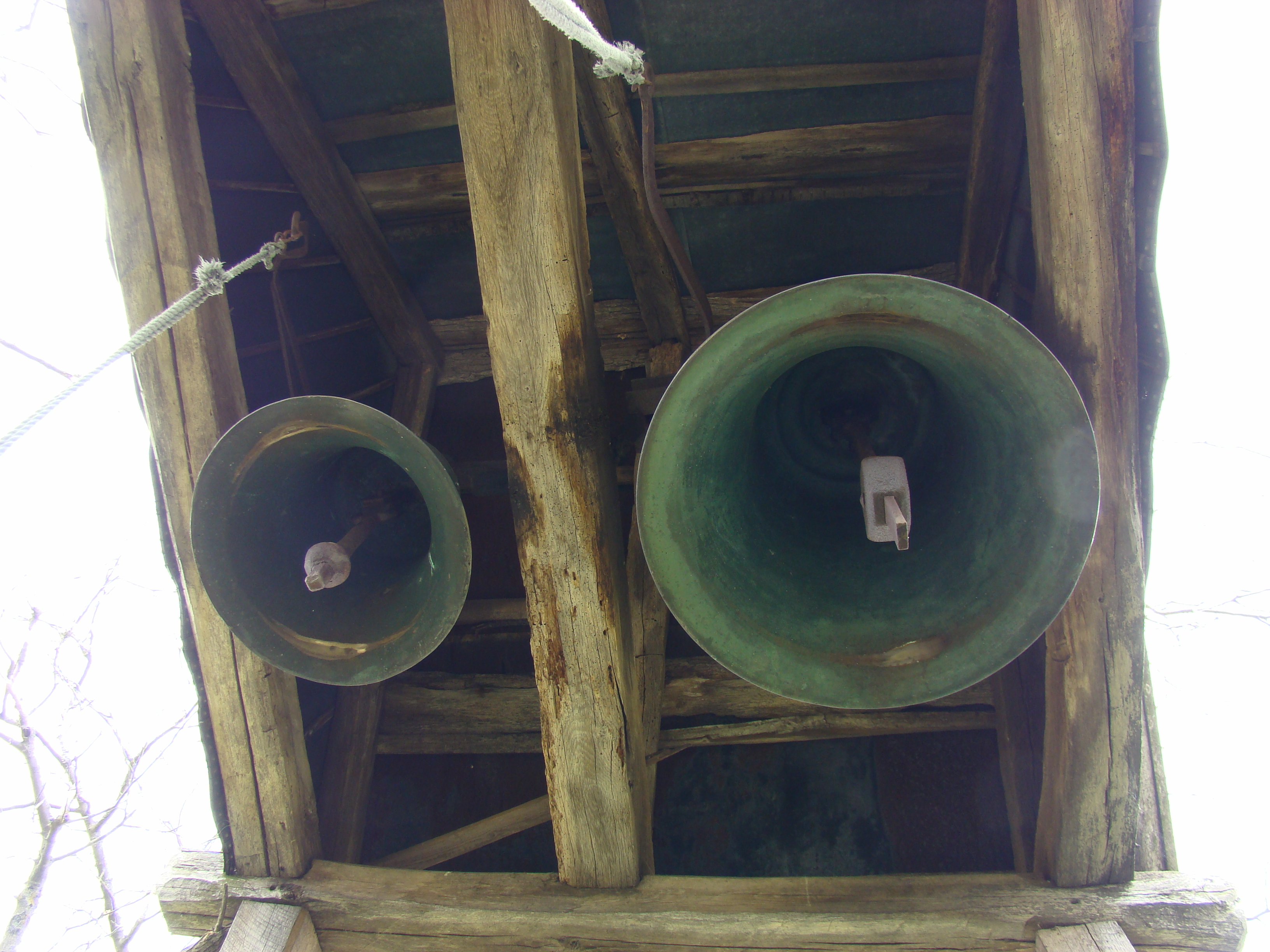
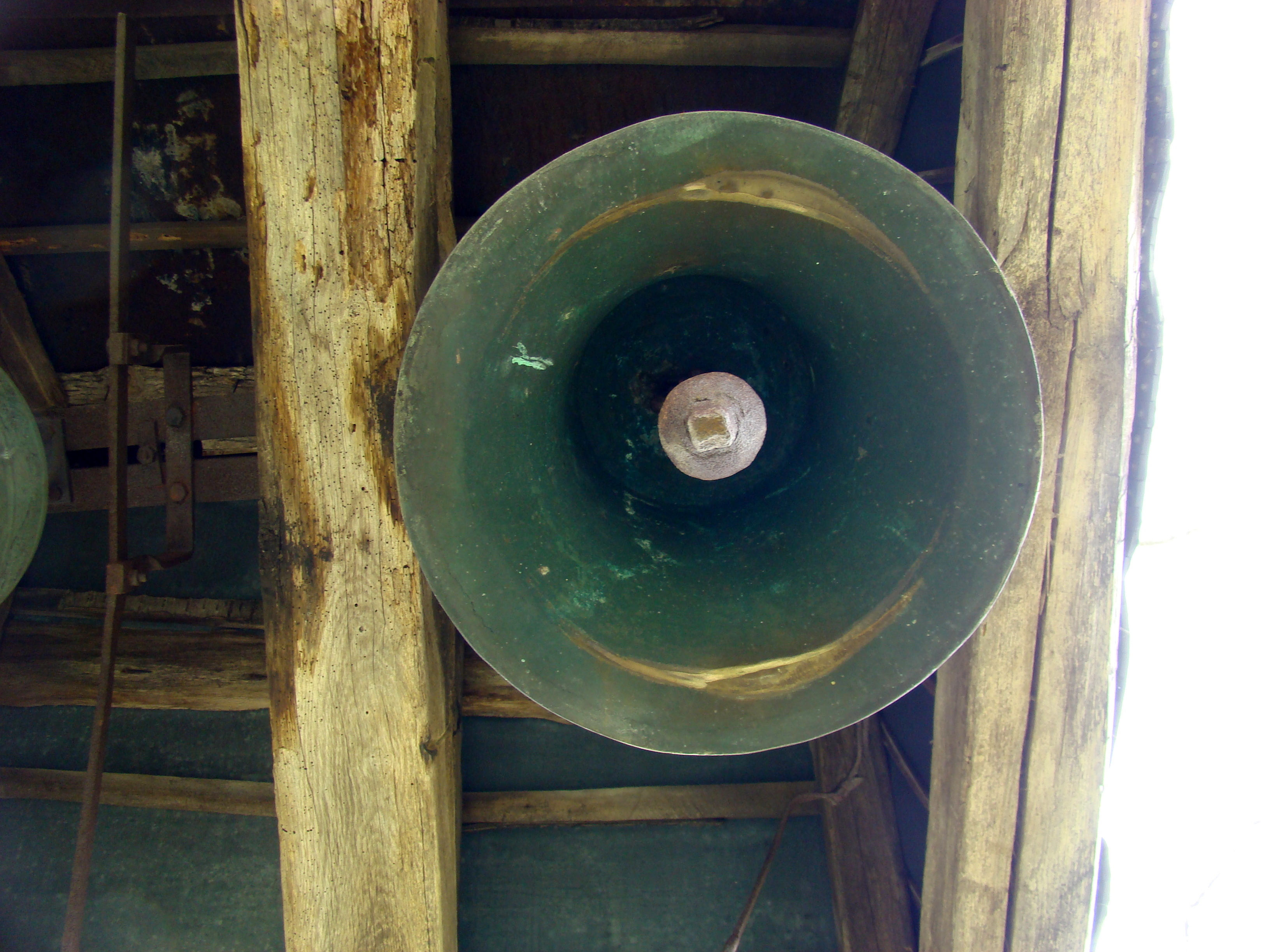
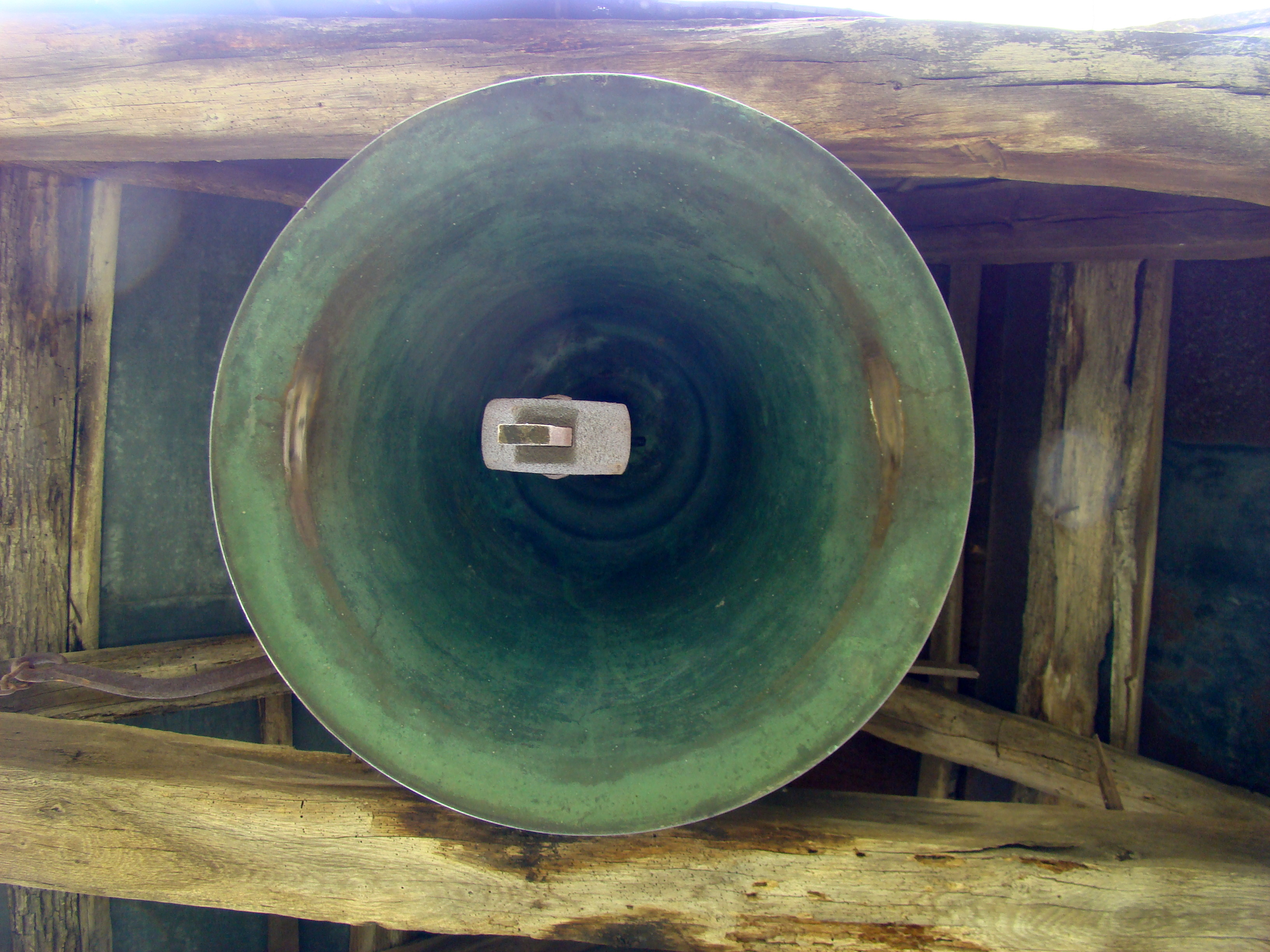
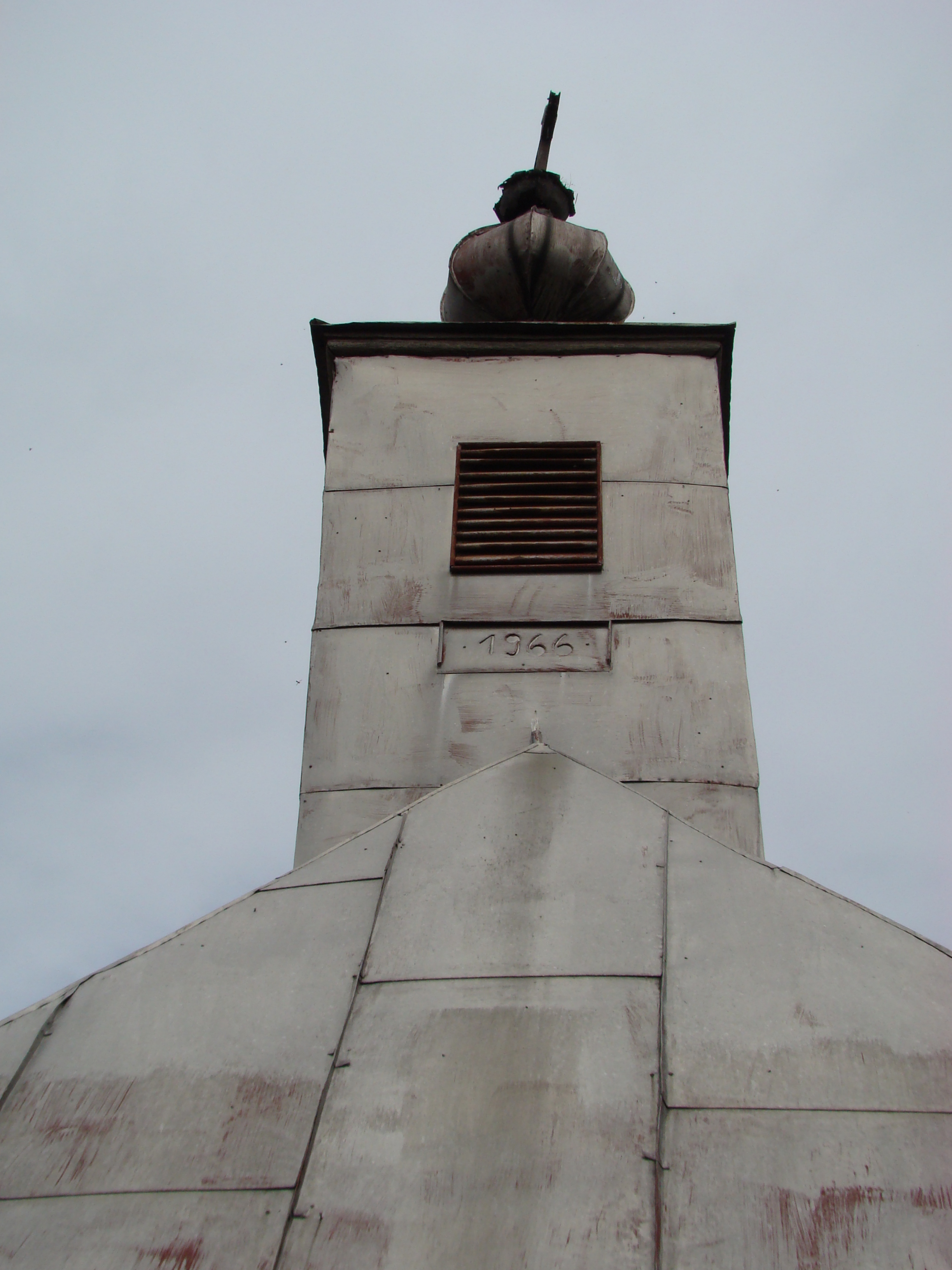
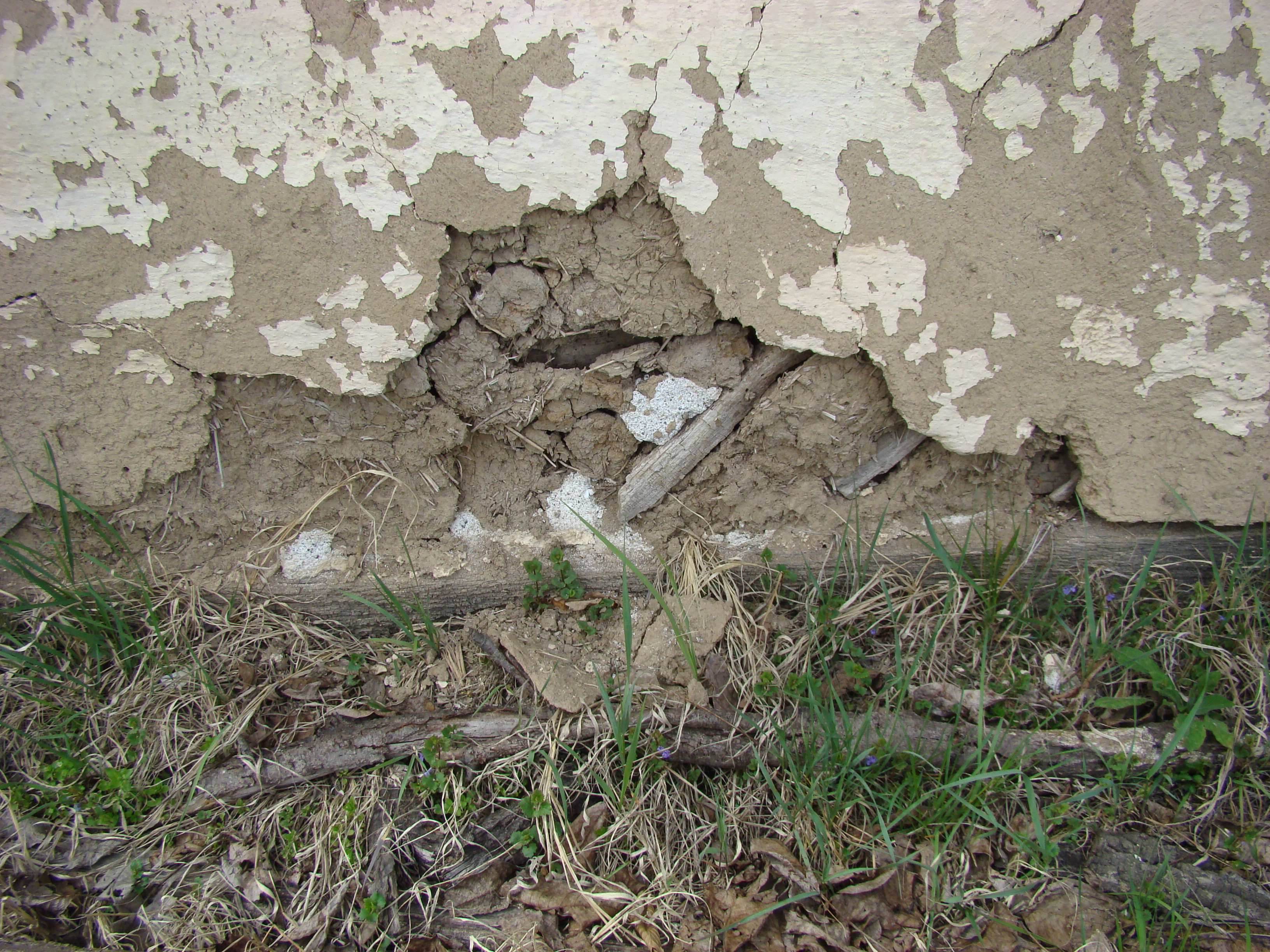
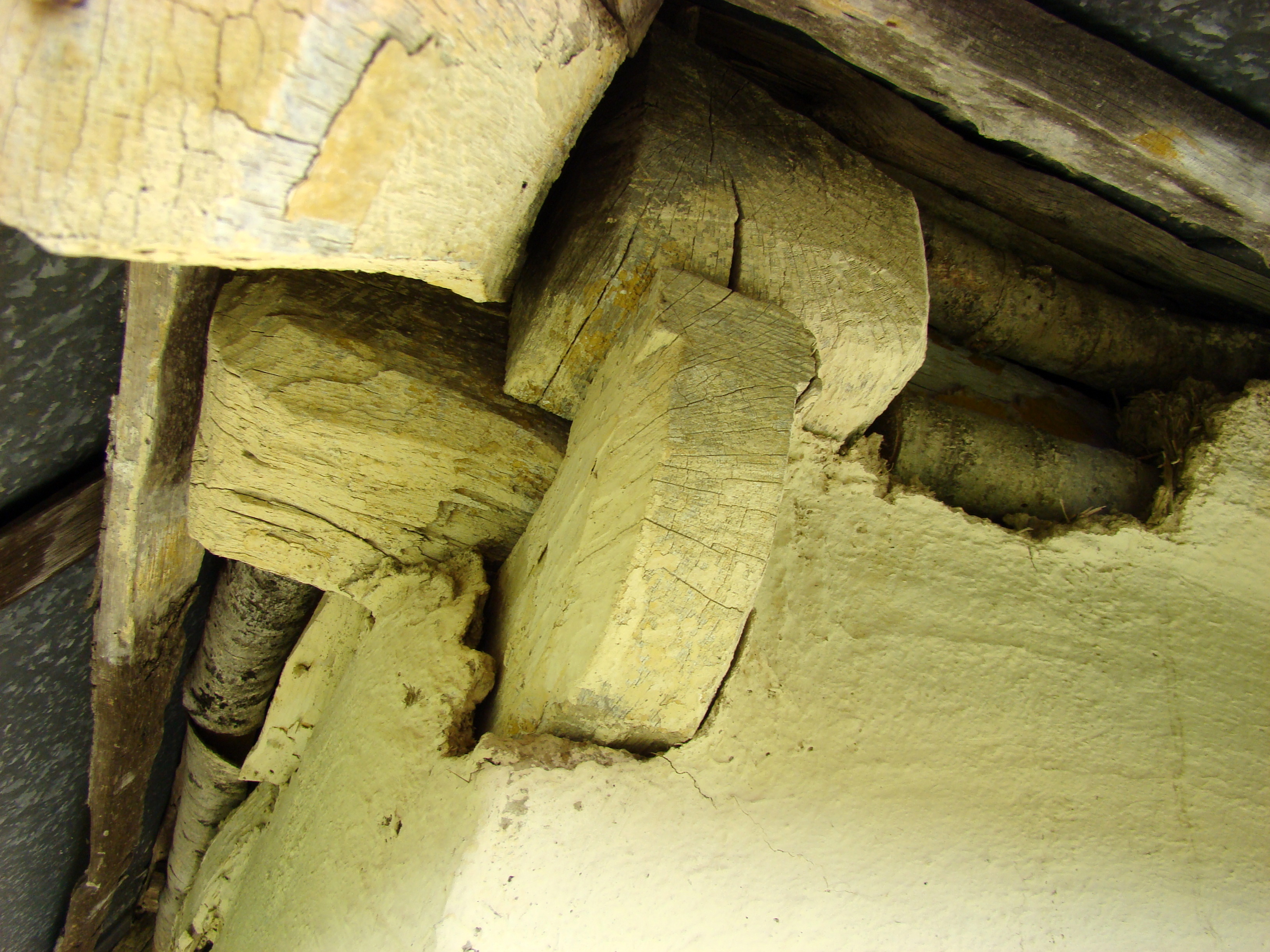
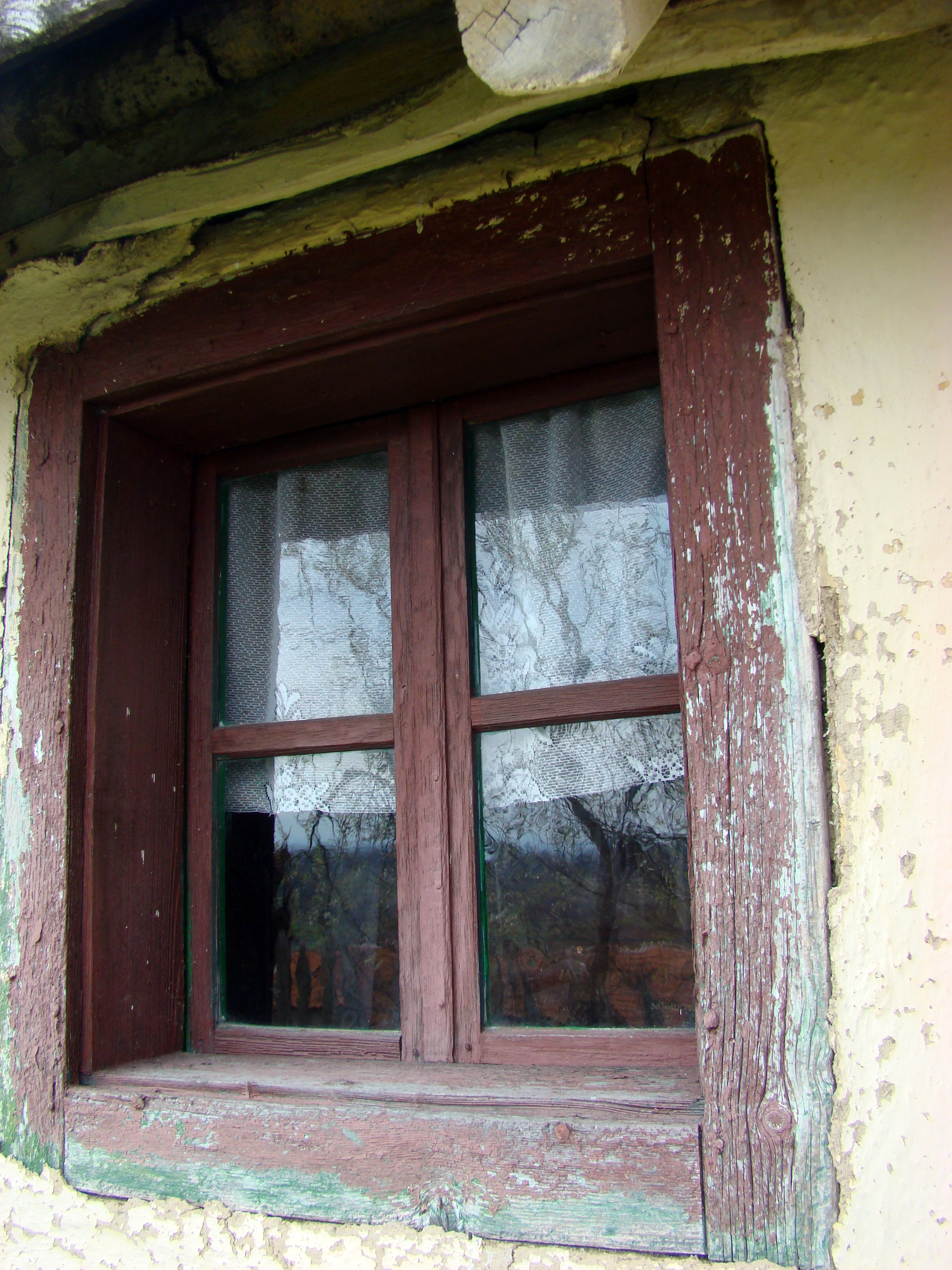
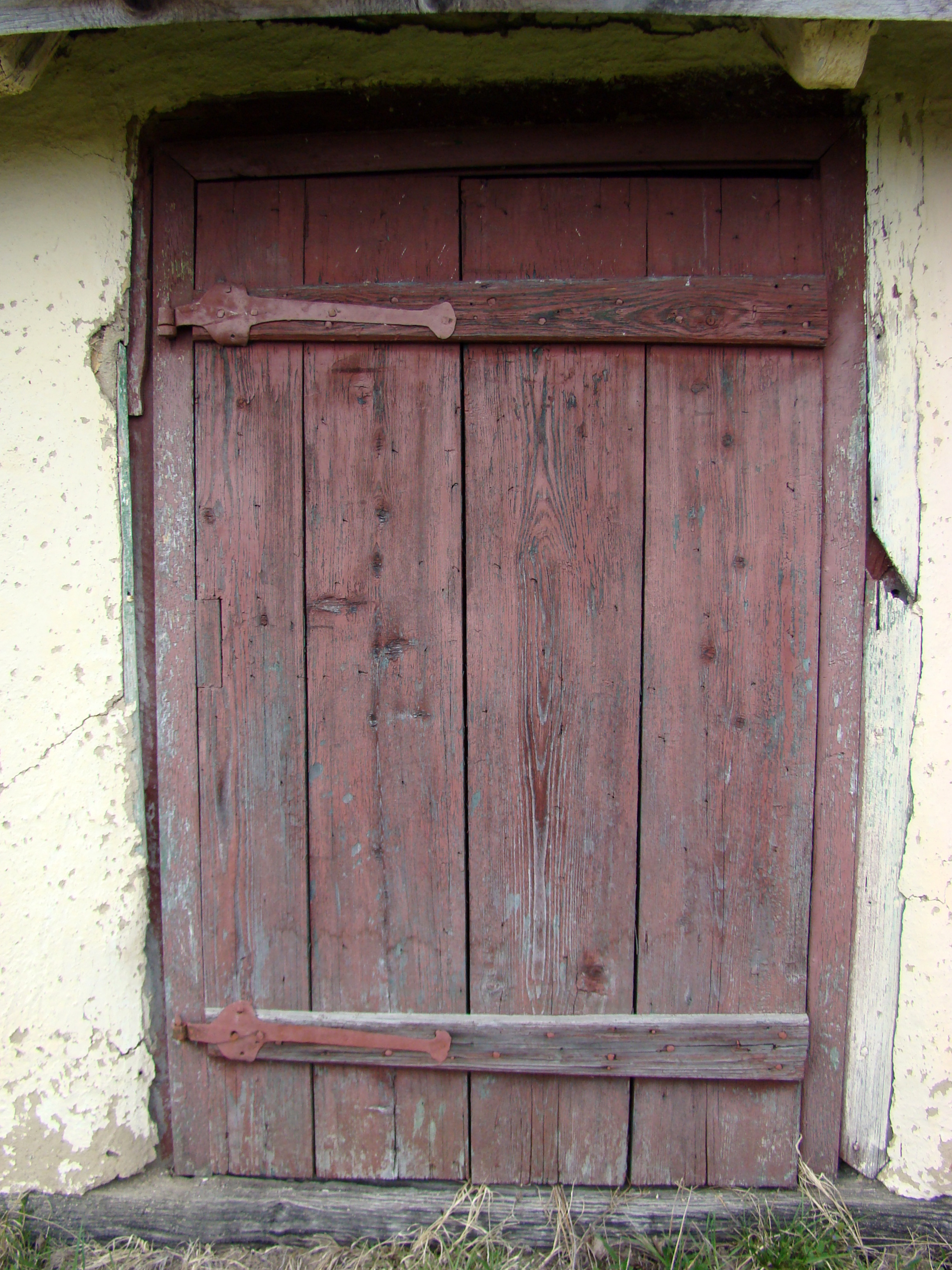
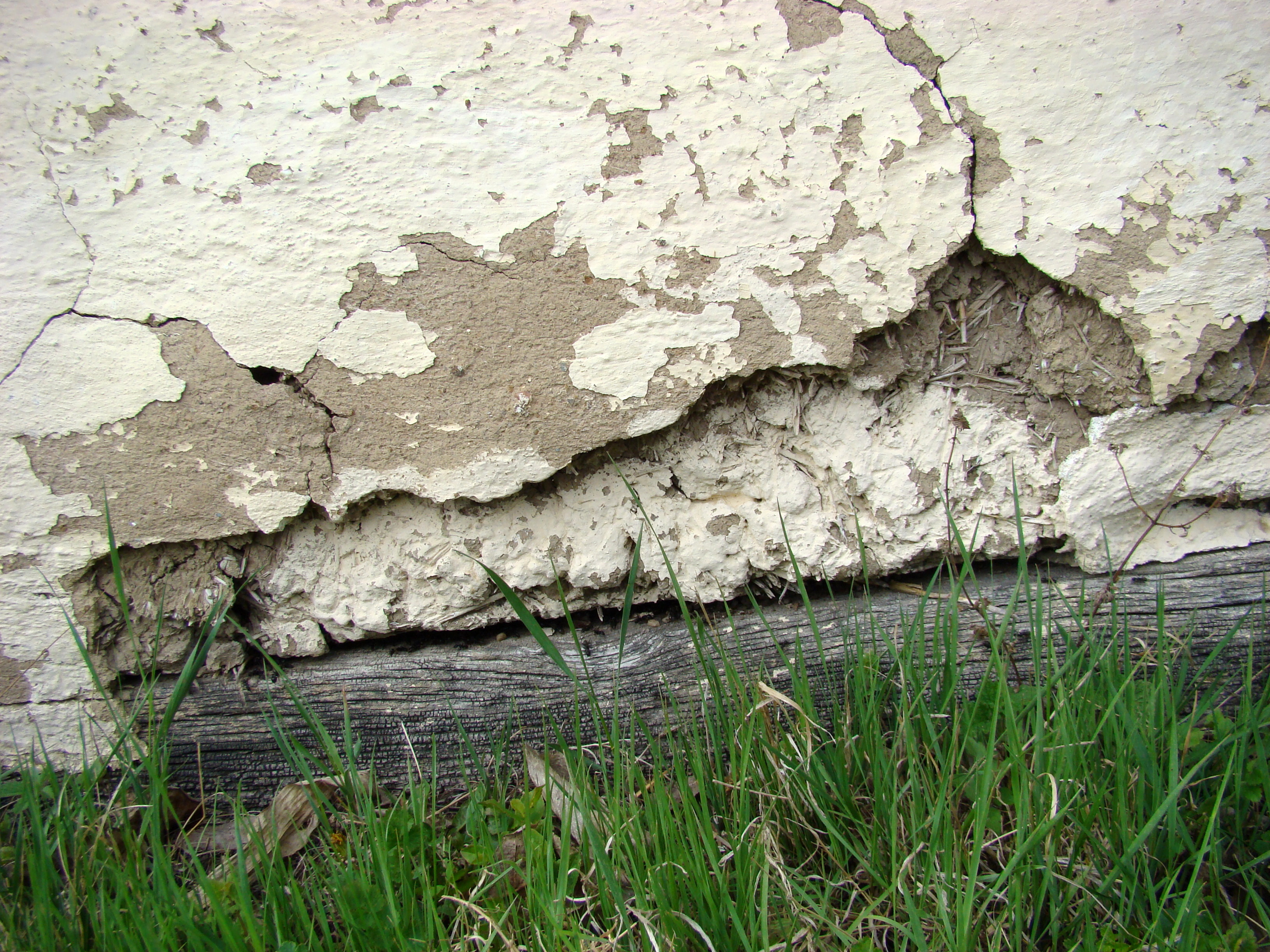
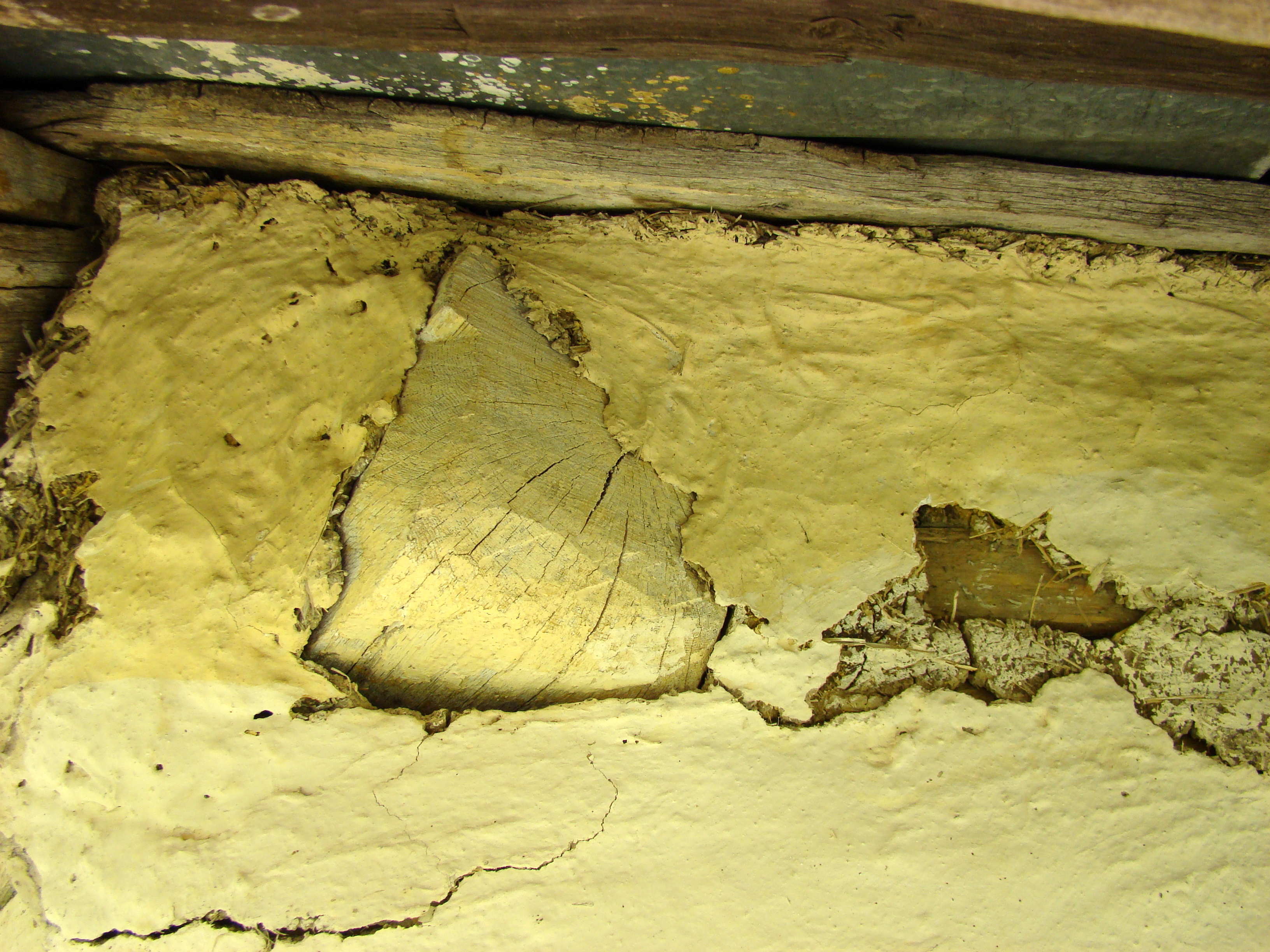
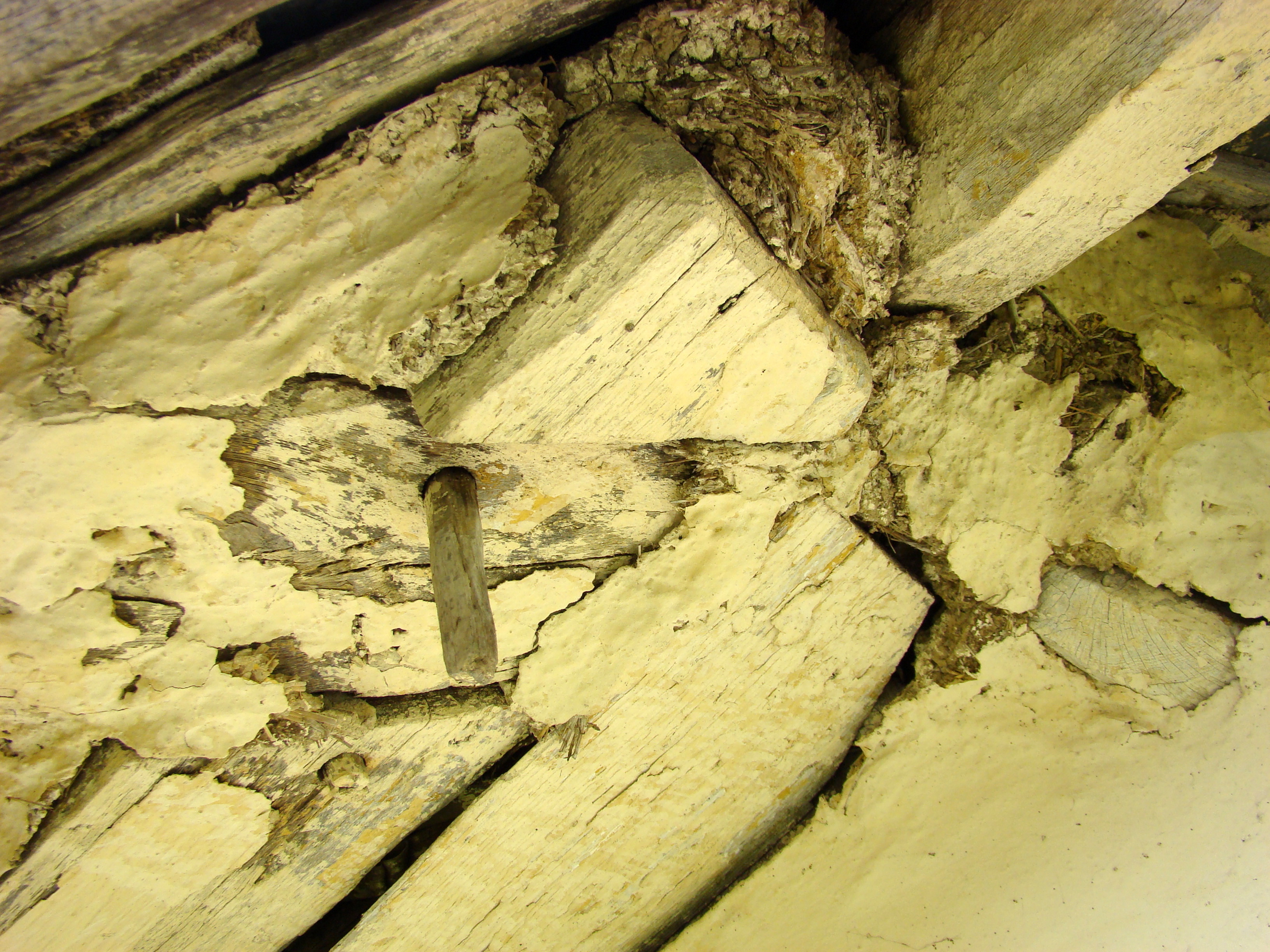
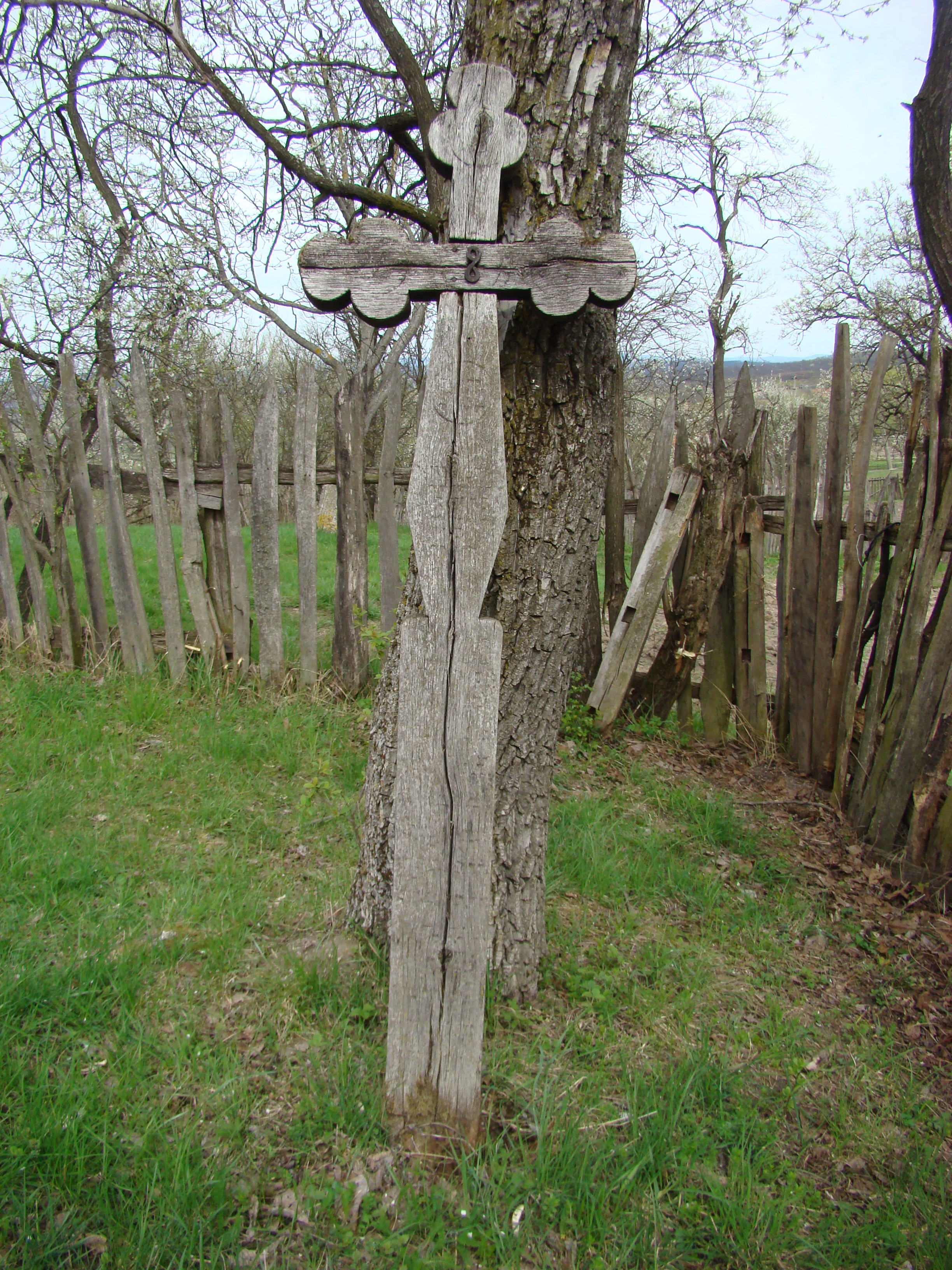
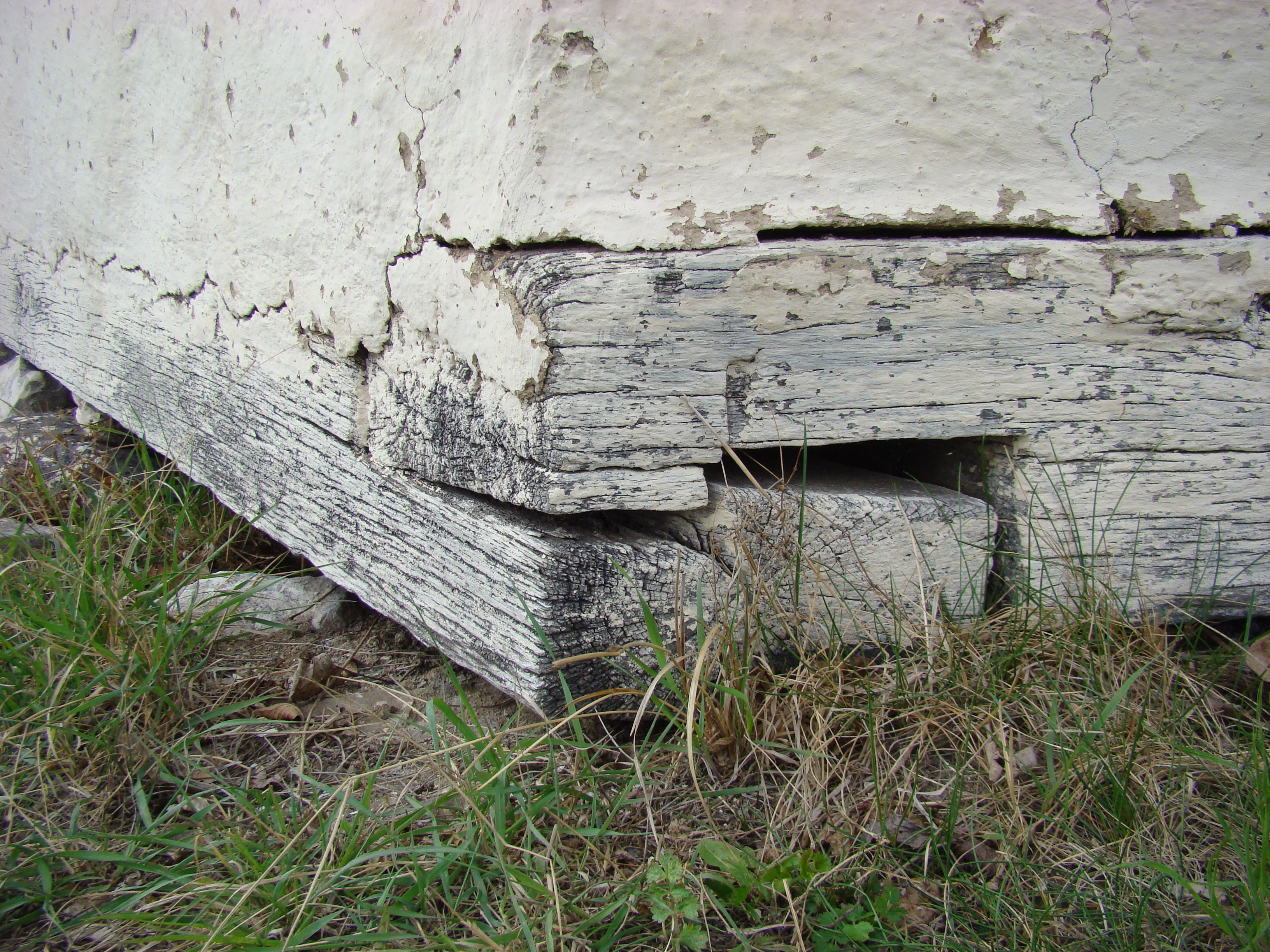
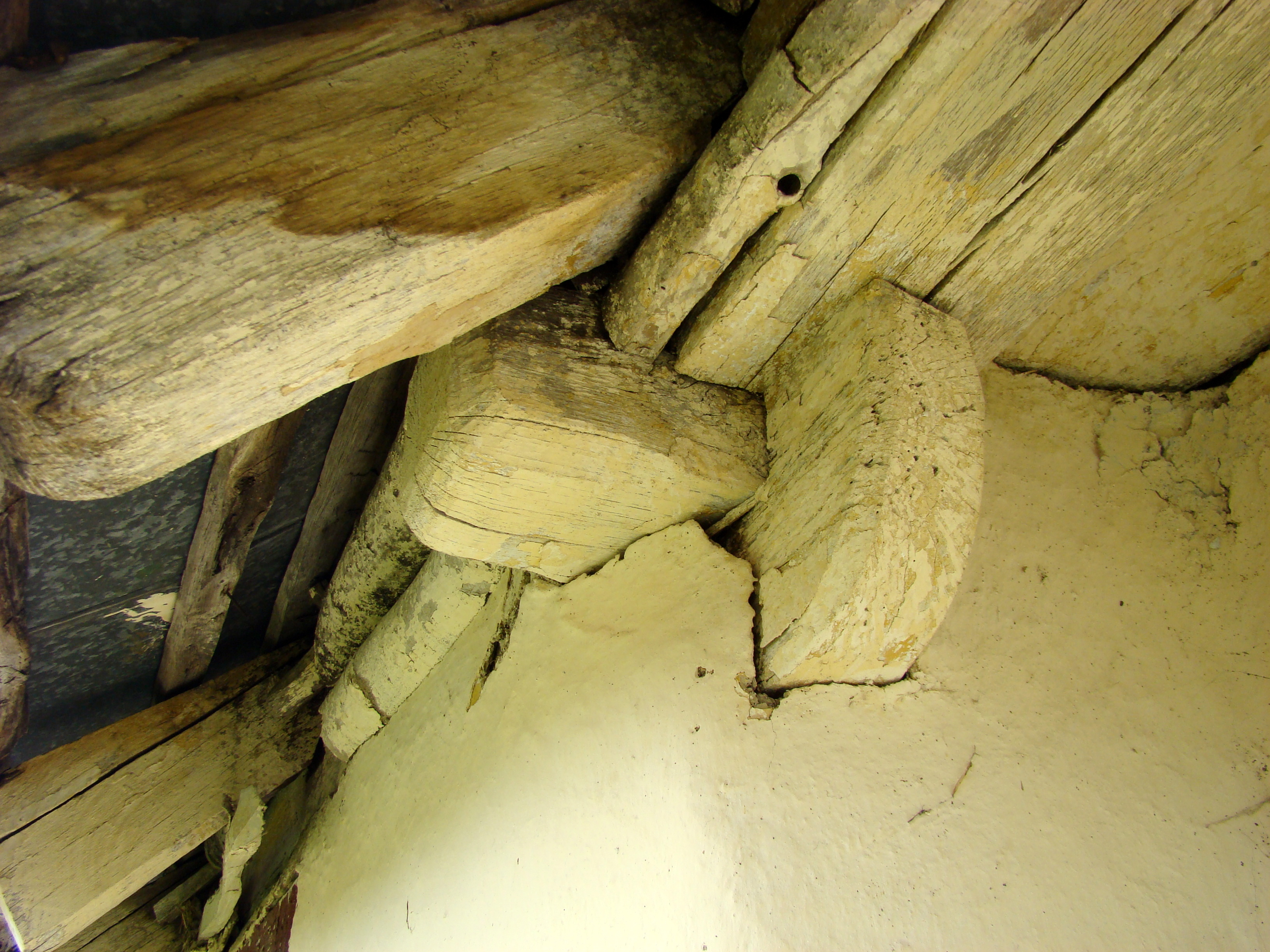
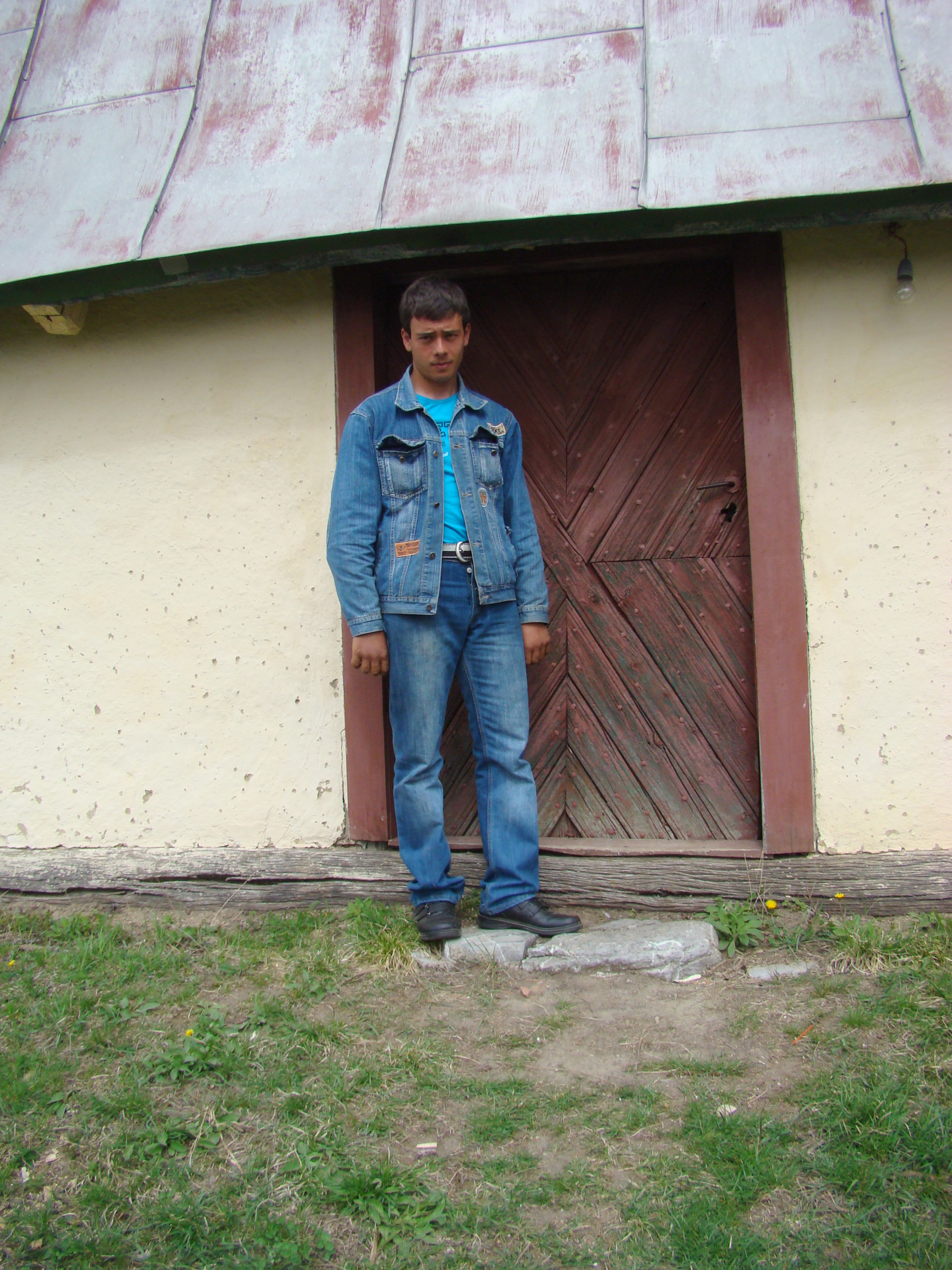
Crâsnicul Muti Dumitru
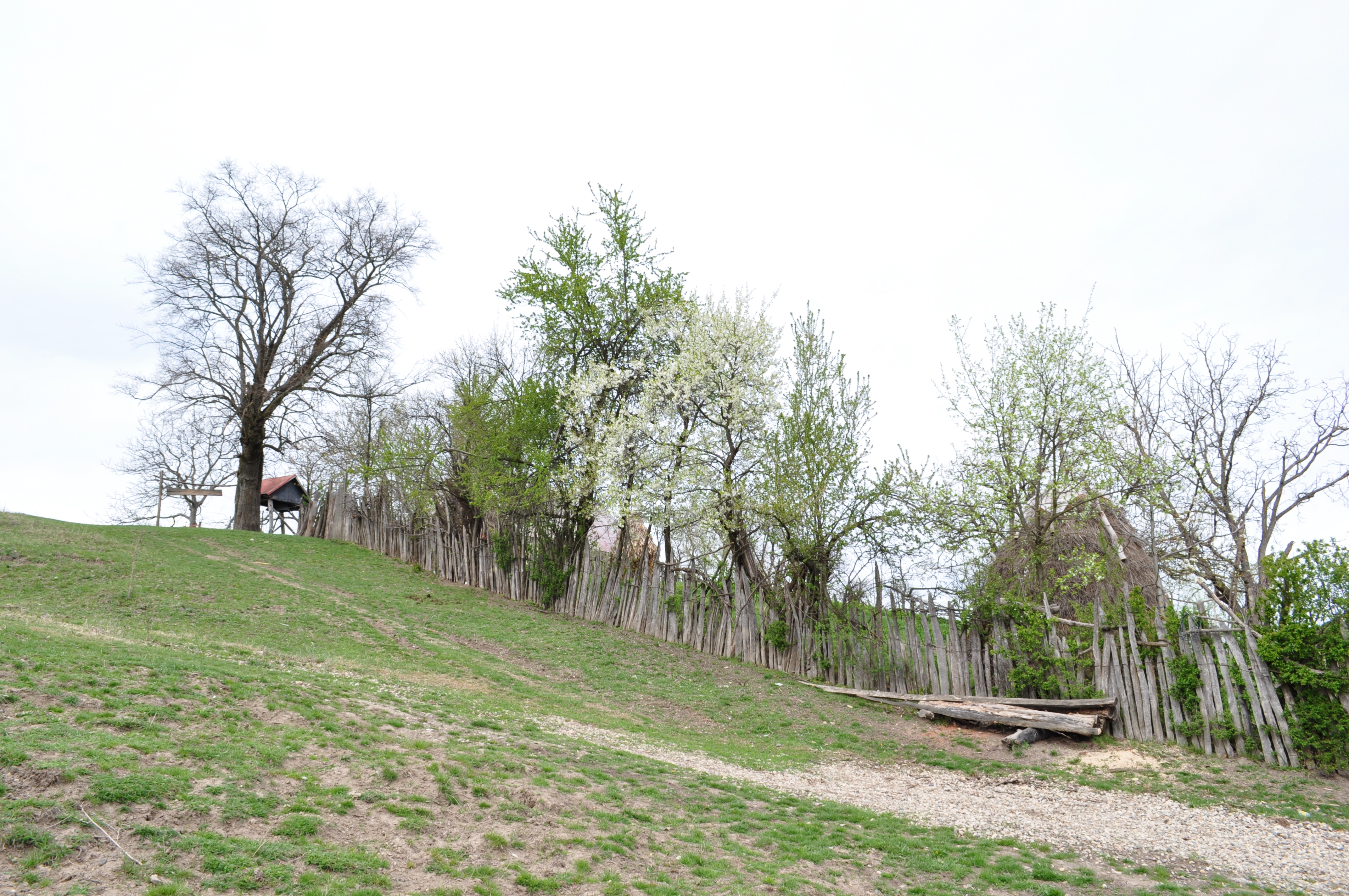
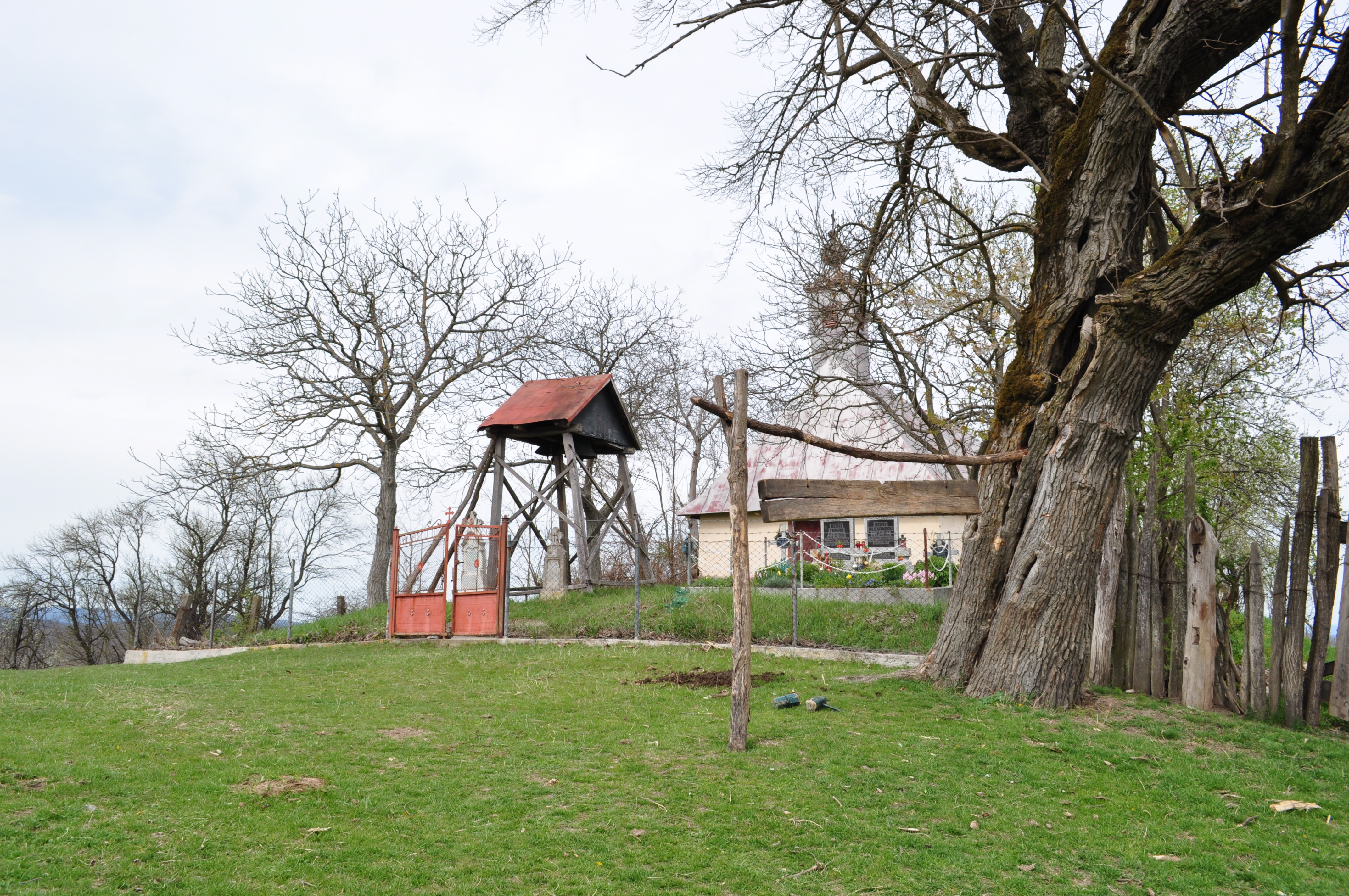
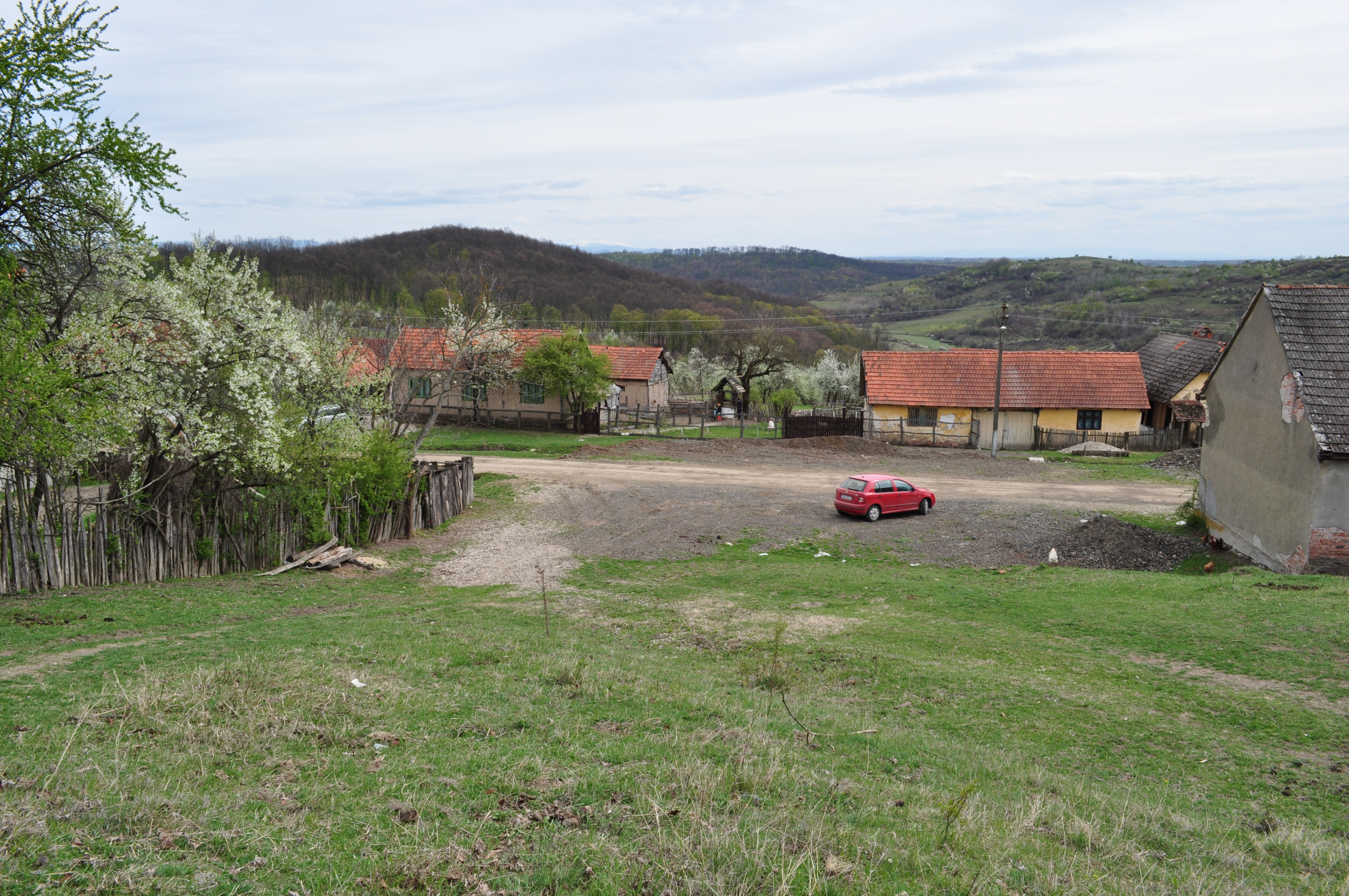